# Ростов-на-Дону
Росто́в-на-Дону́ (сокращённо часто — Росто́в) — город на юго-западе России, административный центр Южного федерального округа и Ростовской области. Город воинской славы (2008).
Основан 15 декабря 1749 года по указу императрицы Елизаветы Петровны. Расположен на юго-востоке Восточно-Европейской равнины, на обоих берегах  Дона в 46 км от Азовского моря.
Является крупным центром экономики, образования, культуры и транспорта на юге страны.   Двенадцатый город России по численности населения: 1 143 123 чел. (2025). Центр Ростовской агломерации, численность населения которой составляет 1 993 448 чел. (шестая по численности агломерация страны).
Неофициально Ростов именуют «воротами Кавказа», «столицей Юга России» (наряду с Краснодаром), а также «Донской столицей».
В 2018 году Ростов-на-Дону был одним из городов, в которых прошли матчи чемпионата мира по футболу.

## Этимология
Основан в 1749 году указом императрицы Елизаветы Петровны о создании таможни на месте впадения реки Темерник в реку Дон, которую в свою очередь должна будет защищать крепость Димитрия Ростовского, возведённая в 1761 году. Название дано по церкви во имя святого Димитрия, который последние семь лет своей жизни был митрополитом Ростовским и Ярославским, а в 1757 году канонизирован Русской православной церковью. При крепости, называвшейся в быту Ростовской, возникла слобода, которую стали называть просто Ростов; в 1796 году она была преобразована в город с тем же названием. Позже, для отличия от древнего Ростова, этот город стали именовать Ростов-на-Дону.

## Физико-географическая характеристика

### Географическое положение
Ростов-на-Дону располагается в юго-восточной части Восточно-Европейской равнины. Город большей частью располагается на правом берегу реки Дон, на левом берегу находятся некоторые промышленные предприятия и торгово-развлекательные центры (см. Левбердон). Юго-западные окраины города примыкают к дельте реки Дон (донским гирлам).
Ростов-на-Дону находится в часовой зоне МСК (московское время). Смещение применяемого времени относительно UTC составляет +3:00.
В соответствии с применяемым временем и географической долготой средний солнечный полдень в Ростове-на-Дону наступает в 12:21.
| С-З | Сумы ~ 678 км Харьков ~ 489 км Донецк ~ 218 км Луганск ~ 190 км       | Москва ~ 1092 км Липецк ~ 691 км Воронеж ~ 563 км      | Саратов ~ 872 км Волгоград ~ 479 км                       | С-В |
| З   | Таганрог ~ 72 км Мариуполь ~ 191 км Запорожье ~ 411 км Днепр ~ 476 км | Роза ветров                                            | Элиста ~ 455 км Астрахань ~ 773 км                        | В   |
| Ю-З | Симферополь ~ 641 км Евпатория ~ 692 км Севастополь ~ 714 км          | Краснодар ~ 258 км Новороссийск ~ 428 км Сочи ~ 561 км | Ставрополь ~ 331 км Нальчик ~ 590 км Владикавказ ~ 691 км | Ю-В |

### Климат
Климат Ростова-на-Дону умеренно континентальный. Среднегодовые климатические показатели: температура +9,9 °C, скорость ветра 3,2 м/с, влажность воздуха 72 %. Осадков выпадает около 618 мм в год.
Зима мягкая и малоснежная; средняя продолжительность сохранения снежного покрова составляет 10—25 дней. Средняя температура января — −3,0 °C, ежегодный среднестатистический минимум в зимний период составляет −19,4 °C, абсолютный минимум наблюдался в январе и составил −31,9 °C в 1940 году. Продолжительность отопительного сезона составляет 5 месяцев.
| Показатель                    | Янв.  | Фев.  | Март  | Апр.  | Май  | Июнь | Июль | Авг. | Сен. | Окт.  | Нояб. | Дек.  | Год   |
| ----------------------------- | ----- | ----- | ----- | ----- | ---- | ---- | ---- | ---- | ---- | ----- | ----- | ----- | ----- |
| Абсолютный максимум, °C       | 15,0  | 19,8  | 26,0  | 33,6  | 35,6 | 38,4 | 41,0 | 40,1 | 38,1 | 31,0  | 25,0  | 14,7  | 40,2  |
| Средний суточный максимум, °C | −0,1  | 1,2   | 7,8   | 16,7  | 22,9 | 27,5 | 30,2 | 29,6 | 23,1 | 15,2  | 6,6   | 1,4   | 14,7  |
| Средняя температура, °C       | −3    | −2,3  | 3,1   | 10,8  | 17,0 | 21,6 | 24,0 | 23,3 | 17,1 | 10,3  | 3,1   | −1,3  | 9,9   |
| Средний суточный минимум, °C  | −5,2  | −5    | −0,3  | 6     | 11,3 | 15,7 | 17,9 | 17,5 | 12,1 | 6,5   | 0,4   | −3,6  | 5,9   |
| Абсолютный минимум, °C        | −31,9 | −30,9 | −28,1 | −10,4 | −4,3 | −0,1 | 7,6  | 2,6  | −4,6 | −10,4 | −25,1 | −28,5 | −31,9 |
| Норма осадков, мм             | 58    | 48    | 50    | 38    | 58   | 59   | 50   | 43   | 43   | 48    | 51    | 58    | 618   |
| Источник: Погода и климат     |       |       |       |       |      |      |      |      |      |       |       |       |       |

Лето жаркое, продолжительное и засушливое, с преобладанием солнечной погоды; средняя температура июля +24 °C. Абсолютный максимум наблюдался в июле и составил +41,0 °C в 2025 году.

### Рельеф
Тип рельефа города непосредственно связан с его географической зональностью. Рельеф территории Ростова-на-Дону носит равнинный, овражно-балочный характер. У Ростова-на-Дону высота правого берега доходит до 80 м. На левом берегу поднимается невысокая Батайская гряда высотою около 10 м, и только у города Азова левый берег Дона значительно возвышается над правым. Основные породы — осадочные, легко подвергающиеся ветряной и водной эрозии вследствие проливных дождей. Распространённые на территории процессы разрушения земной поверхности под воздействием сил тяжести (оползни, осыпи), также способствуют развитию оврагов. Очень высокая овражистость территории Ростова-на-Дону обусловлена податливыми к разрушению осадочными горными породами, характером рельефа территории и текучей работой вод. Долина Дона сильно изрезана балками и оврагами разной величины.

### Растительность
В 2008—2009 годах в Ростове-на-Дону разработано более 40 проектов по реконструкции и созданию объектов озеленения, большинство из которых уже реализовано на территории города.
В 2009 году в городе было высажено более 6 тысяч деревьев. Цветов-многолетников посадили в два раза меньше. Ежегодно высаживается много цветов-однолетников — более полутора миллионов штук.
За последние годы[уточнить] больше всего средств на озеленение было потрачено в 2008 году — 202 миллиона рублей, в 2009 году — уже 174 миллиона, в 2010 году — 54 миллиона. В 2011 году на озеленение администрация потратила примерно 63 миллиона рублей.

### Гидрография
Через Ростов-на-Дону протекает самая крупная река области — Дон. Также по городу проходят другие реки, среди которых Темерник и Мёртвый Донец.

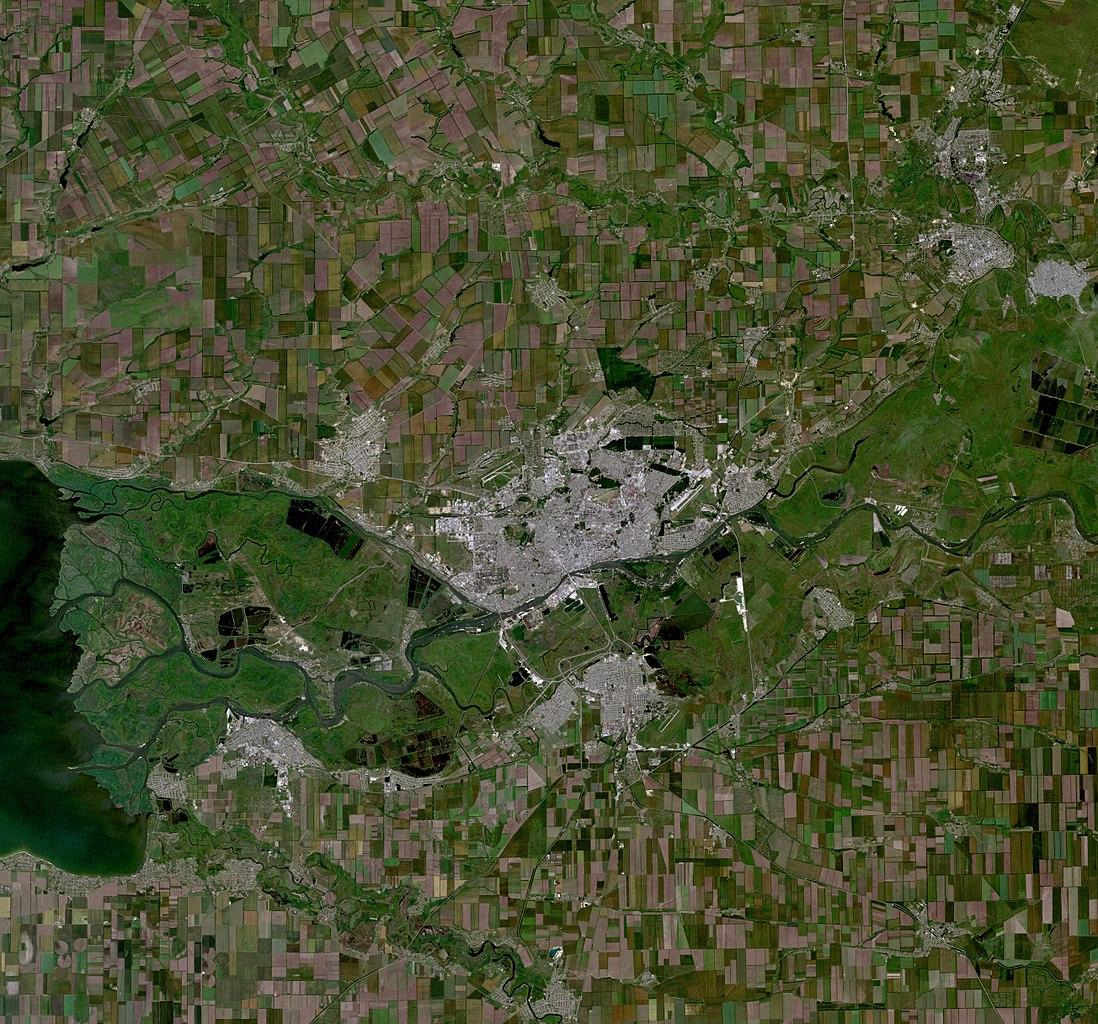
Вид на Ростов-на-Дону и окрестностей из космоса, снимок сделан агентством NASA

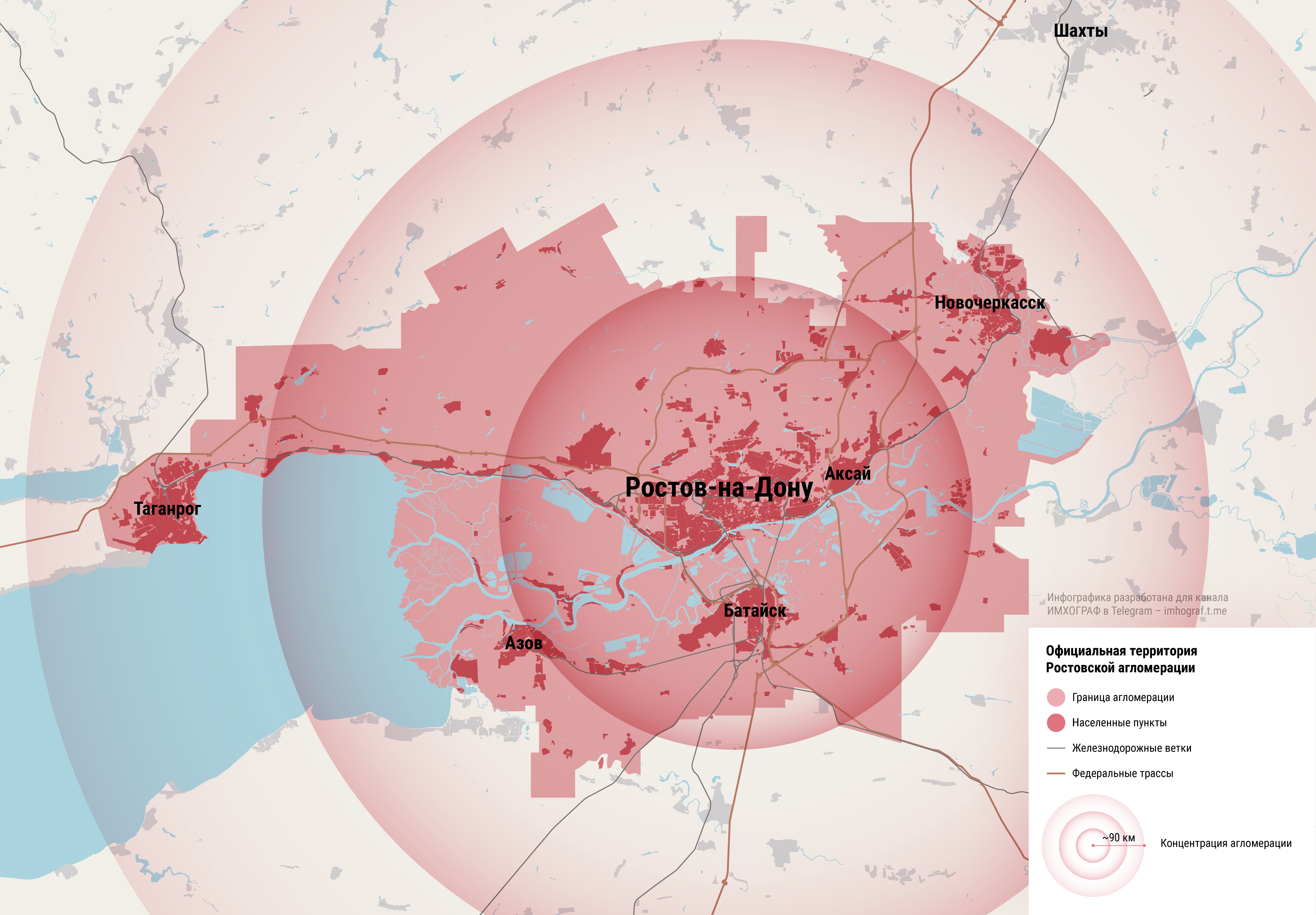
Официальные границы Ростовской агломерации

На территории города находятся другие водоёмы: родники, небольшие реки, озёра, а также водохранилища, крупнейшими из которых являются Северное водохранилище, Ростовское море.

### Экология
Сохраняется существенный уровень загрязнения воздушного бассейна города Ростова-на-Дону. Наиболее значимыми источниками загрязнения атмосферного воздуха являются автомобильный (94 % выбросов по данным на 2009 год) и железнодорожный транспорт, предприятия топливно-энергетического и машиностроительного комплексов, сельскохозяйственные холдинги и предприятия строительной индустрии.
Общее количество загрязняющих веществ, отходящих от всех стационарных источников выделения в 2011 году, составило 33 895 тыс. тонн, из которых 72 % было уловлено и обезврежено газо- и пылеулавливающими установками, а 50,4 % было утилизировано.
В общем объёме выбросов загрязняющих веществ, поступивших в 2011 году в атмосферу от стационарных источников, 91,5 % приходится на газообразные и жидкие вещества, которые являются наиболее опасными для здоровья населения.
Продолжается загрязнение водных объектов промышленными и неочищенными канализационными стоками, ливневыми и сбросными водами; сохраняется дефицит кондиционной воды для хозяйственных и питьевых нужд.
Контроль качества воды водоёмов 1 и 2 категорий водопользования в 2011 году в городе Ростове-на-Дону установил:
- Показатели микробиологического загрязнения водоёмов 1 категории водопользования (в местах водозаборов) составили 67,4 % проб воды, химического загрязнения — 5,4 % проб воды.
- В водоёмах 2 категории водопользования (в зонах отдыха) микробиологическое загрязнение обнаружено в 83,3 % проб воды, химическое — в 27,3 % проб воды.
- Превышение предельно допустимых концентраций (далее — ПДК) в поверхностных водах в черте города Ростова-на-Дону наблюдалось по показателям сухого остатка (0,1—0,4 ПДК), нефтепродуктов (0,2—1,3 ПДК), жёсткости (0,3—0,7 ПДК), железа (0,2—22 ПДК) и другим показателям.

Недостаточно очищенные сточные воды оказывают влияние на воду в реке Дон по растворённому кислороду, группе азота, фосфатам и другим показателям.
Качество воды родников, расположенных на территории города Ростова-на-Дону, в 2011 году не соответствовало гигиеническим нормативам по показателям химической безвредности (сухой остаток, общая жёсткость, сульфаты и натрий). По микробиологическим показателям качество воды родников в 2011 году и составило 21,4 % положительных проб воды.
Центральные очистные сооружения водопровода построены в 1929, 1934 годах, реконструированы в 1976 году, износ составляет 80—90 %. Проектная производительность — 160 тыс. м³ в сутки, но из-за высокого износа составляет всего 80—100 тыс. м³ в сутки.
Александровские очистные сооружения водопровода построены в два этапа самостоятельными блоками в 1964 и 1984 году и осуществляют также подачу воды в города-спутники Батайск и Аксай. Проектная мощность — 320 тыс. м³ в сутки, фактическая — от 450 до 550 тыс. м³ в сутки.
Сточные воды поступают на очистные сооружения канализации, расположенные на левом берегу реки Дон. Производительность сооружений по очистке сточных вод составляет 313 тыс. м³ в сутки (1-я и 2-я очереди), фактически поступает стоков порядка 320 тыс. м³ в сутки.
По состоянию на 2018 год город канализирован на 86 %. Оставшиеся 14 % населения города Ростова-на-Дону не подключены к централизованной канализации.
C февраля 2021 вода из кранов идёт чёрная, зелёная, коричневая. Ростовчане жалуются на отравление.
Обеспеченность зелёными насаждениями общего пользования в границах городской черты при расчёте согласно градостроительным нормам СНиП 2.07.01-89 составляет 244 %, зелёные насаждения занимают 34,5 % в общей площади городских земель. В то же время, имеется значительный недостаток «зелёных лёгких» города по ГОСТ 17.5.3.01-78, в расчёт площадей по которому включаются зелёные зоны (леса) вокруг городов, за пределами городской черты. При такой оценке доля обеспеченности зелёными насаждениями от нормативной обеспеченности зелёными насаждениями для города Ростова-на-Дону составляет 26,5 %.

## История

### Основание города

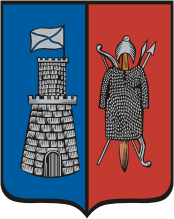
Исторический герб Ростова-на-Дону (1811)

Официально датой основания города считается 15 (26) декабря 1749 года, когда императрица Елизавета Петровна своим указом основала Темерницкую таможню. По указу императрицы Елизаветы Петровны от 18 (29) августа 1749 года таможня должна была быть основана в г. Черкасске, но казаки сочли это невозможным для своей коммерческой деятельности, так как имели определённые пошлинные льготы. А на территории таможни эти льготы не действовали.

Императрица, рассмотрев ходатайство Данилы Ефремова, полученное 23 ноября (4 декабря) 1749 года, удовлетворила просьбу казаков и обозначила в грамоте от 15 декабря место для таможни в устье Темерника, откуда и взял начало Ростов-на-Дону:
Для сбору тарифов и внутренних пошлин с привозимых из турецкой области и отвозимых из России за границу товаров таможню учредить по реке Дону вверх от устья реки Темерник против урочища, называемого «Богатый колодезь».
Весной 1750 года в таможне были построены пристань, пакгауз, карантин, гарнизонная казарма. Здесь в 1756 году была основана международная «Российская и Константинополь торгующая компания». Темерницкий порт стал единственным русским портом на юге России, через него велась торговля со странами Чёрного, Эгейского и Средиземного морей.
В 1760—1761 годах для защиты низовьев Дона от набегов крымских татар и турок у Богатого колодца по проекту инженер-капитана И. Веденёва началось строительство крепости. Руководство работами было возложено на военного инженера А. И. Ригельмана. Крепость в форме девятилучевой звезды имела в окружности 3,5 км и располагалась между нынешними переулками Чехова и Крепостным, улицами Горького и Станиславского. Крепость имела два форштадта: Доломановский и Солдатский, которые располагались вдоль берега Дона от нынешнего Доломановского переулка до Ворошиловского проспекта. Внутри располагались семь продольных и семь поперечных улиц, а территория была застроена различными зданиями для размещения гарнизона и хранения запасов вооружения. Гарнизон крепости насчитывал более четырёх тысяч человек, ещё тысяча проживала в окрестных слободах.
6 (17) апреля 1761 года указом Елизаветы Петровны крепости было дано имя митрополита Ростовского и Ярославского Димитрия (1652—1709), незадолго до этого причисленного к лику святых Русской православной церковью. Название крепости и поселения впоследствии менялось: крепость Святого Димитрия, крепость Димитрия Ростовского, Ростовская крепость, просто Ростов, наконец, чтобы отличить от древнего Ростова Великого, что под Ярославлем, Ростов-на-Дону.
Со временем здесь возвели дома для купечества и духовных лиц, торговые лавки, харчевни, питейные дома, тюрьму и другие строения. Кроме постоянных жителей, на работы в порт регулярно приходило до трёх тысяч человек, выходцев из Украины, селившихся по хуторам и станицам рядом с крепостью. Ростовский порт быстро стал известен в России и за границей, привлекая всё больше русских и иностранных купцов. Из Греции и Турции сюда везли вина, сок, апельсины, лимоны, финики, изюм, сушёные фрукты, кофе, жемчуг, сафьян, подзорные трубы, дорогие ткани, предметы роскоши. В обмен вывозились дешёвые продукты сельского хозяйства, хлеб, рыба, металл и другие товары. Заграничные товары шли отсюда в глубь России: в Москву, Смоленск, Казань, Оренбург, Вятку и на многочисленные ярмарки.
С историей крепости связаны имена выдающихся русских военачальников. В 1768 году сюда приезжал адмирал А. Н. Сенявин для руководства строительством верфи, в 1783—1784 годах комендантом крепости был полководец А. В. Суворов, сюда, после нескольких лет службы на Балтике, был переведён адмирал Ф. Ф. Ушаков. Крепость имела многочисленный гарнизон, была вооружена 238 орудиями и на протяжении полувека использовалась в качестве тыловой базы русских войск. Крепость Святого Димитрия Ростовского сыграла значительную роль в период русско-турецких войн второй половины XVIII века. В русско-турецкую войну 1768—1774 годов она служила базой для наступления на Азов.
В 1779 году к востоку от крепости армяне (выходцы с Крымского полуострова) основали город Нор-Нахичеван (Нахичевань-на-Дону). 9 (20) марта 1778 года императрица Екатерина II издала Указ на имя светлейшего князя Г. А. Потёмкина, назначенного в 1775 году правителем Новороссийской, Азовской и Астраханской губерний. Исполнение переселения было возложено на командующего крымской армией А. А. Прозоровского. Но ему не суждено было осуществить этот Указ. Ссылаясь на плохое здоровье, он просит о двухгодичном отпуске. На его место назначается молодой генерал А. В. Суворов. По данным ведомостей Суворова, за август-сентябрь 1778 года выехало из Крыма 31 386 человек, из них: греков — 18 407 душ, армян — 12 598, грузин — 219, валахов — 162. В создавшихся условиях переселенцы неоднократно обращались к А. В. Суворову, отправили депутатов во главе с Иосифом Аргутинским (Овсеп Аргутян), архиепископом, возглавляющим астраханскую епархию, в Петербург. В конце концов, их прошения увенчались успехом и удовлетворена была их просьба об отводе им земли для поселения в устье Дона близ крепости Димитрия Ростовского. 9 (20) декабря 1779 года переселенцы собрались на отведённой им земле к востоку от крепости Дм. Ростовского, рядом с Полуденным станом, и им была зачитана высочайшая грамота. Новый город получил название «Нахичеван», где обосновались городские жители Крыма, а сельское население — в окрестностях города, в сёлах Чалтырь, Топти (Крым), Мец Сала (Большие Салы), Покр-Сала (Султан-Салы) и Несвита (Несветай).
В разработке плана нового города принимал участие известный русский архитектор И. Е. Старов. 9 (20) августа 1797 года крепость и Нахичевань вошли в состав Ростовского уезда Новороссийской губернии.

### XIX век

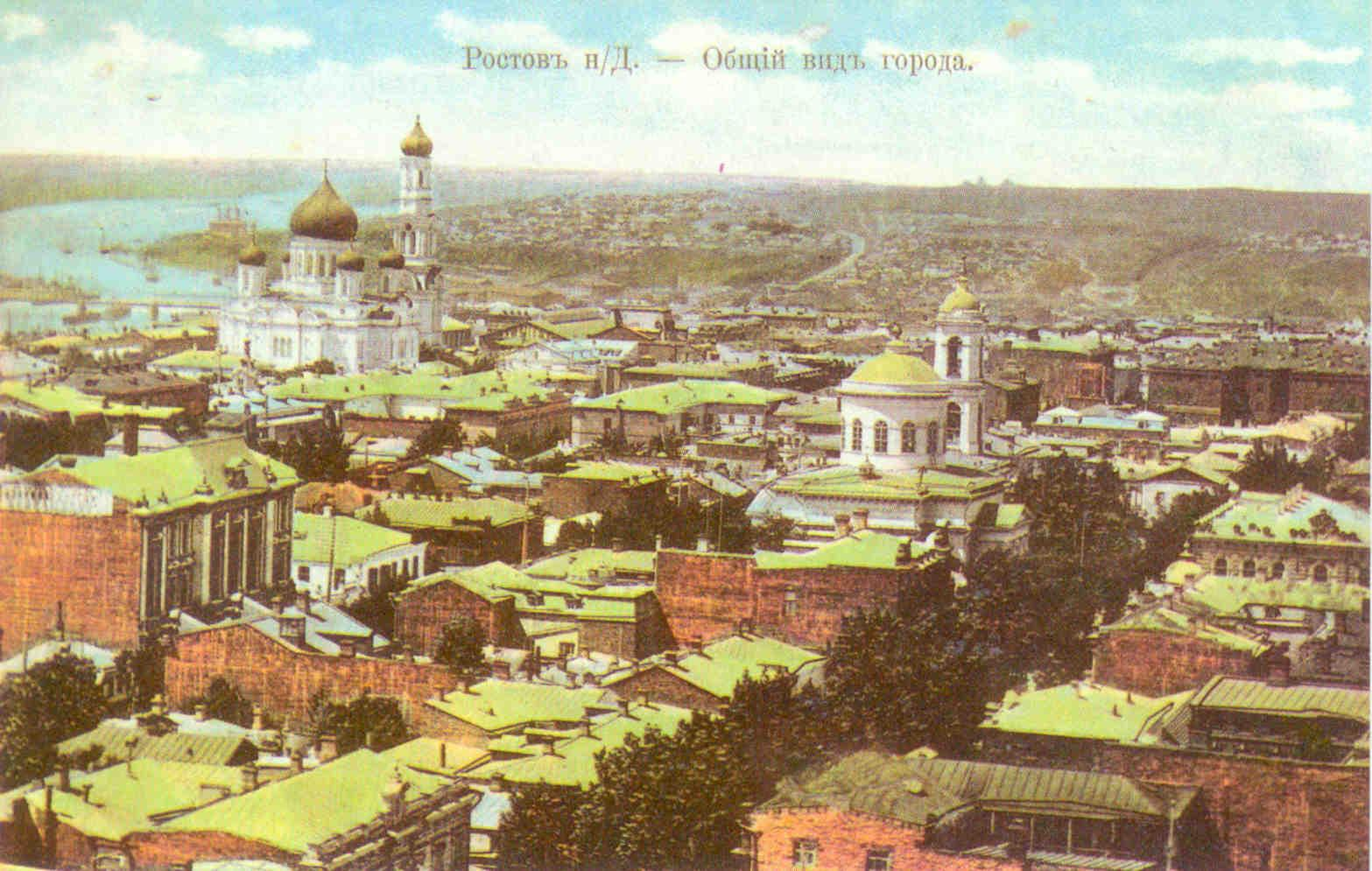
Общий вид города Ростова-на-Дону в XIX веке

К концу XVIII века в связи с присоединением Причерноморья к России крепость утратила своё стратегическое значение, укрепления срыли, а территория крепости отошла к городу. В 1802 году Ростов становится уездным городом Екатеринославской губернии. Крепость не сделала ни единого выстрела. После срытия крепостных валов и засыпки рвов город быстро прорезала сеть улиц и переулков, взамен саманных и деревянных стали строить каменные здания, торговая деятельность стала основным занятием жителей города. Многоязычная речь, яркие национальные костюмы ростовчан, оживлённая жизнь портового города поразили побывавшего в Ростове в 1820 и 1828 годах А. С. Пушкина. В 1835 году гарнизон и военное имущество Ростовской крепости были переведены в Анапу.
Выгодное географическое положение на перекрёстке сухопутных и водных дорог способствовало экономическому развитию Ростова. У его стен образовался торговый порт, принимавший суда русских, греческих, итальянских, турецких, армянских, персидских купцов. В 1887 году город был включён в состав Области войска Донского, что стало толчком к дальнейшему развитию промышленности и благоустроительным работам.

План Ростова на-Дону в начале XX века

К своему 100-летию город насчитывал около 15 тысяч жителей, а к XX веку в нём проживало свыше 110 тысяч человек. Основой экономики Ростова была торговля, его называли купеческим городом, но к началу XX века в Ростове действовало уже более ста предприятий, в том числе такие крупные, как Главные мастерские Владикавказской железной дороги, плугостроительный завод «Аксай», судостроительный, гвоздильно-проволочный, чугунолитейный заводы, две табачные фабрики. Причём каждое третье предприятие принадлежало иностранному капиталу. В 1871 году в Ростов-на-Дону из Воронежа была проложена железная дорога, в 1875 году проложена железная дорога из Ростова-на-Дону до Владикавказа.
По данным переписи 1897 года в городе проживали 119 476 жителей. Родным языком указали: русский — 94 673, еврейский — 11 183, малороссийский — 5612, армянский — 1182, польский — 1444, немецкий — 1182, татарский — 1172. По данным той же переписи, в Ростове и соседнем с ним Нахичевани (нынешний Пролетарский район Ростова-на-Дону), суммарно, был следующий религиозный состав:
- Православие — 111 760 (72,8 %)
- Армянская Апостольская церковь — 25 605 (16,7 %)
- Иудаизм — 11 817 (10,6 %)
- Католицизм — 1656 (1,1 %)
- Протестантизм — 1327 (0,9 %)
- Ислам — 1397 (0,9 %).

Последователи Армянской Апостольской церкви были сосредоточены в Нахичевани (ныне Пролетарский район) и принадлежавшей ей Мясниковани (нынешний Северный район Ростова-на-Дону), где составляли 61,2 % населения.

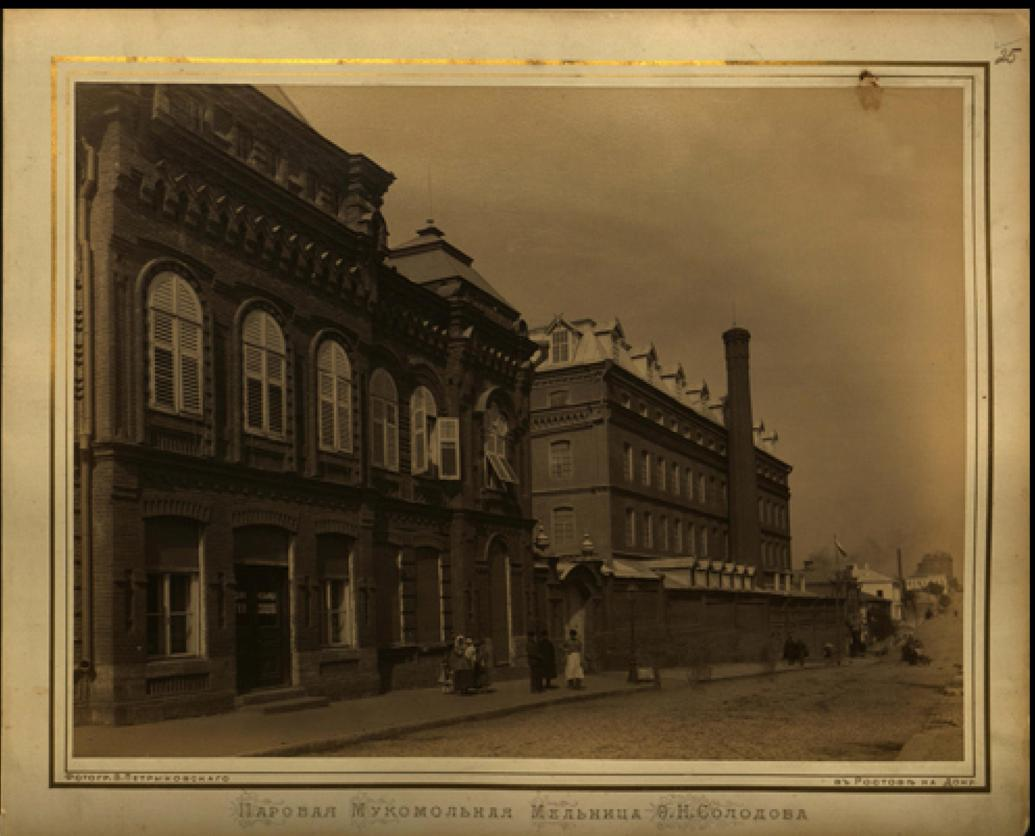
Мельница купца Солодова
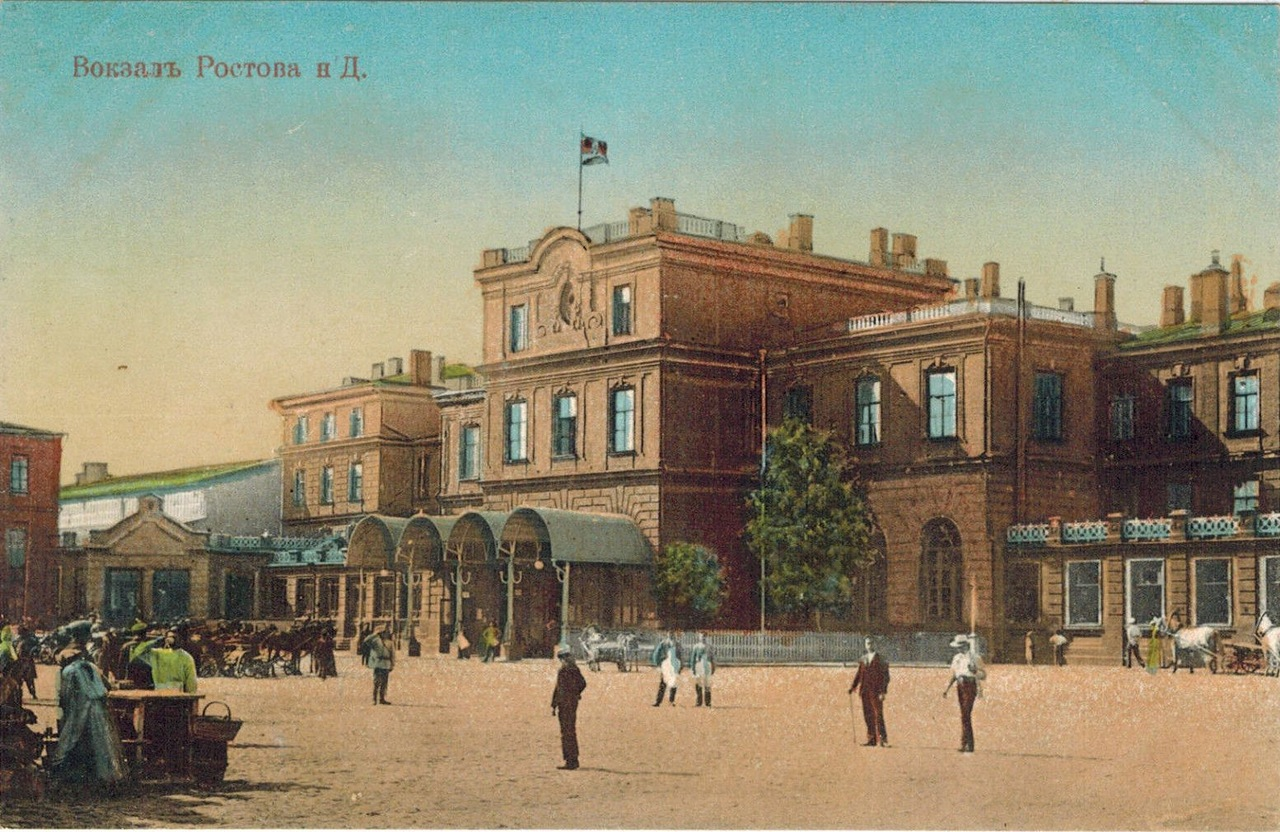
Вокзал
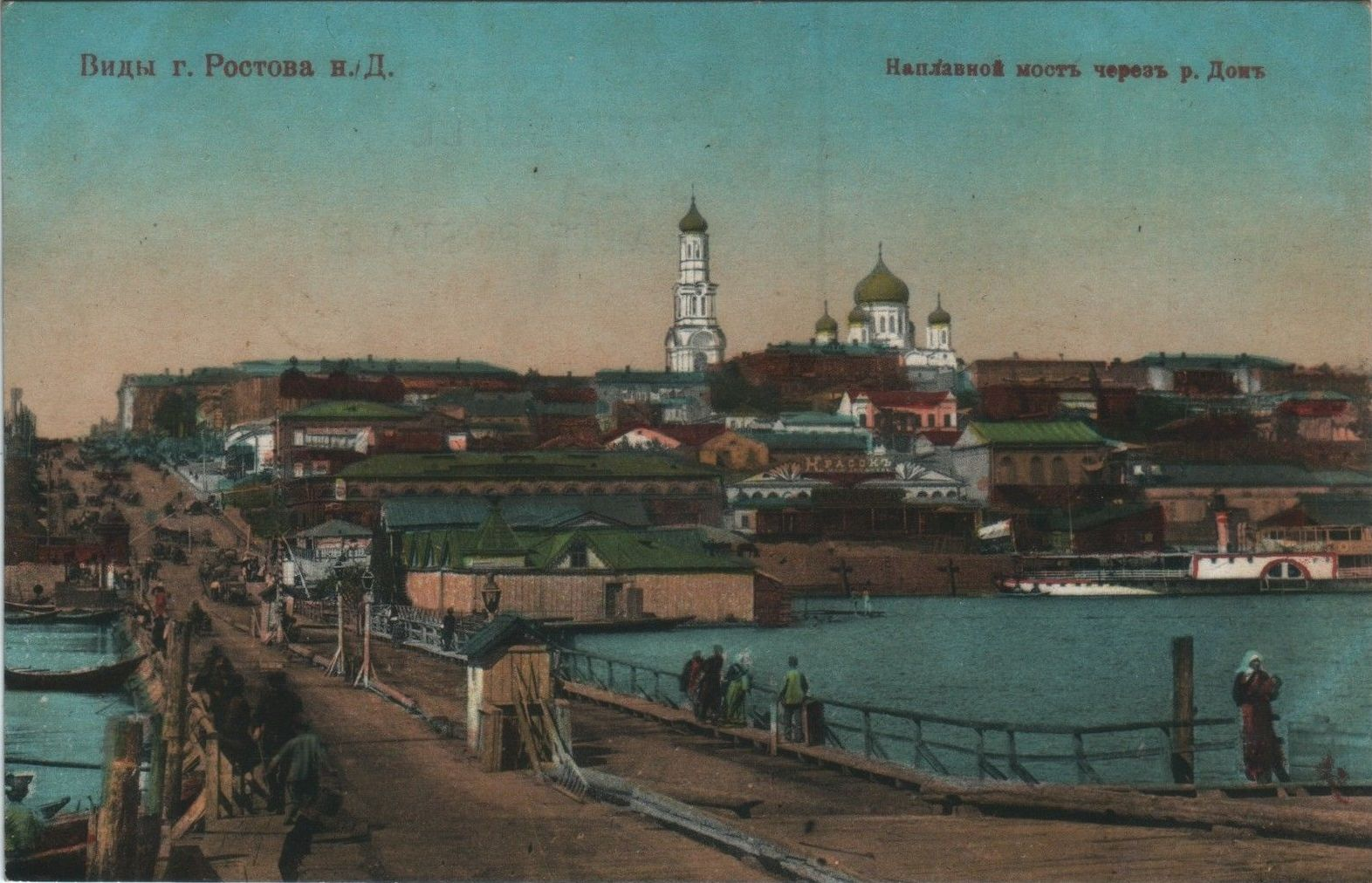
Наплавной мост через Дон
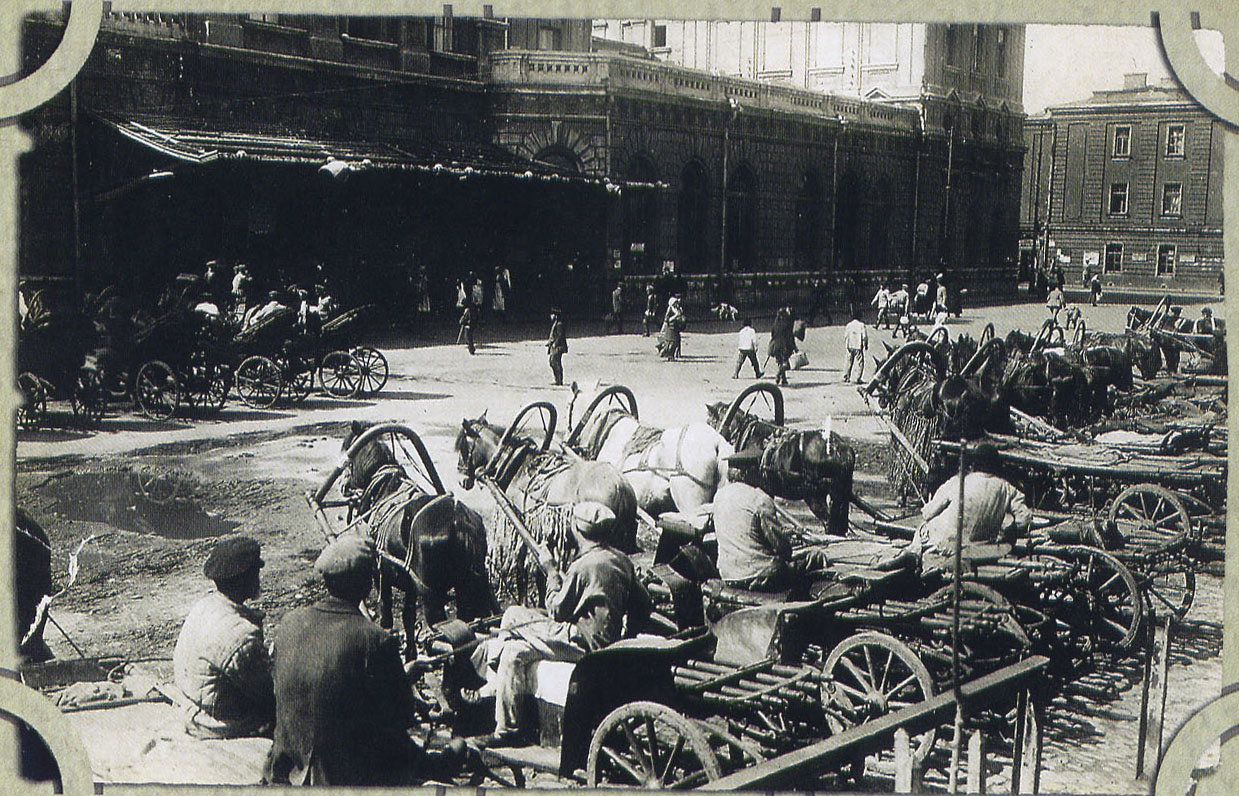
Извозчики на Привокзальной площади
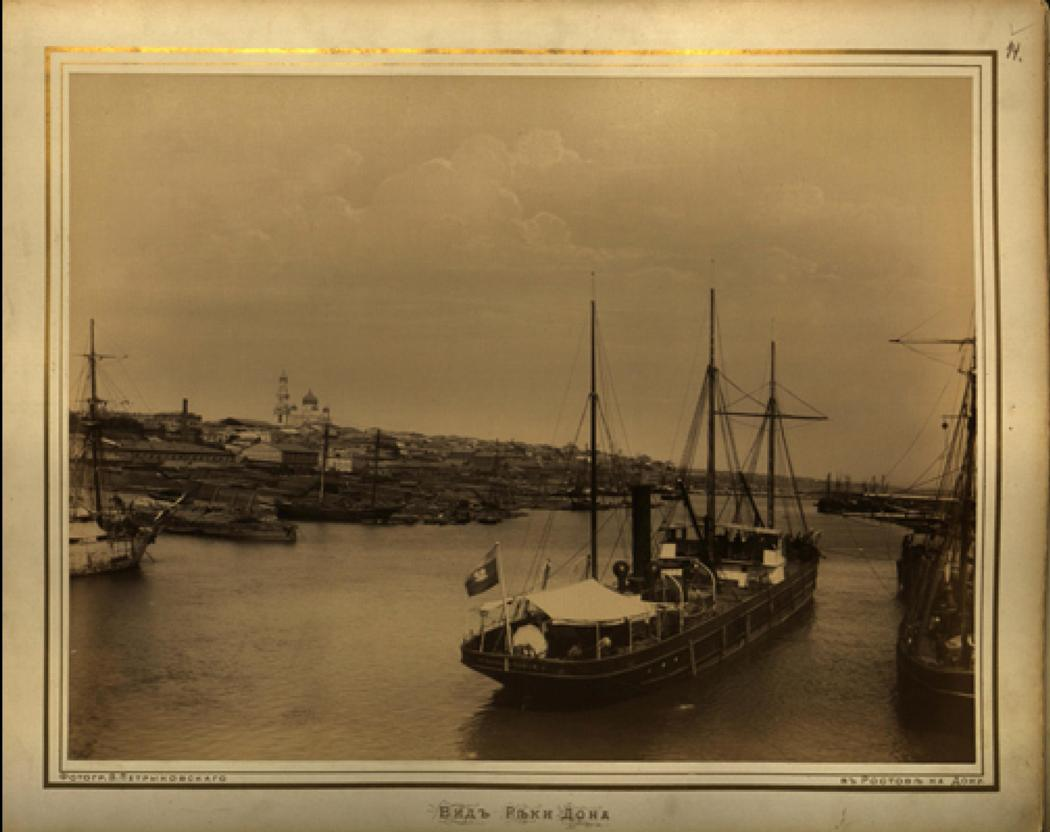
Вид реки Дон

### Революция 1905 года
Всероссийская октябрьская политическая стачка 1905 года началась в Ростове забастовкой в Главных мастерских Владикавказской железной дороги 13 (26) октября. Утром 18 (31) октября в Ростове стало известно содержание манифеста, изданного Николаем II, социал-демократы организовали манифестацию рабочих и учащейся молодёжи. Демонстрация завершилась на площади между тюрьмой и трамвайным депо. Здесь состоялся грандиозный митинг с участием около 10 тысяч человек с требованием свободы политическим заключённым. На митинге выступили кадеты, социал-демократы, в том числе некоторые из арестованных по подозрению в оппозиционной деятельности и освобождённые во время митинга. Собралась большая толпа черносотенцев с национальными флагами и портретами царя и начала забрасывать митингующих камнями и избивать. Для защиты из рядов митингующих раздались револьверные выстрелы. После разгона митинга казаками толпа черносотенцев бросилась громить еврейские лавки. 19—20 октября еврейский погром продолжался. Хотя по числу убитых (176 человек) и раненых (около 500) он уступил «первое место» одесскому погрому, однако по доле жертв среди еврейского населения, составившей более 1 % (в Одессе не более 0,5 %), он был самым крупным еврейским погромом начала XX века в России.
Одновременно с Декабрьским вооружённым восстанием в Москве 7—21 декабря 1905 (3 января 1906) года в Ростове произошла всеобщая политическая стачка, переросшая в вооружённое восстание.

### Гражданская война

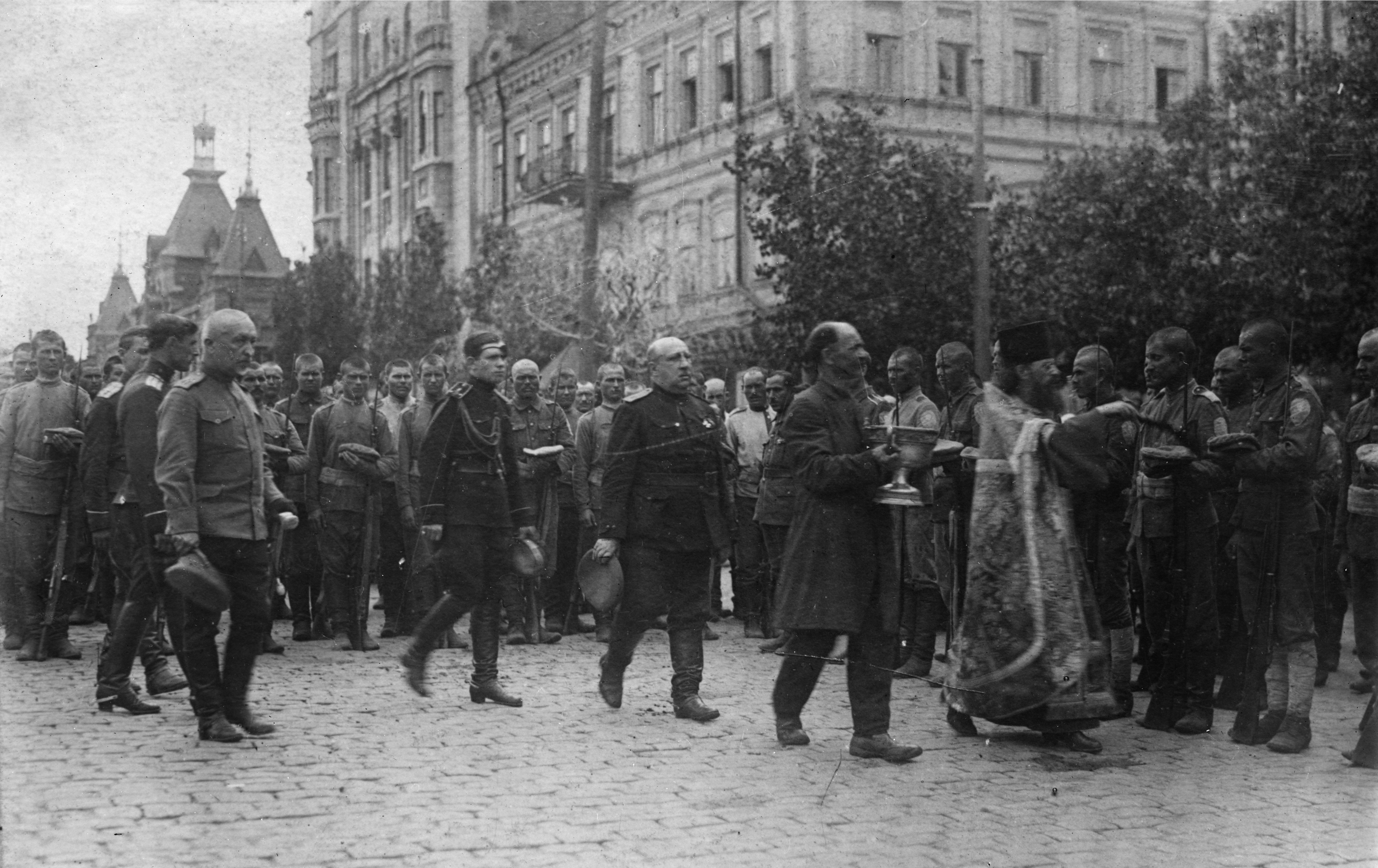
Генерал Май-Маевский на параде Корниловского батальона в Ростове-на-Дону, 1919 год

Во время гражданской войны 1918—1920 Ростов сыграл заметную роль как один из центров Белого движения. В первое формирование Добровольческой армии входил Ростовский добровольческий полк из учащейся молодёжи Ростова-на-Дону.
В ночь с 9 на 10 (с 22 на 23) февраля 1918 года отсюда Добрармия ушла в свой легендарный Ледяной поход. Основатель армии — генерал М. В. Алексеев написал брату:

«Мы уходим в степи. Мы можем вернуться, если только будет милость Божия. Но нужно зажечь светоч, чтобы хоть одна светлая точка была среди охватившей Россию тьмы…».

21 апреля (4 мая) 1918 года Ростов был ненадолго занят другим добровольческим отрядом — полковника М. Г. Дроздовского, пришедшим с Румынского фронта.
10 января 1920 года в город вошла 1-я Конная армия под командованием С. М. Будённого. Советский период истории Ростова-на-Дону начался 11 февраля 1920, когда Белая армия окончательно покинула город.

### Между войнами

План города Ростова-на-Дону. Составлен Северо-Кавказским Геодезическим Управлением ГГУ ВСНХ СССР в 1931 году

В конце 1920-х в Ростове-на-Дону началось активное строительство. В 1926 году был заложен гигант советского сельхозмашиностроения завод «Ростсельмаш». 29 ноября 1935 года открыт крупнейший в стране драматический театр им. М. Горького со зрительным залом на 2200 мест, где работали известный режиссёр Ю. А. Завадский, актёры В. П. Марецкая и Р. Я. Плятт. Архитекторами театра были В. А. Щуко и В. Г. Гельфрейх. Строительство велось коллективом работников «Театростроя», директором которого был А. М. Стамблер.
28 декабря 1928 вышло постановление комиссии ВЦИК СССР «Об объединении городов Ростова и Нахичевани-на-Дону в один город Ростов-на-Дону», после чего город Нахичевань-на-Дону стал Пролетарским районом города Ростова-на-Дону. Это объединение привело к строительству в городе ряда административных зданий. В 1930 году на площади Нового базара был снесён собор Александра Невского, и в 1929—1934 годах на площади было построено здание краевого Дома Советов (разрушенное во время Великой Отечественной войны и частично сохранившее исторический облик после реконструкции).
13 сентября 1937 года постановлением ВЦИК Азово-Черноморский край был разделён на Краснодарский край с центром в г. Краснодаре и Ростовскую область с центром в г. Ростове-на-Дону. В 1939 году Ростов-на-Дону уже занимал 4-е место в РСФСР по количеству жителей — 510 тыс. человек. К 1940 году размер города увеличился более чем в два раза.

### Великая Отечественная война

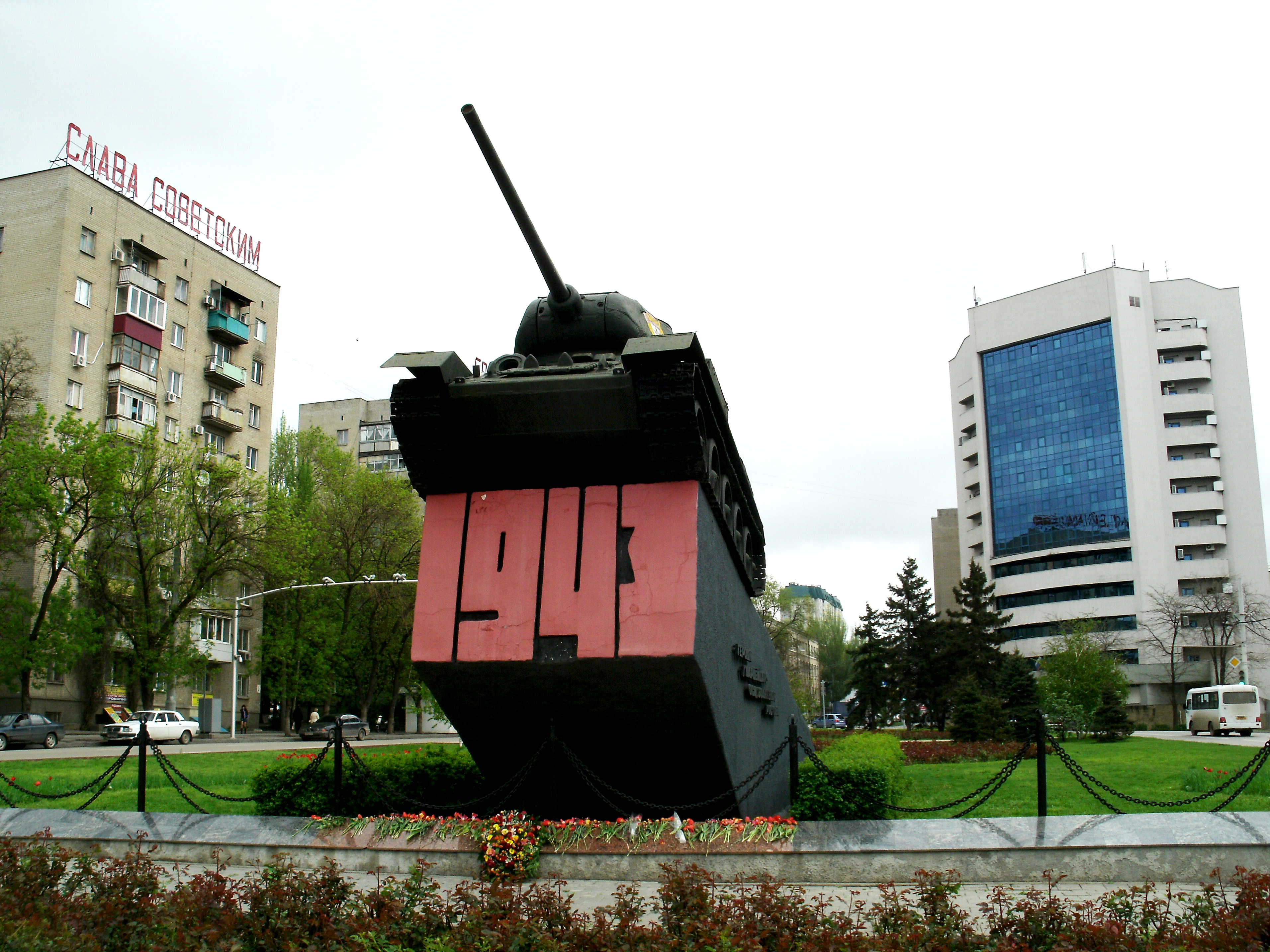
Памятник воинам-танкистам, освобождавшим город

Немецкие войска занимали Ростов-на-Дону дважды: осенью 1941 года и летом 1942 года.
В первый раз немецкие войска подошли к городу 17 ноября 1941 года. Наступление вёл 3-й танковый корпус 1-й танковой армии под командованием Э. фон Макензена в составе 13-й и 14-й танковых дивизий, 60-й моторизованной дивизии и моторизованной дивизии СС «Лейбштандарт СС Адольф Гитлер». Защищали город части 56-й армии РККА, под командованием генерала Ф. Н. Ремезова, в состав которой наряду с другими частями входили 339-я Ростовская стрелковая дивизия и Ростовский стрелковый полк народного ополчения, сформированные из местных жителей.
20 ноября войска вермахта вошли в город. 1-й батальон дивизии СС прорвался к железнодорожному мосту и захватил его невредимым. Через неделю, 28 ноября, советские войска под командованием маршала С. К. Тимошенко в ходе Ростовской наступательной операции отбили город. Освобождение Ростова стало первой значительной победой Красной Армии в начальный период войны (22 июня 1941 — 18 ноября 1942).

Памятная доска об освобождении города

Ростов-на-Дону оставался советским до июля 1942 года, когда, после провала наступления Красной Армии под Харьковом, немецкое командование начало наступление на Кубань и Кавказ. 24 июля 1942 года в Ростов вошла 17-я армия вермахта.
Местом массового уничтожения мирного населения стала Змиёвская балка на окраине города, где нацистами было убито 27 тысяч еврейского населения и 3 тысячи человек других национальностей. Всего нацистами было уничтожено более 40 тысяч человек, 53 тысячи ростовчан было угнано в Германию на принудительные работы.
14 февраля 1943 года после победы под Сталинградом в ходе общего отступления вермахта на южном участке Восточного фронта, Ростов-на-Дону был окончательно освобождён от немецких войск.

### Послевоенный период
9 августа 1945 года был утверждён генеральный план восстановления города, разработанный под руководством академика архитектуры В. Н. Семёнова. А в ноябре ростовчане узнали, что их город включён в число 15 крупнейших и старейших русских городов, подлежащих восстановлению в первую очередь. Город начал очень быстро реставрироваться. Восстанавливались и строились новые предприятия. Вместе с ними восстанавливался и сам город. Была благоустроена Городская набережная, которая стала одним из любимых мест отдыха для жителей города. 9 мая 1959 года в Ростове-на-Дону у братской могилы на площади Карла Маркса был зажжён Вечный огонь.
В 1961 году в состав Ростова-на-Дону была включена станица Александровская, вошедшая в состав Пролетарского района. В 1963 году восстановлен Ростовский академический театр драмы им. М. Горького
В 1965 году был открыт новый Ворошиловский мост. В 1969 году был сооружён Мемориальный комплекс «Павшим воинам». Памятник сооружён в месте, где в 1943 году были захоронены 301 человек — советские воины и мирные граждане, павшие в период германской оккупации и в боях при защите и освобождении города.

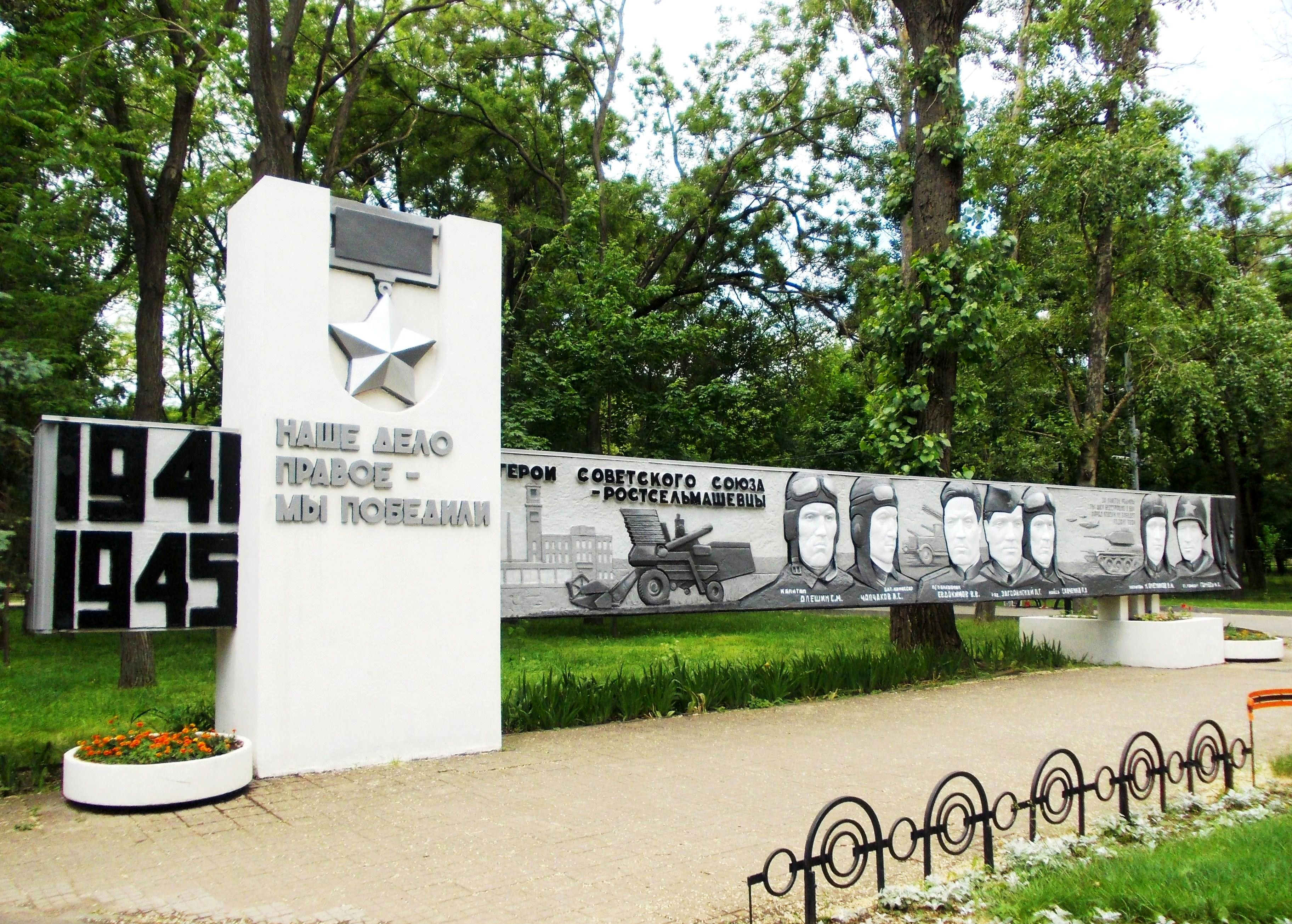
Стела Героев Советского Союза

В 1970-е годы была проведена реконструкция «Ростсельмаша» и других крупных предприятий города. Во время Великой Отечественной войны 2500 рабочих и служащих завода «Ростсельмаш» ушли на борьбу с фашистами в действующую армию и народное ополчение. Свыше трёхсот комбайностроителей за ратные подвиги были награждены орденами и медалями, тринадцать рабочих завода удостоены звания Героя Советского Союза. В ознаменование этих славных подвигов рабочих завода «Ростсельмаш», в парке им. Н. Островского была установлена Стела Героев. Инициаторами её создания стали в 1973 году трудящиеся завода. В результате массового жилищного строительства были построены крупные жилые массивы Западный и Северный. Фактически площадь жилого фонда города за три десятилетия более чем удвоилась.
В 1987 году Ростов-на-Дону стал одним из городов СССР с численностью населения более миллиона человек, находясь по этому показателю на 23 месте.

### Современный период
Город является крупнейшим центром деловой активности, что подтверждает наличие в городе большого количества региональных офисов крупнейших российских банков и компаний.
В 2000 году Ростов-на-Дону стал центром Южного федерального округа, подтвердив статус крупного регионального центра. В Ростове также расположен штаб Южного военного округа (до 2010 года Северо-Кавказского военного округа) и управление Северо-Кавказской железной дороги.
21 августа 2017 года в центральной части города, к югу от Театральной площади, произошёл крупный пожар, уничтоживший около 120 зданий.
С 19 июня по 2 июля 2018 года в Ростове-на-Дону прошли 5 матчей чемпионата мира по футболу.

### Мятеж 2023 года

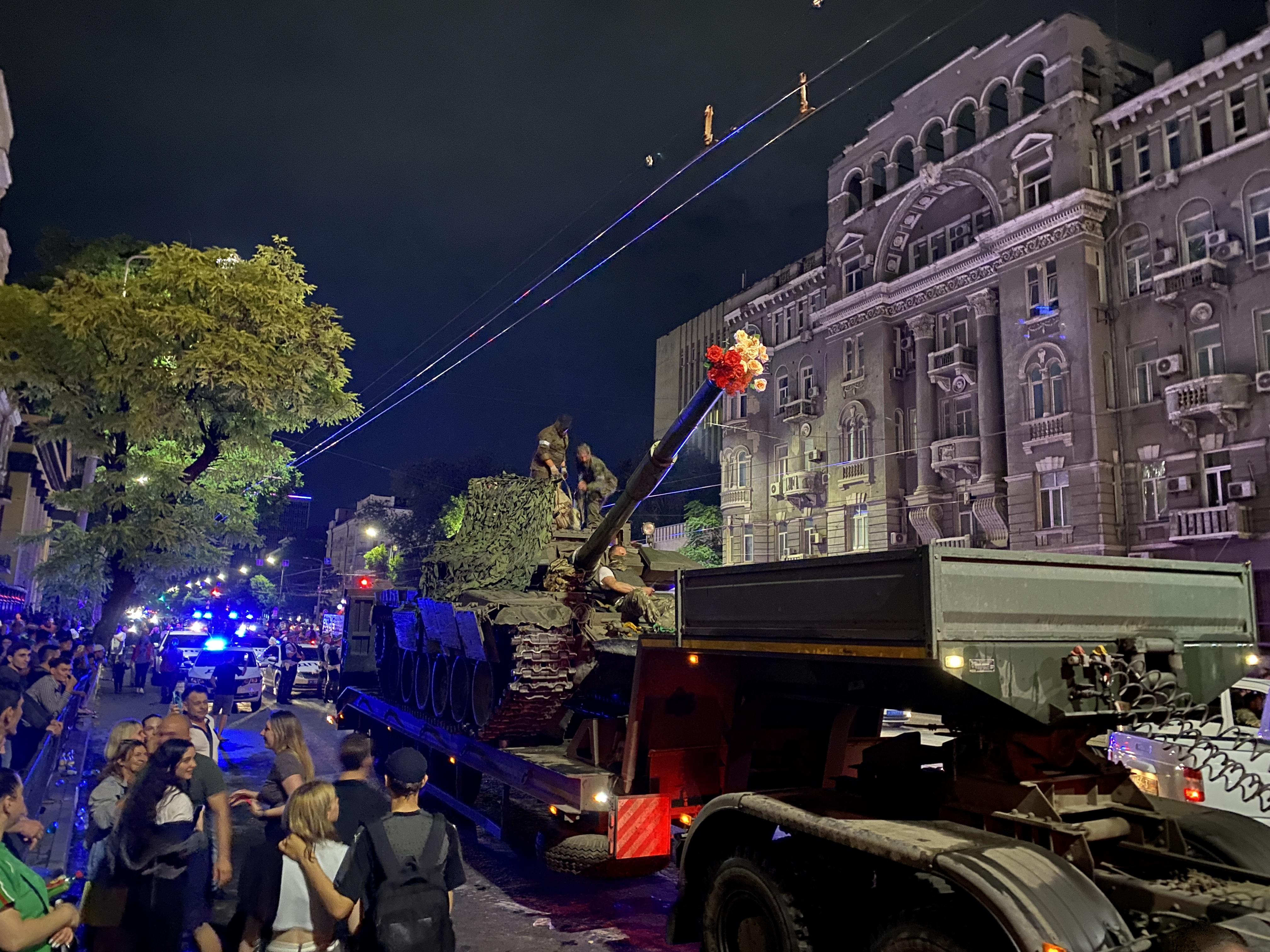
Танк с цветами в пушке на Будённовском проспекте после окончания мятежа

24 июня 2023 года в город вошли военные ЧВК «Вагнер» под руководством Евгения Пригожина, который объявил «марш справедливости» против военного руководства России. Генпрокуратура, следственный комитет, ФСБ и администрация президента квалифицировали действия ЧВК как военный мятеж. Мятежники заняли здание Минобороны и оцепили несколько кварталов вокруг него. Вечером того же дня мятеж был окончен после заключения договоренности между противоборствующими сторонами, и военные ЧВК «Вагнер» уехали из города.

## Административное устройство

### Административное деление
Город разделён на 8 районов.
| № | Район                 | Площадь, км² | Население, чел. |
| - | --------------------- | ------------ | --------------- |
| 1 | Ворошиловский район   | 38,0         | ↗222 591        |
| 2 | Железнодорожный район | 69,0         | ↗108 231        |
| 3 | Кировский район       | 18,6         | ↘59 561         |
| 4 | Ленинский район       | 13,0         | ↘79 649         |
| 5 | Октябрьский район     | 49,5         | ↘166 252        |
| 6 | Первомайский район    | 44,1         | ↘188 530        |
| 7 | Пролетарский район    | 37,1         | ↘121 106        |
| 8 | Советский район       | 85,4         | ↗196 242        |

### Органы власти
Главы города
- Юрий Погребщиков (1991—1993) — мэр города Ростова-на-Дону.
- Михаил Чернышёв (1996—2014) — мэр города Ростова-на-Дону.
- Зинаида Неярохина (с 2014 года по 11 февраля 2025)[61] — глава города Ростова-на-Дону. С 2014 года по февраль 2025 года полномочия главы города и главы администрации города были разграничены. С февраля 2025 года должность Главы города совмещена с должностью главы администрации.
- Александр Скрябин с 11 марта 2025 года Глава города Ростова-на-Дону.

Городская дума
Дума города Ростов-на-Дону состоит из 40 депутатов, выборы проходят по смешанной системе: 30 депутатов избираются по одномандатным избирательным округам, а 10 депутатов избираются по единому избирательному округу пропорционально числу голосов, поданных за списки кандидатов в депутаты, выдвинутые избирательными объединениями. Срок полномочий депутата городской думы — 5 лет.
С 11 февраля 2025 года Председателем городской Думы является Зинаида Неярохина.
Главы Администрации города Ростов-на-Дону
- Сергей Горбань (2014—2016).
- Виталий Кушнарёв (с 7 ноября 2016[62] по 23 апреля 2019 года).
- Алексей Логвиненко (с 23 апреля 2019 по 28 января 2025 года).
- Александр Скрябин (с 28 января по 11 марта 2025 года как временно исполняющий обязанности)[63].

### Городские праздники
- Впервые в истории Ростова-на-Дону 20 сентября 1864 года стало днём города, это выдающееся событие было отпраздновано с широким размахом.
- Сейчас день города празднуется в третье воскресенье сентября[64].
- Дважды в год, весной и осенью, отмечается День древонасаждения, в котором принимают участие все желающие. За день высаживается до 20 000 саженцев.
- Осенью проводится праздник «Народов Дона дружная семья».

## Население
| 1811       | 1840       | 1856       | 1863       | 1897       | 1914       | 1923       | 1926       | 1931       |
| ---------- | ---------- | ---------- | ---------- | ---------- | ---------- | ---------- | ---------- | ---------- |
| 4000       | ↗12 600    | →12 600    | ↗29 300    | ↗119 000   | ↗172 300   | ↗231 400   | ↗327 661   | ↗425 120   |
| 1937       | 1939       | 1956       | 1959       | 1962       | 1967       | 1970       | 1973       | 1975       |
| ↗461 410   | ↗502 928   | ↗552 000   | ↗599 542   | ↗661 000   | ↗757 000   | ↗788 827   | ↗845 000   | ↗898 000   |
| 1976       | 1979       | 1982       | 1985       | 1986       | 1987       | 1989       | 1990       | 1991       |
| →898 000   | ↗934 095   | ↗966 000   | ↗980 000   | ↗991 000   | ↗1 004 000 | ↗1 019 305 | ↘1 013 000 | ↗1 028 000 |
| 1992       | 1993       | 1994       | 1995       | 1996       | 1997       | 1998       | 1999       | 2000       |
| ↘1 027 000 | ↘1 025 000 | ↘1 023 000 | ↘1 014 000 | ↘1 013 000 | ↗1 023 000 | ↘1 009 000 | ↗1 017 300 | ↘1 012 700 |
| 2001       | 2002       | 2003       | 2004       | 2005       | 2006       | 2007       | 2008       | 2009       |
| ↘997 800   | ↗1 068 267 | ↗1 068 300 | ↘1 062 000 | ↘1 058 000 | ↘1 054 800 | ↘1 051 600 | ↘1 048 700 | ↗1 048 991 |
| 2010       | 2011       | 2012       | 2013       | 2014       | 2015       | 2016       | 2017       | 2018       |
| ↗1 089 261 | ↗1 091 544 | ↗1 096 448 | ↗1 103 733 | ↗1 109 835 | ↗1 114 806 | ↗1 119 875 | ↗1 125 299 | ↗1 130 305 |
| 2019       | 2020       | 2021       | 2023       | 2024       | 2025       |            |            |            |
| ↗1 133 307 | ↗1 137 904 | ↗1 142 162 | ↘1 135 968 | ↗1 140 487 | ↗1 143 123 |            |            |            |

На 1 января 2025 года по численности населения город находился на 12-м месте из 1124 городов Российской Федерации.

### Национальный состав
По итогам переписи населения 2020 года проживали следующие национальности (национальности менее 0,1 % и другое см. в сноске к строке «Другие»):
| Национальность | Численность, чел. | Доля     |
| -------------- | ----------------- | -------- |
| Русские        | 938 231           | 92,30 %  |
| Армяне         | 26 675            | 2,62 %   |
| Украинцы       | 6742              | 0,66 %   |
| Азербайджанцы  | 3801              | 0,37 %   |
| Татары         | 2984              | 0,29 %   |
| Таджики        | 2907              | 0,29 %   |
| Грузины        | 2470              | 0,24 %   |
| Узбеки         | 2398              | 0,24 %   |
| Киргизы        | 2028              | 0,20 %   |
| Корейцы        | 1440              | 0,14 %   |
| Другие         | 26 800            | 2,65 %   |
| Итого          | 1 016 476         | 100,00 % |

### Половозрастной состав
Численность трудоспособного населения Ростова-на-Дону по состоянию на 1 января 2012 года оценивалась в 63,2 %, старше трудоспособного 23,7 % человек и моложе трудоспособного — 13,1 % человек.
Доля мужчин в населении города составила 45,6 %, женщин — 54,4 %.
| Городское население | Городское население | Городское население |
| ------------------- | ------------------- | ------------------- |
| Всего               | Мужчины             | Женщины             |
| 1 142 162           | 524 512             | 617 650             |

### Демографические показатели
В Ростове-на-Дону в 2013 году родилось 15 655 детей. Это на 305 детей (или на 2 %) больше, чем за аналогичный период прошлого 2012 года. Такие цифры статистики приводит министерство внутренней и информационной политики региона. Ещё одна положительная деталь — значительно по сравнению с прошлым годом увеличилось число установления отцовства (на 11,3 %) и усыновления (на 28,2 %).
Миграционный прирост за 2013 год составил 6,7 тысяч человек, с учётом чего общий прирост населения города сложился в размере 6,1 тысяча человек.
| Показатель                                      | 1990 | 1999 | 2000 | 2001 | 2002 | 2003 | 2004  | 2005  | 2006  | 2007  | 2008 | 2009 | 2010 | 2011 | 2012 | 2013 |
| ----------------------------------------------- | ---- | ---- | ---- | ---- | ---- | ---- | ----- | ----- | ----- | ----- | ---- | ---- | ---- | ---- | ---- | ---- |
| Число родившихся, на 1000 населения             | 11,2 | 6,7  | 7,5  | 7,6  | 8,49 | 8,6  | 8,55  | 8,54  | 8,62  | 8,99  | 9,1  | 9,6  | 10,3 | 10,0 | 11,1 | 11,1 |
| Число умерших, на 1000 населения                | 11,9 | 13,4 | 14,7 | 14,8 | 15,3 | 13,7 | 13,59 | 13,75 | 13,27 | 13,08 | 14,0 | 13,4 | 12,9 | 11,9 | 11,8 | 11,7 |
| Естественный прирост (убыль), на 1000 населения | −0,7 | −6,7 | −7,2 | −7,2 | −6,8 | −5,1 | −5,04 | −5,21 | −4,65 | −4,09 | −4,9 | −3,8 | −2,6 | −1,9 | −0,7 | −0,6 |

Браки и разводы
На 2013 год увеличилось количество пар (на 3 %), желающих вступить в брак (7336 регистраций). За четыре месяца 2013 года (на 14 мая) органами ЗАГС Ростовской области зарегистрировано 53 263 актов гражданского состояния, что на 3,6 % больше, чем за аналогичный период прошлого 2012 года. 0,3 % приехали из сёл, деревень и посёлков (2194 регистраций).

## Символика
Символы города Ростова-на-Дону являются формой выражения прав и свобод городского сообщества, закреплённых в федеральном и областном законодательстве, Уставе города. Под символами города понимаются герб, знамя города, флаг и должностной знак мэра города. В Уставе города также закреплена возможность учреждения гимна города по инициативе органов городского самоуправления или жителей Ростова-на-Дону.

### Герб

Герб Ростова-на-Дону

Герб — главный символ города, отражающий заслуги Ростова-на-Дону перед Россией и городским сообществом, юридические права и привилегии, полученные органами местного самоуправления в разные годы своей истории.
Исторический герб города был Высочайше утверждён императором Александром I 2 августа 1811 года: «В голубом поле башня, изображающая преграду от набегов соседственных хищных народов и поверхность нашу над ними, изображённую трофеем, составленным из оружия тех народов в красном поле». В 1904 году в состав герба Ростова-на-Дону были внесены дополнительные элементы: «древняя царская корона» и «золотой дубовый венок, перевязанный Александровской лентой». В этой версии герб был восстановлен решением городской Думы от 9 апреля 1996 года № 121. Действующий герб представляет собой щит, разделённый по вертикали на два равных поля голубого и красного цветов. На голубом поле размещена крепостная башня, на красном — кольчуга, шлем и оружие. Щит обрамлён дубовым венком, перевитым красной лентой. Поверх щита расположена корона.

### Знамя
Знамя города, как святыня городского общества, было даровано общественностью города шестигласной городской Думе 20 сентября 1864 года. По случаю этого знаменательного события, а также открытия моста и закладки богадельни, городская Дума, под руководством городского головы А. М. Байкова, провела первый в истории Ростова-на-Дону общегородской праздник. Традиции проведения дня города сохраняются до сих пор. Во второй половине XIX века, начале XX века под знаменем города формировались полки народного ополчения, уходившие на защиту южных рубежей России.
С обеих сторон знамени в центре помещён герб города Ростова-на-Дону в цветном изображении. С обеих сторон белого атласного полотнища, в верхней части, размещается надпись: «Город Ростов-на-Дону». В нижней части знамени расположена надпись: «Основан в 1749 году». Надписи, выполненные золотом, от чистого поля знамени отделяет красная окантовка шириной 10 мм, расположенная от краёв полотнища на расстоянии 50 мм. Расстояние до герба города от верхнего и нижнего краёв полотнища по 150 мм. По периметру полотнище знамени украшают золотая бахрома длиной 25 мм. Наличие на знамени цветного городского герба и белый цвет атласного полотнища символизируют свободу и открытость Ростова-на-Дону для развития торговли и промышленности, установления культурных и иных связей с городами-партнёрами.

### Флаг

Флаг Ростова-на-Дону

Флаг города Ростова-на-Дону — святыня городского сообщества, символ его единства и взаимодействия горожан, подлежащий защите как внутри города, так и за его пределами. Он символизирует городское сообщество независимо от вероисповедания и национальности его членов, их принадлежности к партии и общественным движениям.
Флаг города представляет собой прямоугольное полотнище «золотого сечения» (соотношение высоты к длине — 2:3), состоящее из цветов герба города, вертикально делящих полотно на две равные части, располагающихся на лицевой стороне от древка в следующем порядке: синий (голубой, символизирующий честь и славу, искренность и преданность традициям многих поколений ростовчан) и красный (червлёный, означающий справедливость и храбрость, силу и мужество, проявленные ростовчанами в трудовых буднях и на полях сражений за независимость и свободу Отчизны). Флаг Ростова-на-Дону повторяет в упрощённом виде основные геральдические символы герба.

### Должностной знак мэра города
Должностной знак мэра города, введённый Городовым положением 1870 года как знак городского головы, представляет собой стилизованный картуш овальной формы, в центре которого на аверсе изображён герб города с надписью по верхнему краю: «Ростов-на-Дону», в нижней части: «Мэр города». На реверсе знака надпись: «19 апреля 1996 года. Принятие Устава города. Установление должности мэра города».

### Гимн
Официальным гимном города является песня «Ростов-город, Ростов-Дон», написанная в 1941 году А. В. Софроновым и М. И. Блантером после освобождения Ростова-на-Дону от немецких войск. Гимн города исполняется во время вступления в должность главы города (после принесения им присяги); при открытии первого и закрытии последнего заседания городской Думы очередного созыва; на всех городских мероприятиях; перед началом домашних матчей ФК «Ростов» и ГК «Ростов-Дон»; во время отправления поездов местного формирования со станции Ростов-Главный; каждый час курантами, установленными на здании ростовского ЦУМа. Доменное имя официального сайта администрации Ростова-на-Дону также связано с названием этой песни.

## Статус города Ростова-на-Дону
С 1904 по 1917 — градоначальство, непосредственно подчиняющееся министру внутренних дел.
С февраля по октябрь 1924 года — административный центр Юго-Востока России.
С октября 1924 года по январь 1934 года — административный центр Северо-Кавказского края, город краевого подчинения.
С января 1934 года по сентябрь 1937 года — административный центр Азово-Черноморского края, город краевого подчинения.
С сентября 1937 года по настоящее время административный центр Ростовской области.
С сентября 1937 года по ноябрь 1945 года Ростов-на-Дону — город областного подчинения.
С 13 ноября 1945 года по 3 июня 1958 год Ростов-на-Дону — город республиканского подчинения (РСФСР).
С 1959 года по 1997 год Ростов-на-Дону — город областного подчинения.
С 1997 года Ростов-на-Дону имеет статус городского округа (город областного значения) в соответствии с п. 1 ст. 1 Устава города Ростова-на-Дону от 9 апреля 1996 года N 211, с изменениями на 18.04.2017.
С 13 мая по 21 июня 2000 года Ростов-на-Дону административный центр Северо-Кавказского федерального округа России.
С 21 июня 2000 года по настоящее время Ростов-на-Дону административный центр Южного федерального округа России.
5 мая 2008 года Ростову-на-Дону присвоено почётное звание «Город воинской славы».

## Награды города и его жителей
См. также 
4 декабря 1970 года Ростов-на-Дону был награждён орденом Ленина, за большие успехи, достигнутые трудящимися города в хозяйственном и культурном строительстве, в выполнении заданий пятилетнего плана по развитию промышленного производства и особенно отраслей машиностроения Указом Президиума Верховного Совета СССР от 4 декабря 1970 года
25 февраля 1982 года — орденом Отечественной войны I степени, за мужество и стойкость, проявленные трудящимися города в годы Великой Отечественной войны, и за успехи, достигнутые в хозяйственном и культурном строительстве Указом Президиума Верховного Совета СССР от 25 февраля 1982 года.
В 2008 году городу присвоено почётное звание Российской Федерации «Город воинской славы».
Аллея звёзд
19 сентября 2008 года в городе на Ворошиловском проспекте была создана Аллея звёзд, где весной и осенью закладывают звезду выдающемуся жителю города.
На аллее уже увековечены Юрий Жданов, Алексей Берест, Владилен Левшин, Тамара Ильинская, Геворк Вартанян, Иван Удодов, Георгий Балаев, Александр Печерский, Евгений Корнилов, Леонид Красниченко, Евдокия Никулина, Владимир Кегель, Роман Розенблит, Иосиф Ворович, Эмилий Мазин, Мартирос Сарьян.

### Стела «Город воинской славы»
Как город воинской славы Ростов-на-Дону получил не просто стелу, как то предписывает федеральное законодательство, но и полноценную достопримечательность — мемориальный комплекс «Город воинской славы» в Ростове-на-Дону. Почётное звание «Город воинской славы» присвоено Ростову-на-Дону Указом Президента РФ от 5 мая 2008 года № 556 за мужество, стойкость и героизм, проявленные защитниками города в борьбе за свободу и независимость Отечества.
Площади перед зданием аэропорта в Первомайском районе, где расположен новый мемориал, постановлением администрации города присвоено наименование площадь Воинской славы.

## Ростов-на-Дону и евреи

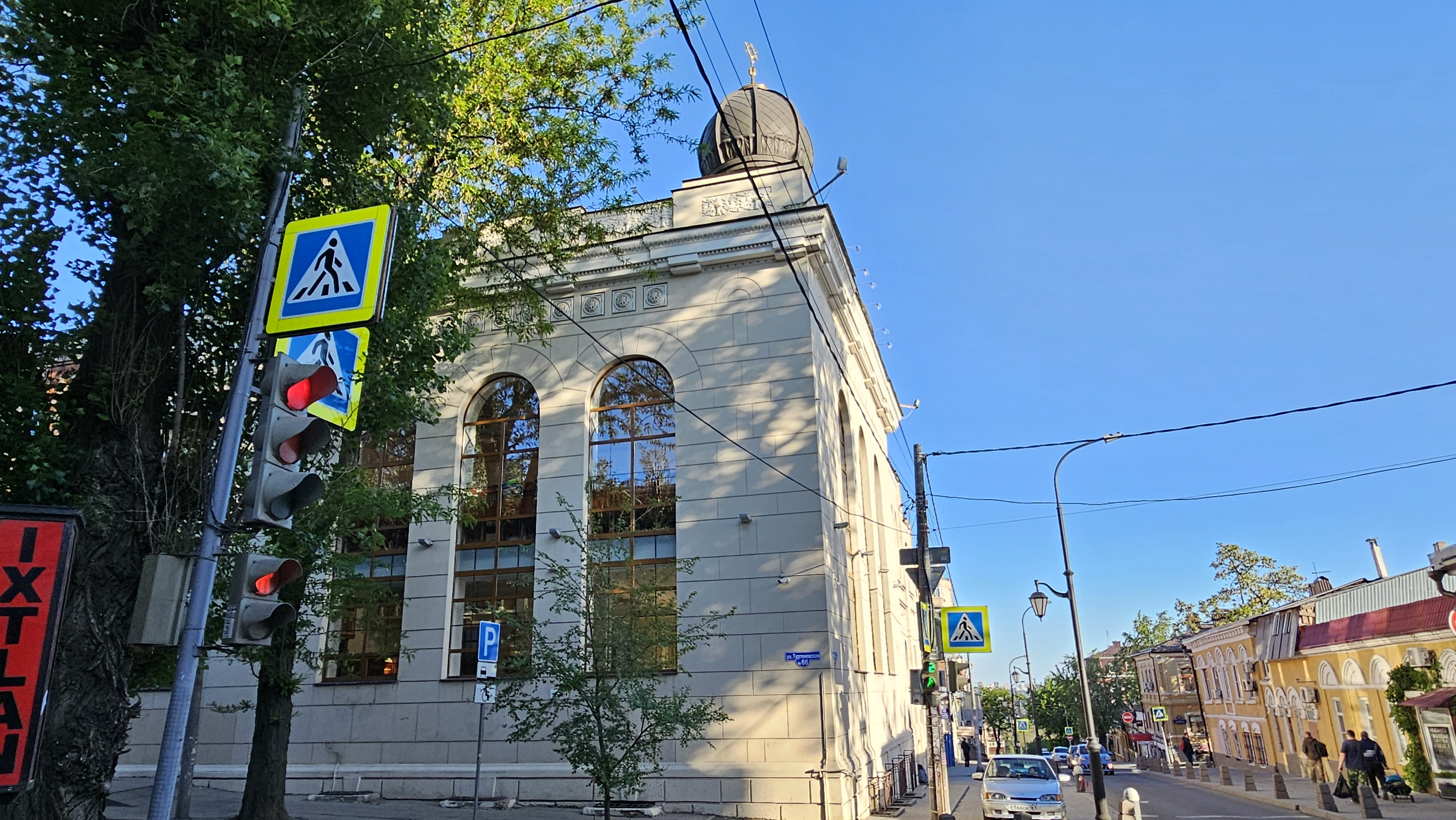
Солдатская синагога

Ростов-на-Дону обладает обширной еврейской историей. Евреи начали массово селиться в городе в XIX веке. Ростов — один из немногих городов, находящийся на территории сегодняшней РФ, входивший в черту постоянной еврейской оседлости (юридически до 1887 года). В результате еврейского погрома 1905 года ростовская еврейская община сильно пострадала, это был один из самых разрушительных погромов той волны. 
В настоящее время в Ростове-на-Дону присутствует большое количество зданий и памятников, так или иначе связанных с евреями и иудаизмом. В городе работает Солдатская синагога, рядом с ней находится дом семьи Веры (Ревекки) Хацман — супруги первого президента Израиля, и дом Гненисых. Помимо работающей синагоги, в Ростове сохранилось здание Главная хоральной синагоги, объект культурного наследия. 
Также Ростов-на-Дону — город, в котором часть своей жизни провёл пятый Любавичский Ребе — Шолом-Дов-Бер, в городе есть его дом. 

## Религия
Русская православная церковь
Ростов-на-Дону — епархиальный центр Донской митрополии, Ростовской-на-Дону епархии Русской православной церкви; здесь расположен Кафедральный Собор Рождества Пресвятой Богородицы и два монастыря: Иверский женский монастырь (Ростов-на-Дону) и мужской Донской Старочеркасский монастырь (станица Старочеркасская).
В городе действует порядка сорока православных храмов (в том числе, Свято-Александринский храм, 1904 год), большинство из которых было построено после 1990 года. В их числе:
- Собор Рождества Пресвятой Богородицы
- Старо-Покровский Храм
- Храм Преподобного Серафима Саровского
- Храм Всех Святых, в земле Российской просиявших
- Церковь Димитрия Ростовского
- Храм Александра Невского (новый)
- Храм в честь Святой великомученицы Ирины
- Храм Иоанна Кронштадтского
- Храм Святого Пантелеймона
- Храм Святых равноапостольных Кирилла и Мефодия
- Храм Святителя Спиридона чудотворца
- Храм Святой Великомученицы Екатерины
- Храм Иоанна Воина
- Свято-Троицкий храм
- Свято-Покровский храм
- Свято-Георгиевский храм Великомученика Георгия Победоносца
- Церковь Казанской иконы Божией Матери
- Церковь Святителя Николая Чудотворца
- Церковь Вознесения Господня

Русская православная старообрядческая церковь
Ростов-на-Дону является также центром Донской и Кавказской епархии Русской православной старообрядческой церкви — Кафедральный Покровский собор проектировал петербургский архитектор В. А. Покровский.
Армянская апостольская церковь
- Церковь Святого Иоанна Предтечи;
- Церковь Святого Креста;
- Церковь Святого Воскресения.

Римско-католическая церковь
Церковь Тайной Вечери.
Греческое православие
Церковь Благовещения Богородицы.
Иудаизм
Солдатская синагога и Главная хоральная синагога (недействующая, в здании располагается кожно-венерологический диспансер). В 1901—1942 годах также работала Синагога ремесленников.
Ислам
Соборная мечеть.
Буддизм
- Ростовский буддийский центр Алмазного Пути традиции Карма Кагью.
- Ростовский буддийский центр Геше Джампа Тинлея «Дромтонпа» линии Гелук.

Церковь адвентистов седьмого дня
- 6 храмов.

Протестантизм
- Евангельская церковь «Надежда»;
- Церковь христиан Веры Евангельской;
- Церковь Евангелистских христиан-баптистов;
- Церковь возрождения.

Уничтоженные храмы
- Александро-Невский Собор — взорван в 1920-х годах.

Церкви Ростова-на-Дону
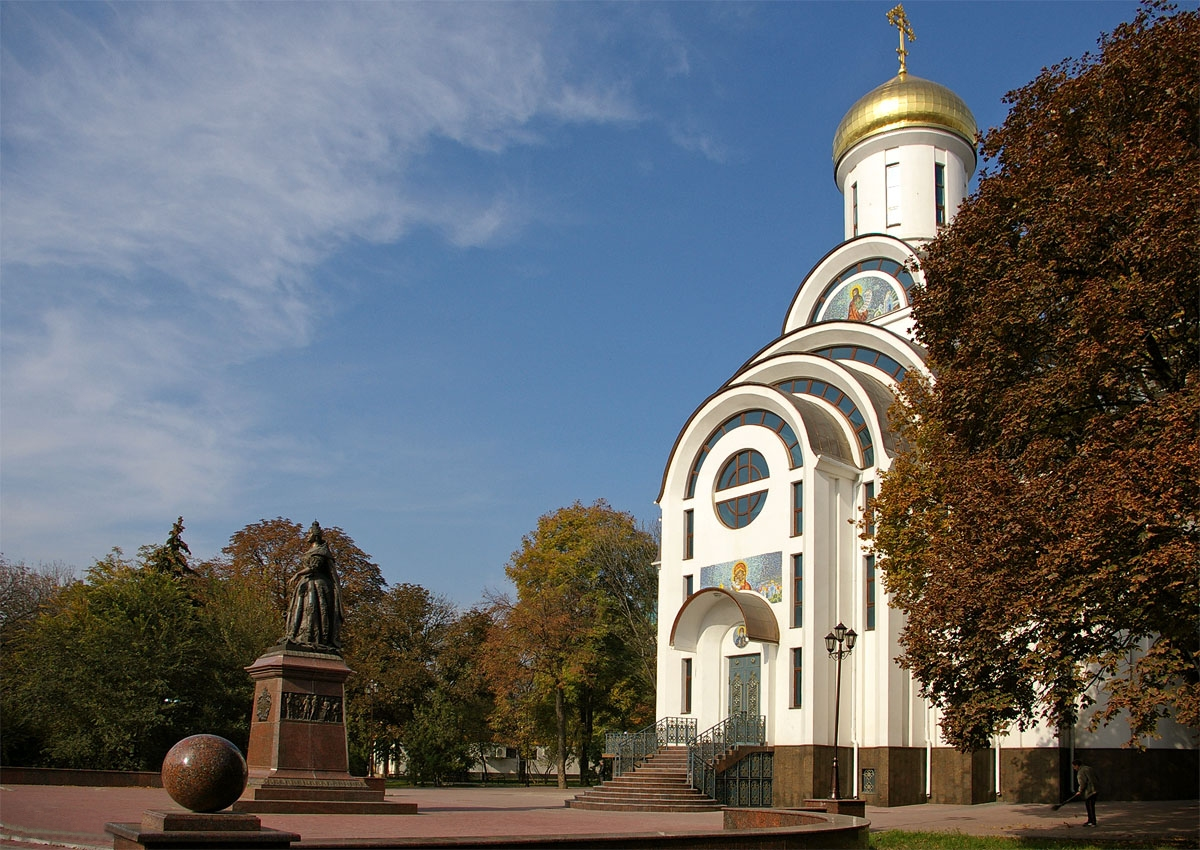
Старо-Покровский Храм
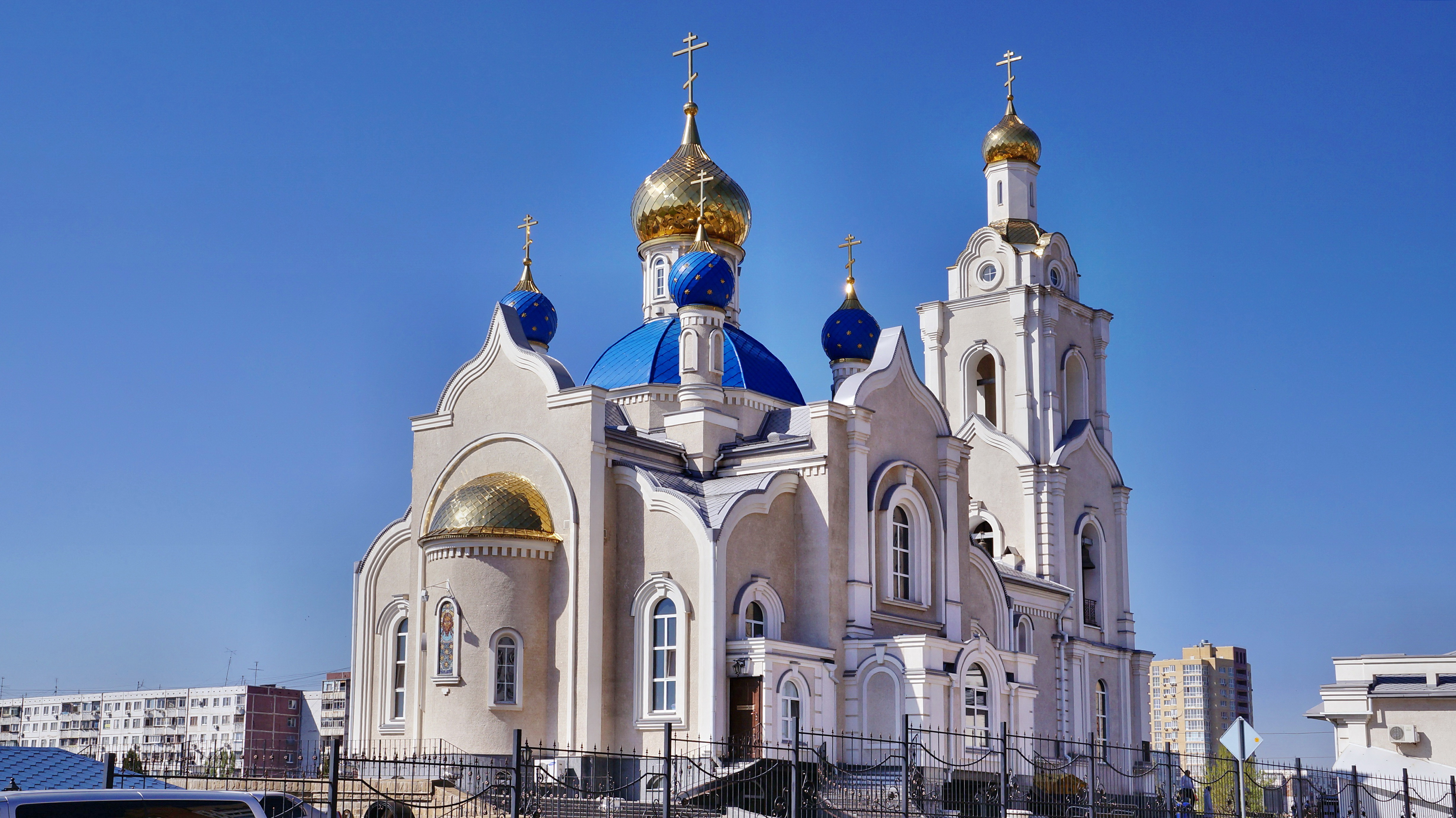
Церковь Казанской иконы Божией Матери
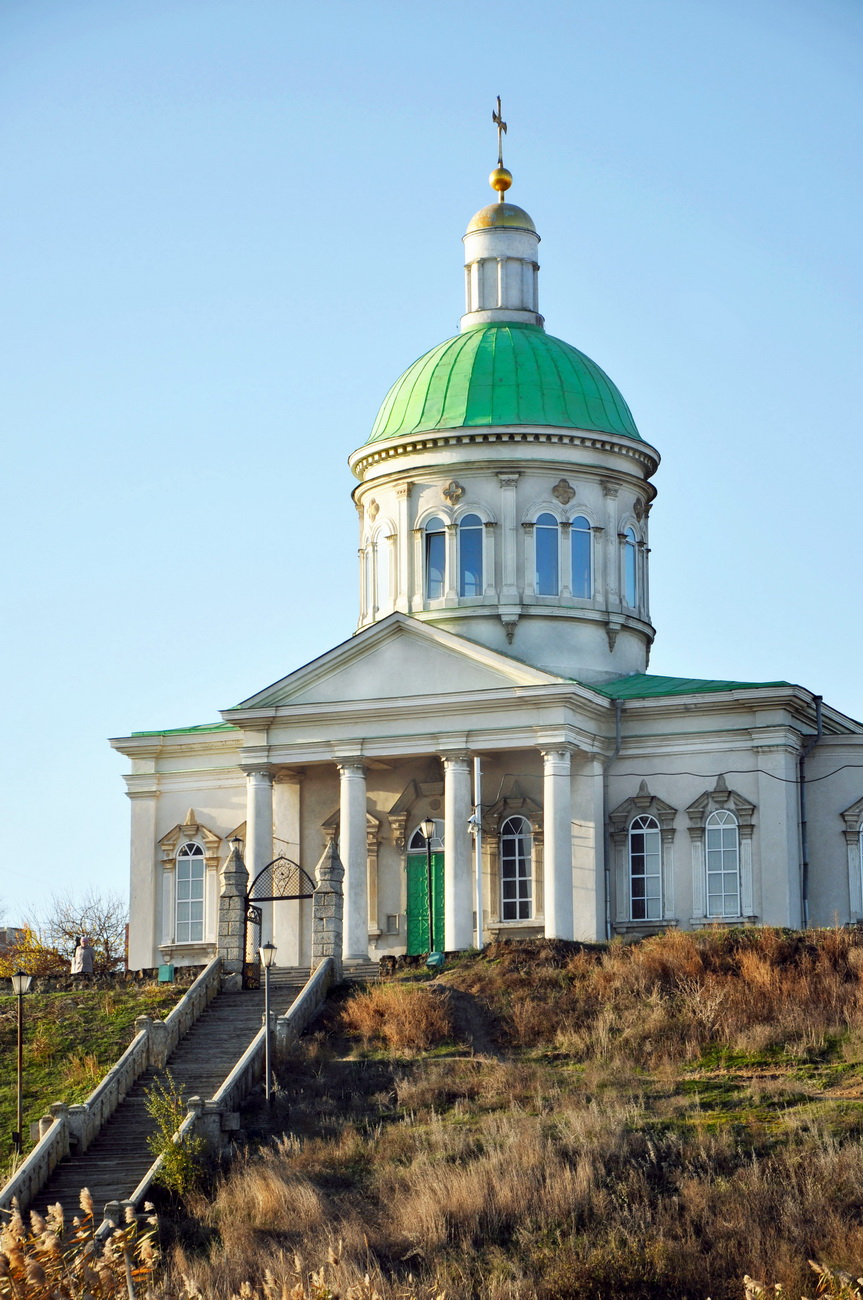
Церковь Сурб Хач (старейшая в Ростове)
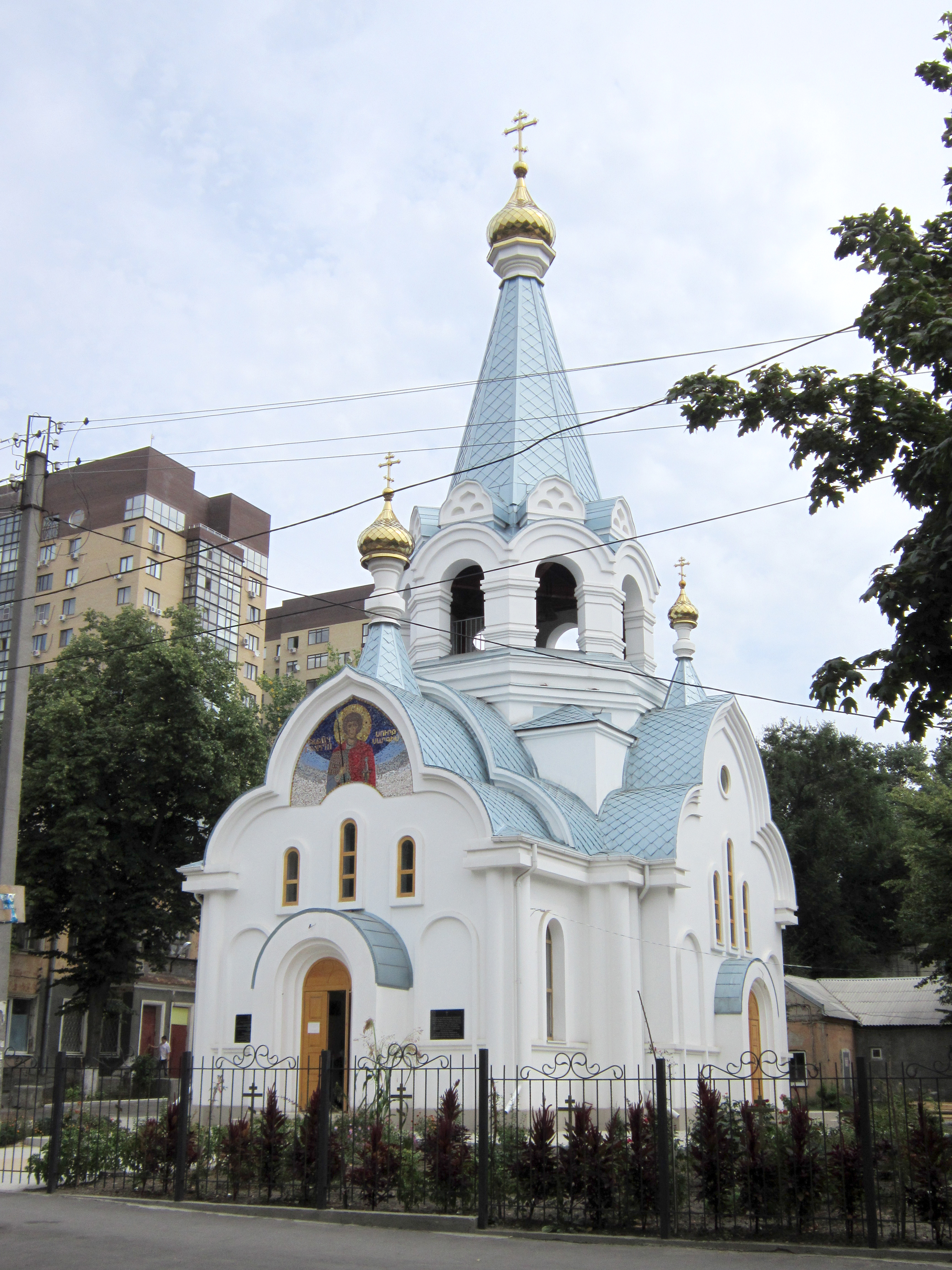
Свято-Георгиевский храм
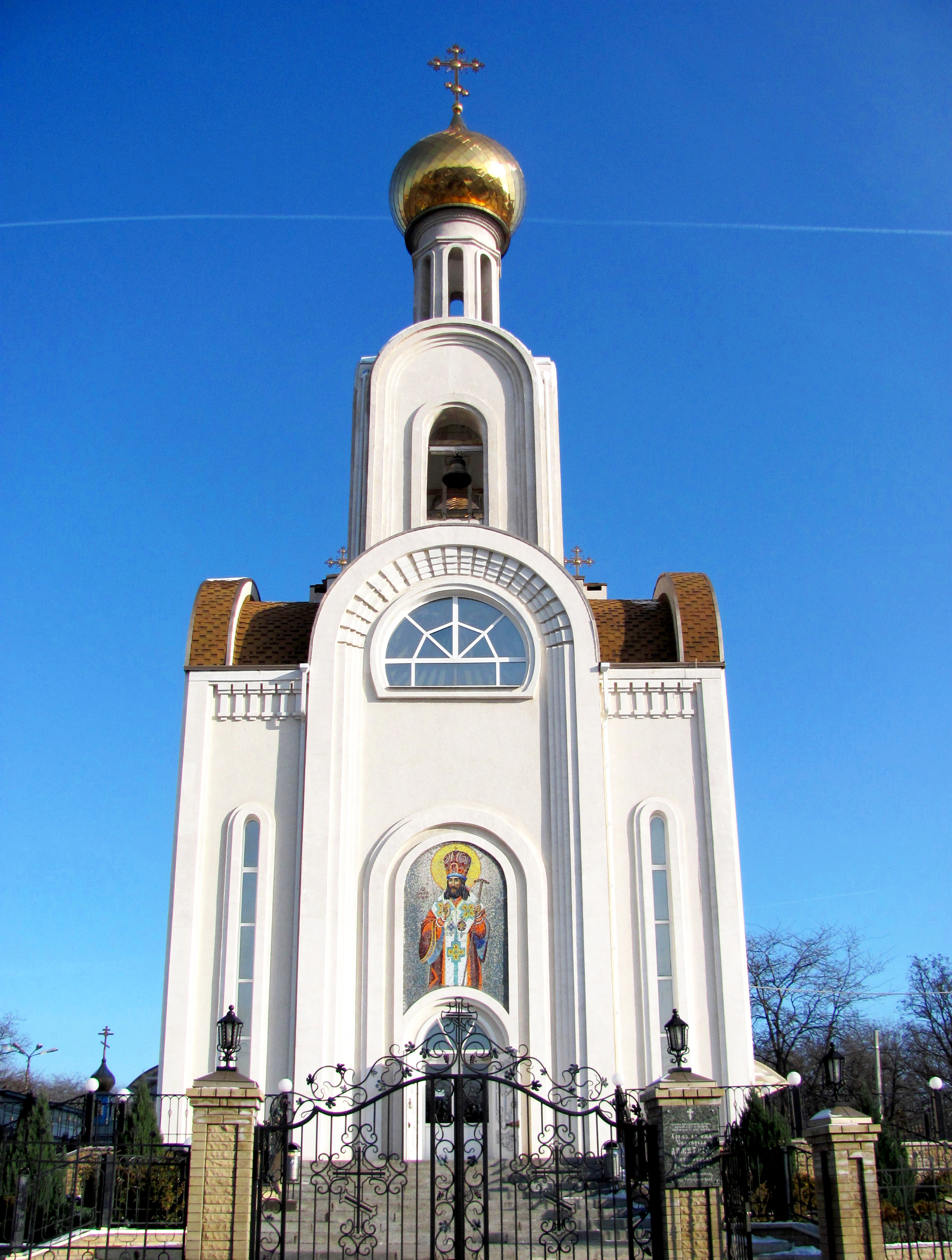
Храм во имя святителя Димитрия, Митрополита Ростовского
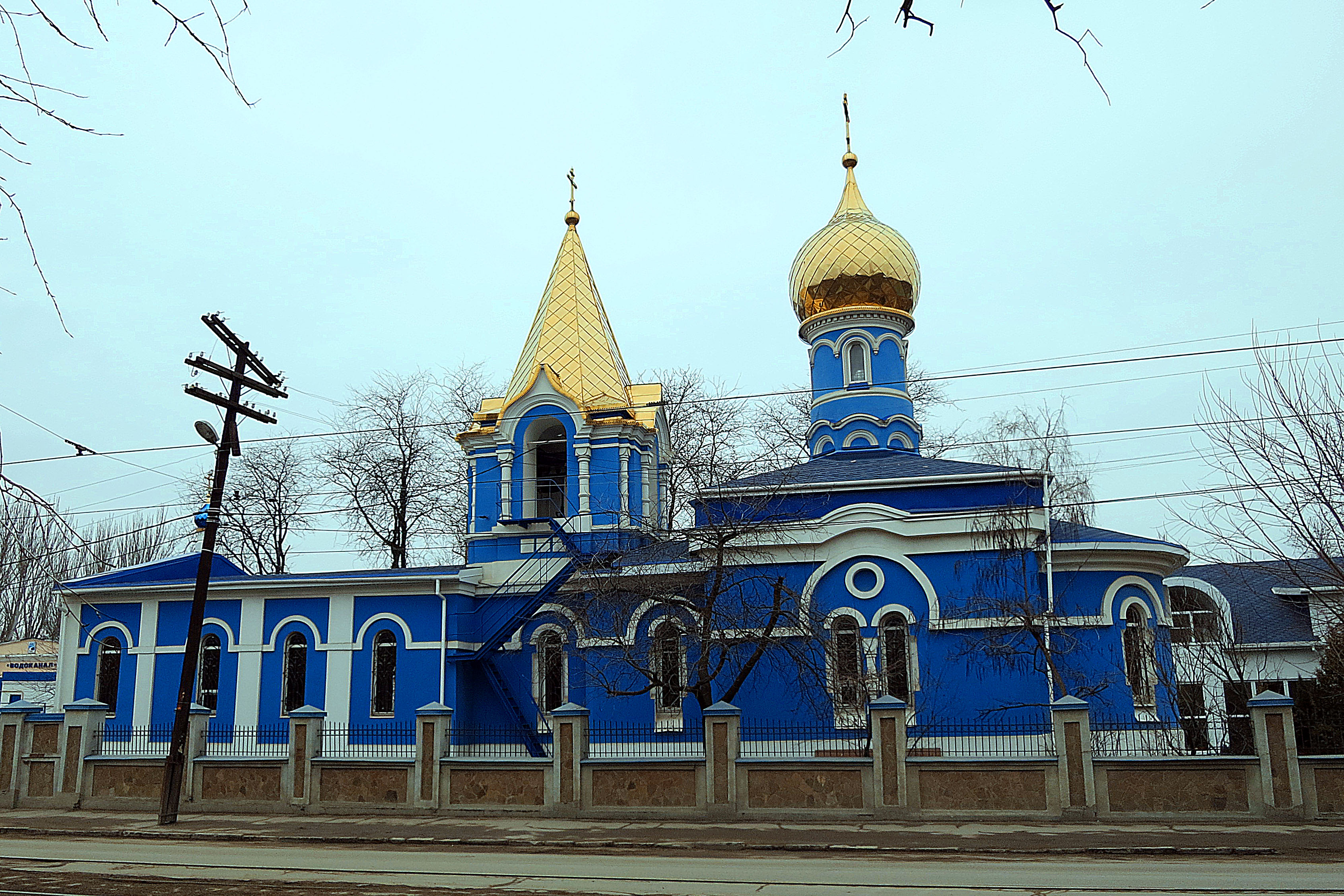
Свято-Александрийский храм
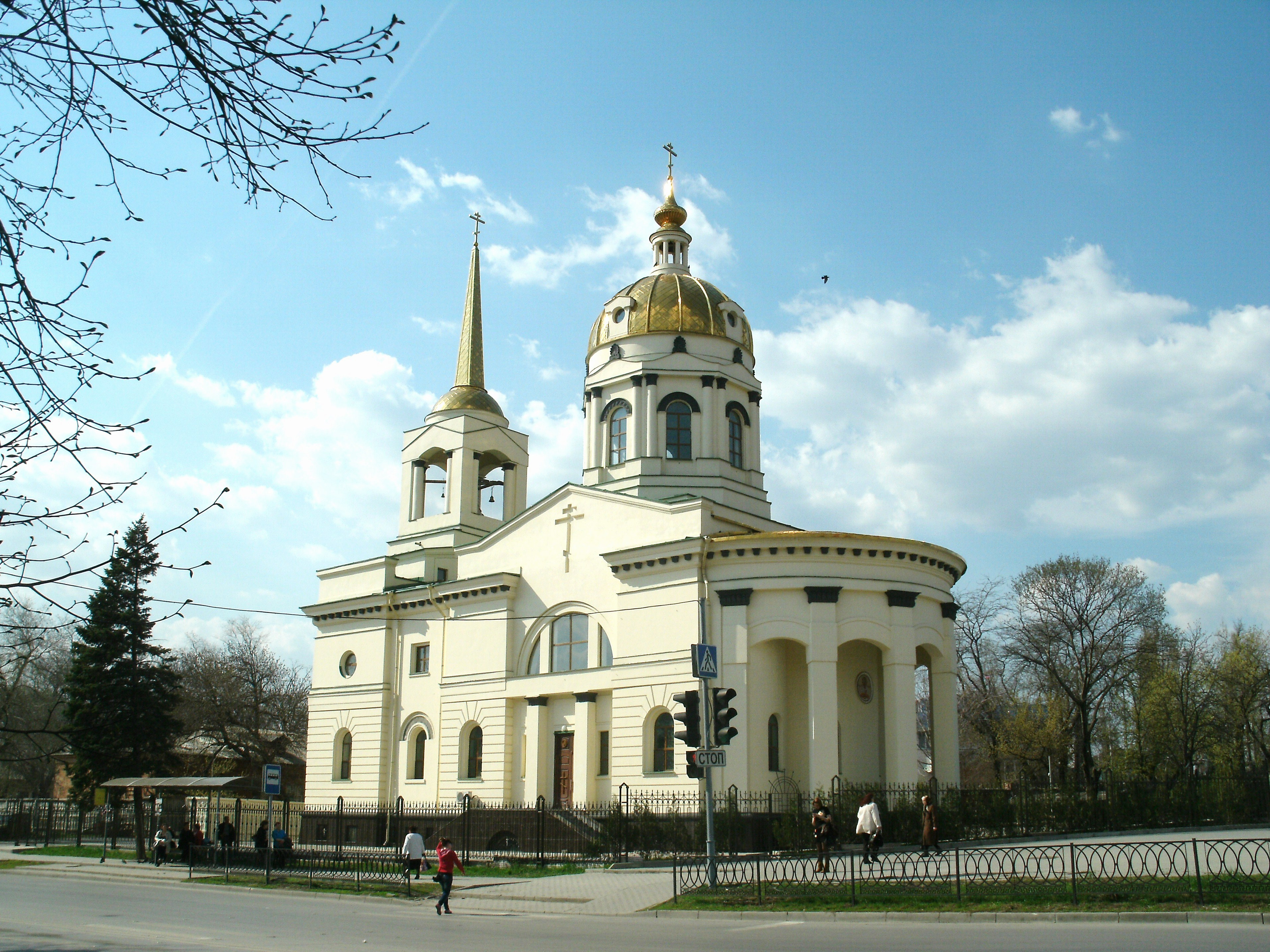
Храм Иоанна Кронштадтского
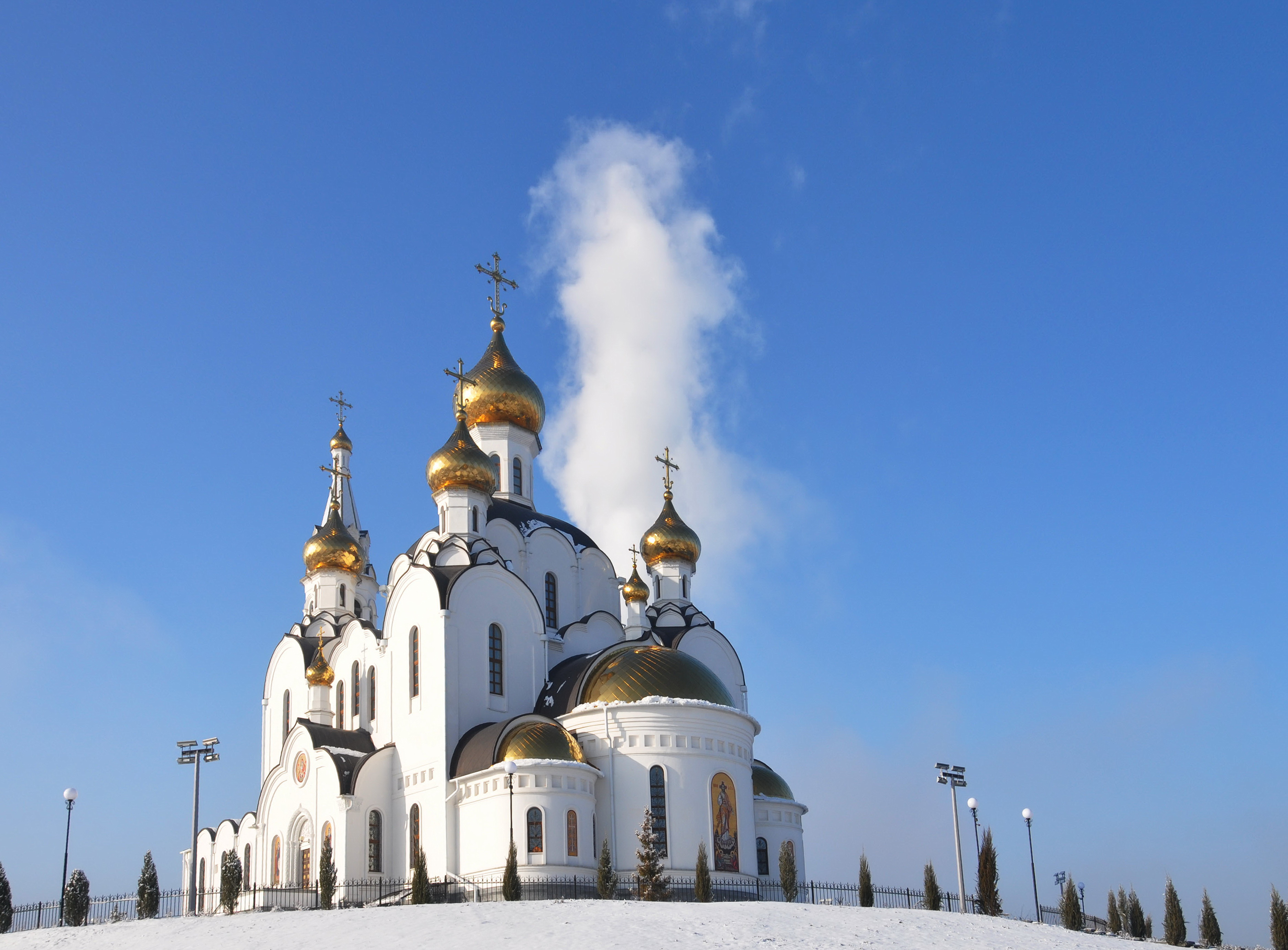
Троицкий храм Иверского монастыря
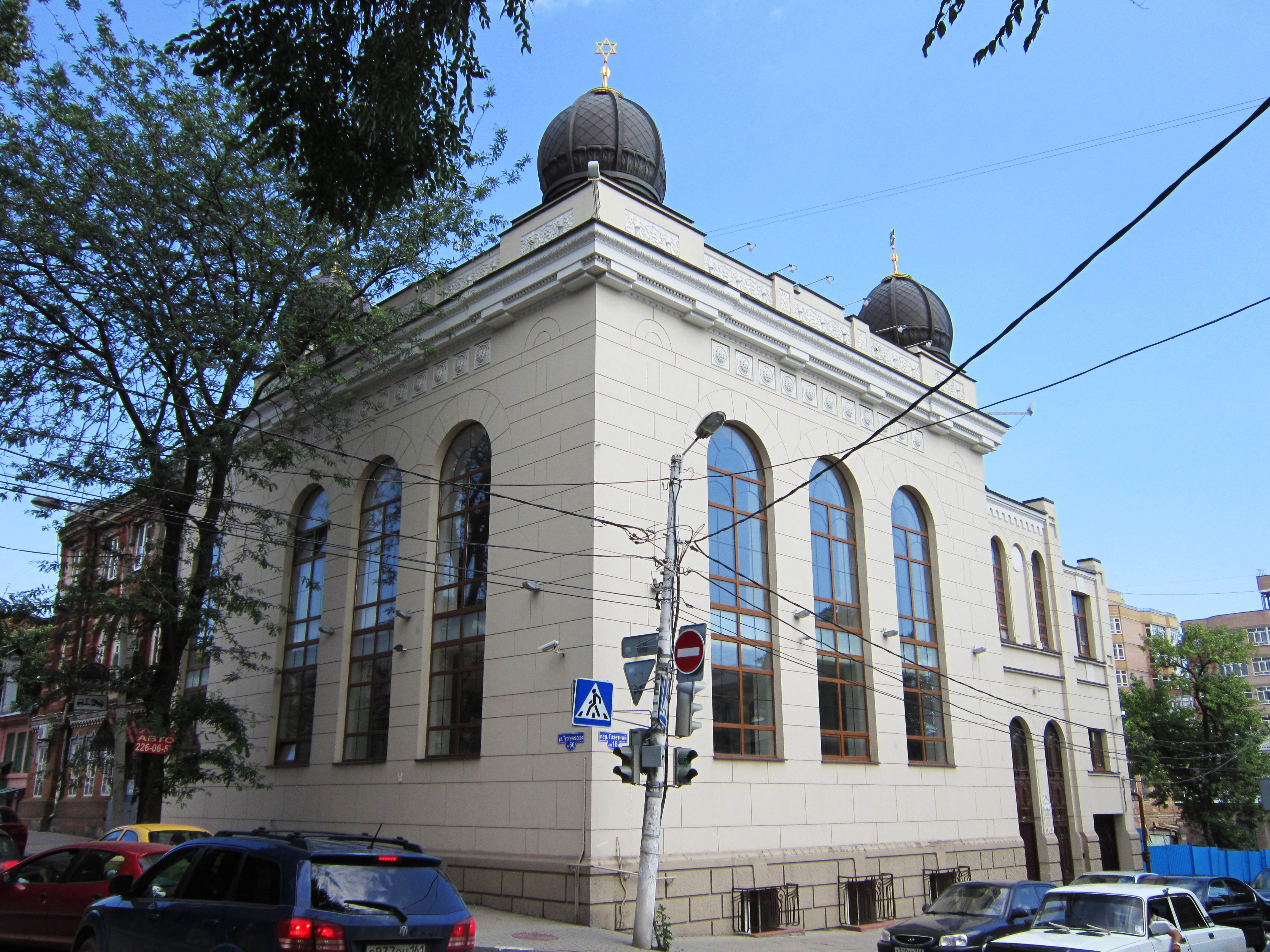
Ростовская синагога
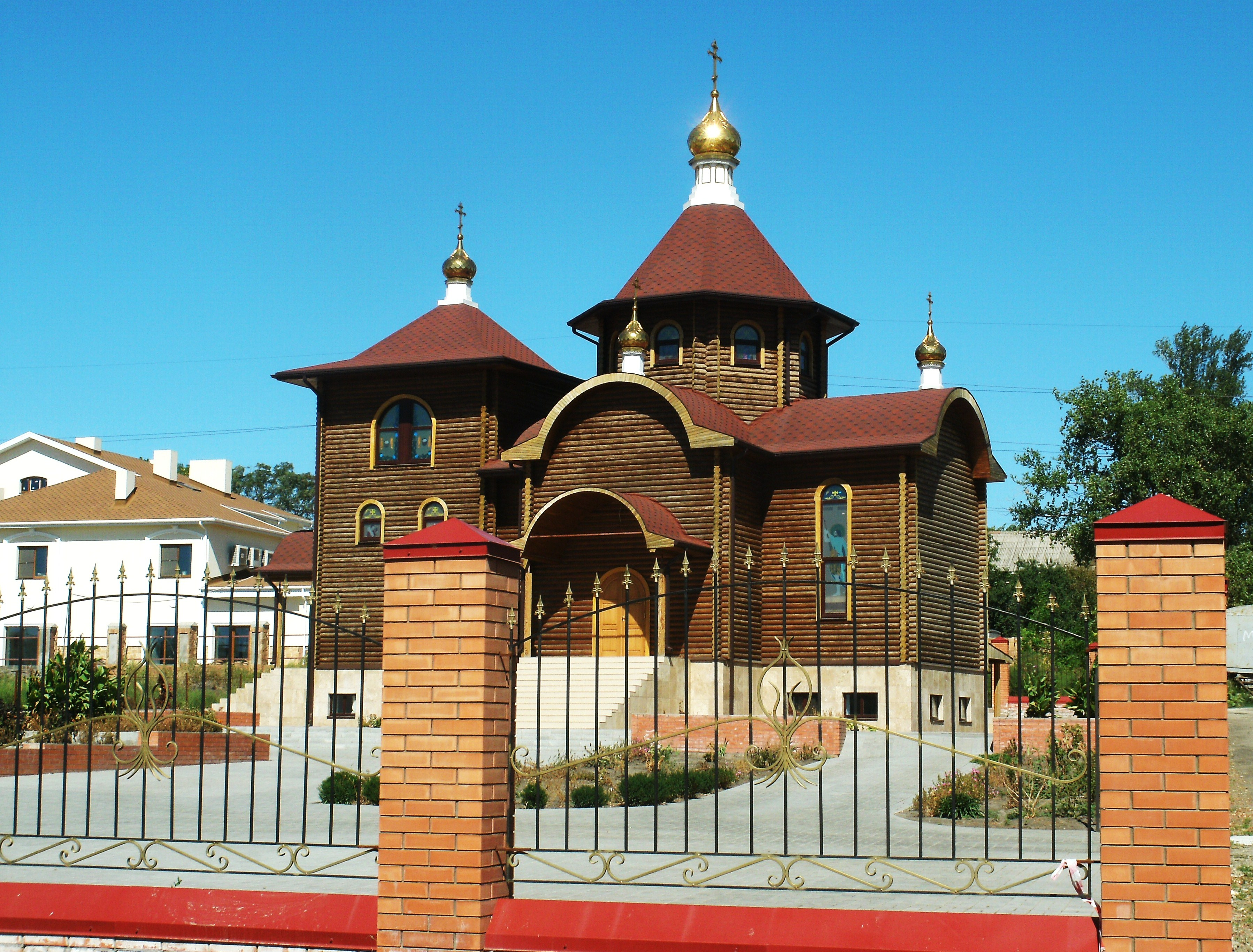
Храм в честь иконы Божией Матери «Всех скорбящих Радость»
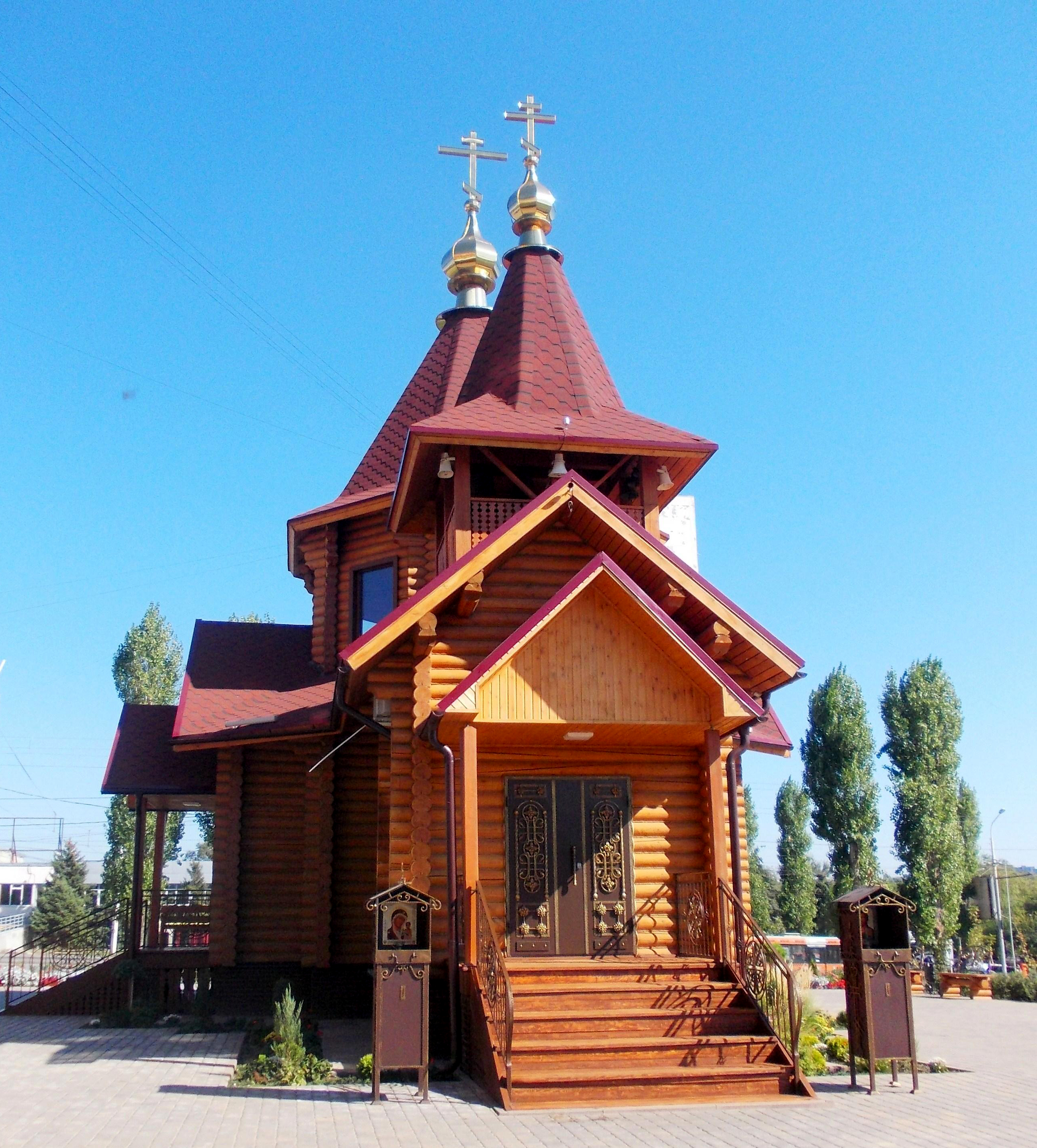
Храм Александра Невского (новый)
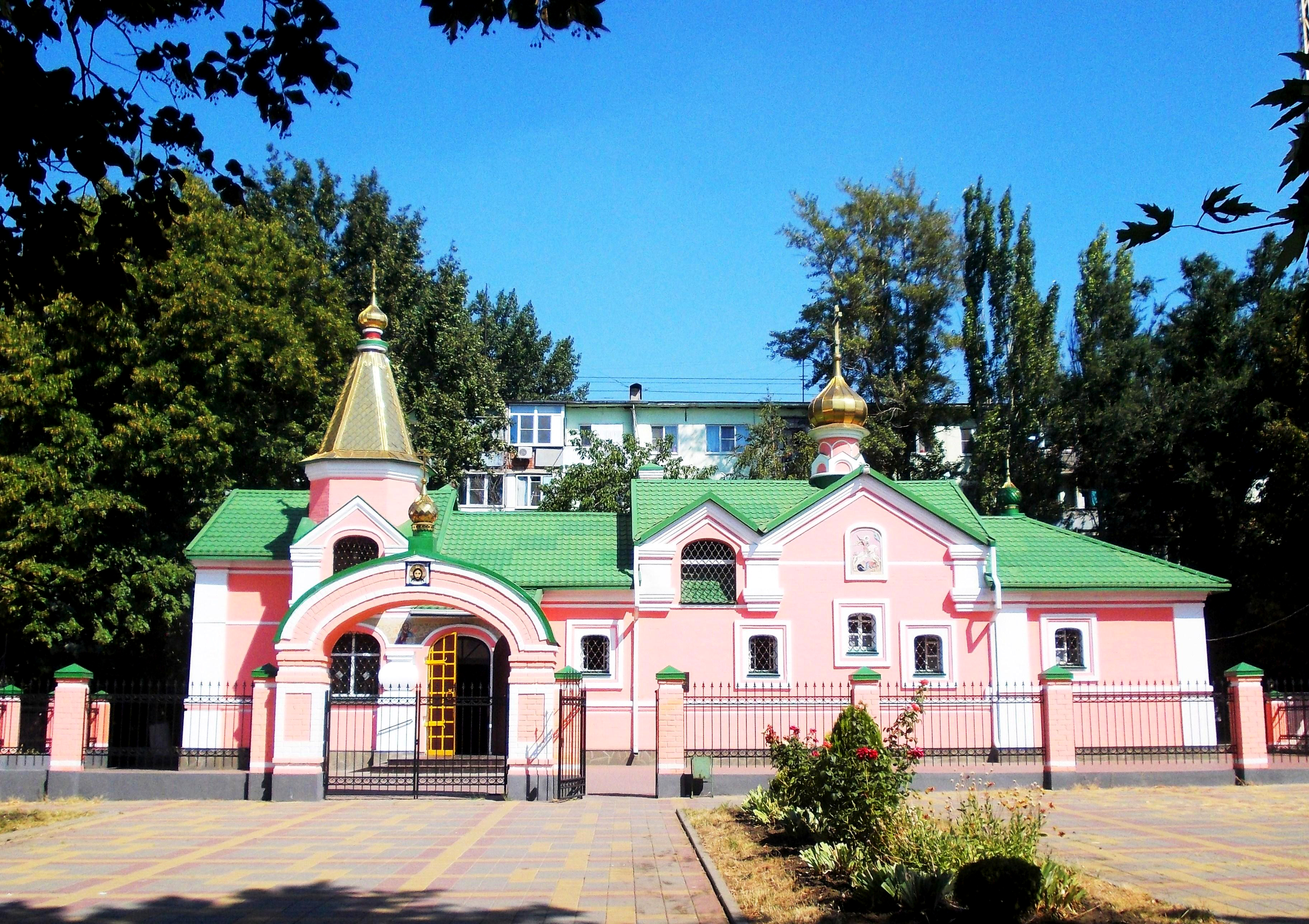
Храм святого Георгия Победоносца
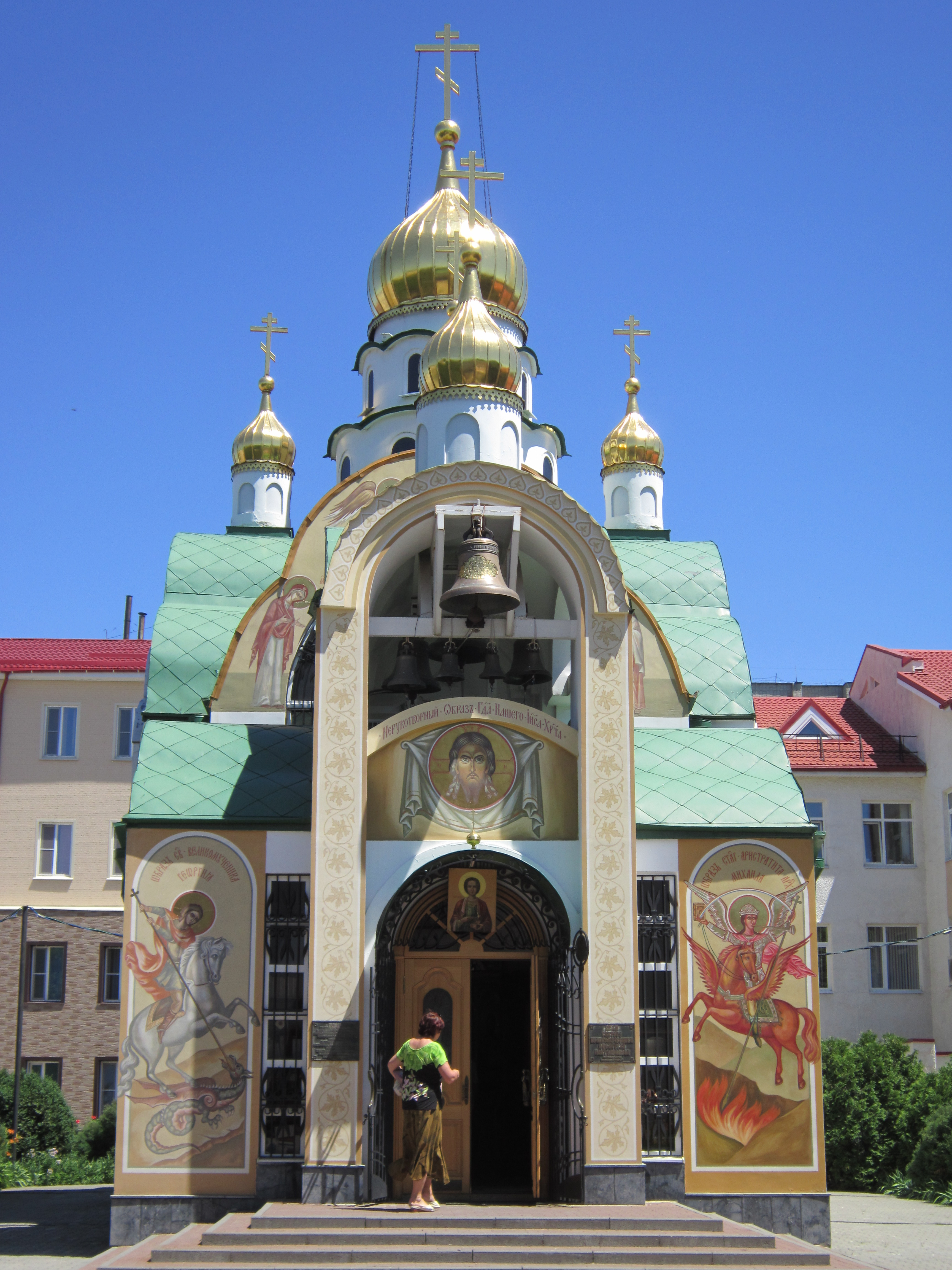
Храм Святого Великомученика и целителя Пантелеимона
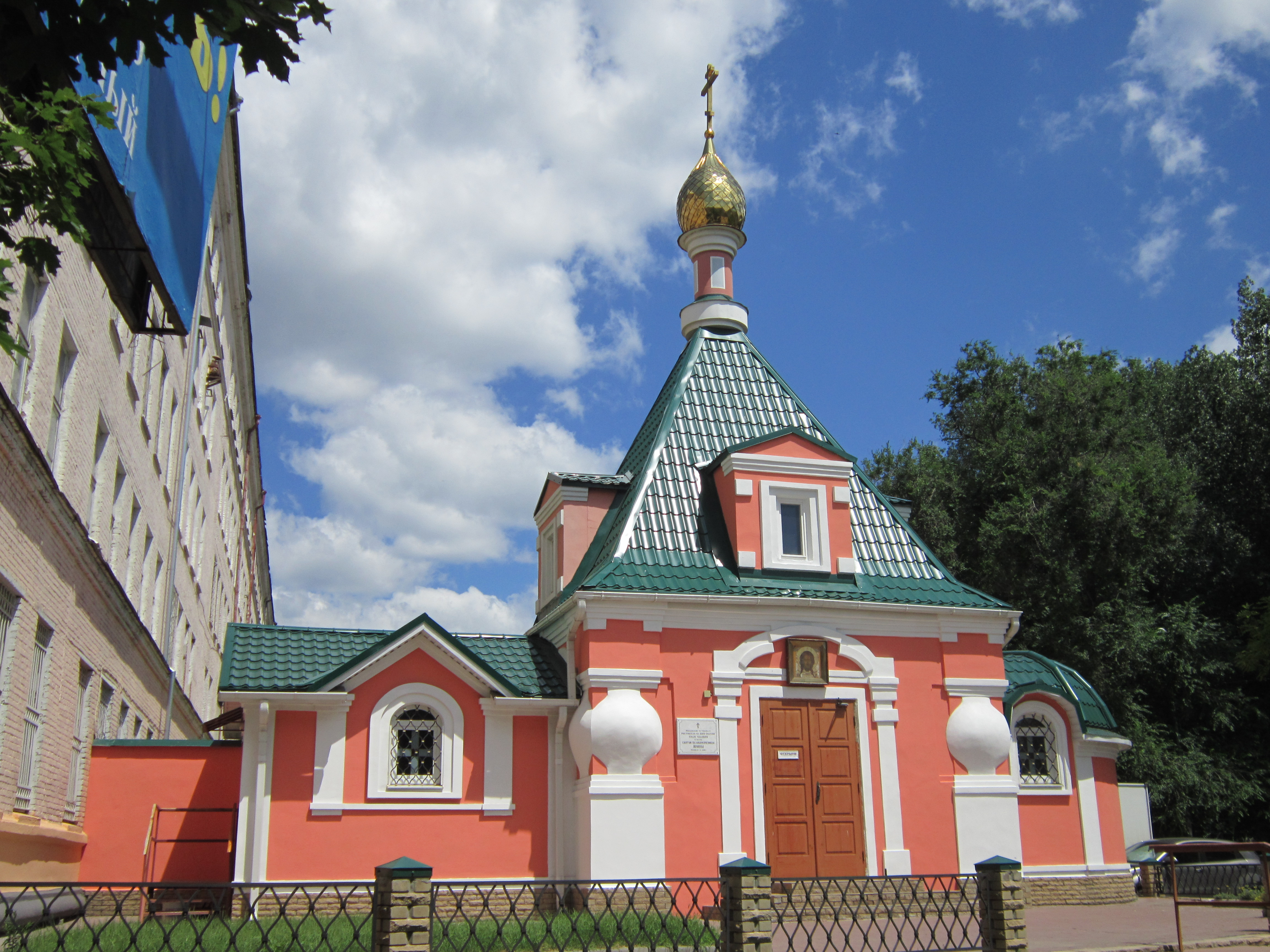
Храм-часовня великомученицы Ирины Македонской
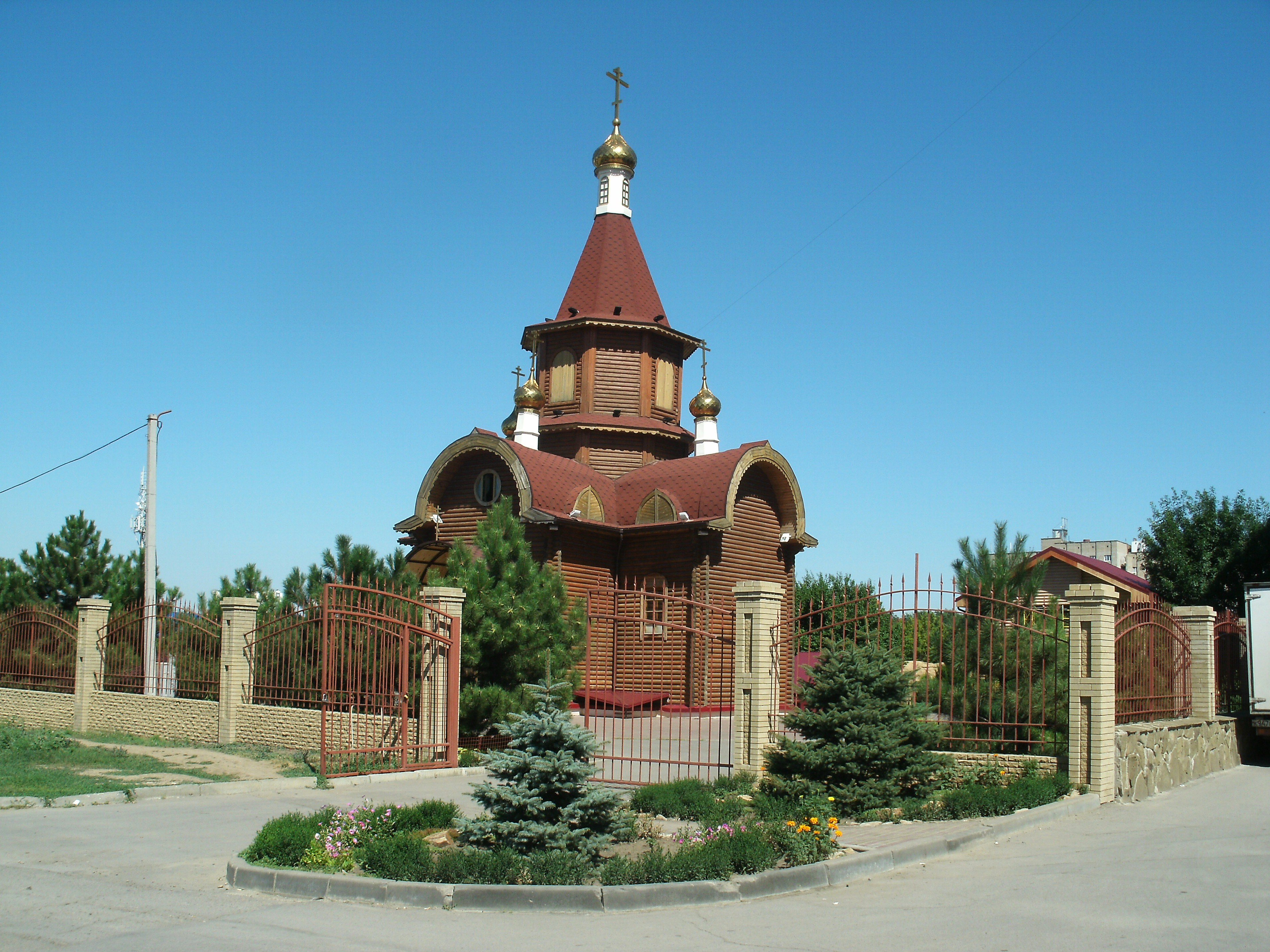
Храм Иоанна Воина

### Кладбища
В Ростове-на-Дону по состоянию на конец 2016 года имелось восемь кладбищ.
Одно из самых крупных кладбищ в Европе — Северное, оно занимает территорию более 360 гектаров (количество захоронений, согласно плану кладбища от 2009 года, составляло 355 034 на площади 355 гектаров). Было открыто в 1972 году. На кладбище функционирует крематорий.
Имеются также Александровское, Братское, Верхне-Гниловско́е, Еврейско-Татарское, Левенцовское, Нижне-Гниловско́е, Армянское (в Пролетарском районе) кладбища.
Из-за нехватки мест на существующих кладбищах города, в начале 2016 года было принято решение о создании Восточного кладбища рядом с новым строящимся микрорайоном Платовским. Однако из-за протеста горожан решение было отменено, и новое кладбище Ростова-на-Дону было организовано в Мясниковском районе Ростовской области около села Большие Салы в 2018 году.
До Октябрьской революции в городе существовали другие кладбища, среди которых было Покровское кладбище, на котором с 1842 года стояла Крестовоздвиженская церковь. Также работало Всехсвятское кладбище, снесённое во время строительства Дворца спорта.

## Экономика
С 2020 по 2024 год, объём внешнеторгового оборота Ростовской области вырос на 20%. Основными торговыми партнерами являются страны Азии и Африки. В структуре экспорта основную долю в 72,2% занимают продовольственные товары и сельскохозяйственное сырьё, 17,5% приходится на минеральные продукты, 2,5% — на металлы и изделия из них, 1,6% — на химическую продукцию. При этом экспорт аграрной продукции вырос почти на 50%, достигнув в 2024 году показателя 7,2 млрд долл, что составляет около 20% от общероссийского объема агроэкспорта. Грузооборот Ростовского торгового порта за 2024 год превысил 20 млн тонн.

### Промышленность
Ростов-на-Дону — один из крупнейших экономически развитых городов юга России. Объёмы промышленной продукции только по крупным и средним предприятиям составляют порядка 31 млрд рублей в год, темпы роста объёмов производства промышленных предприятий города стабильные. Практически 50 % торгового оборота в регионе приходится на Ростов. Визитной карточкой города являются такие предприятия, как ООО «Ростсельмаш», ОАО «Роствертол», ОАО «Балтика-Дон», «Донской табак», «Тавр», «Юг Руси», «Глория Джинс», «Астон», ОАО «Донавтовокзал», ОАО «Алмаз», ОАО «Горизонт», ОАО Ростовский завод «Прибор».
Продукция ОАО «Ростсельмаш» охватывает около 60 % рынка России, «Донской табак» — 12 %, а «Балтика-Дон» — 96 % регионального рынка. ОАО «Роствертол» является единственным предприятием на территории Российской Федерации, обеспечивающим производство вертолётов различного назначения, «Юг Руси» известен как крупнейший производитель и экспортёр подсолнечного масла.
В XXI веке ликвидированы:
- «Красный Аксай» — машиностроительное предприятие, основанное в 1891 году;
- «Рубин» — оборонный завод, выпускавший продукцию военного и гражданского назначения, основанный в 1927 году;
- «Ростовский комбинат шампанских вин» — предприятие по производству шампанских и игристых вин, основанное в 1936 году;
- «Электроаппарат» — оборонное предприятие, выпускавшее электронное и радиорелейное оборудование гражданского и военного назначения, основанное в 1955 году.

Крупнейшие промышленные предприятия:

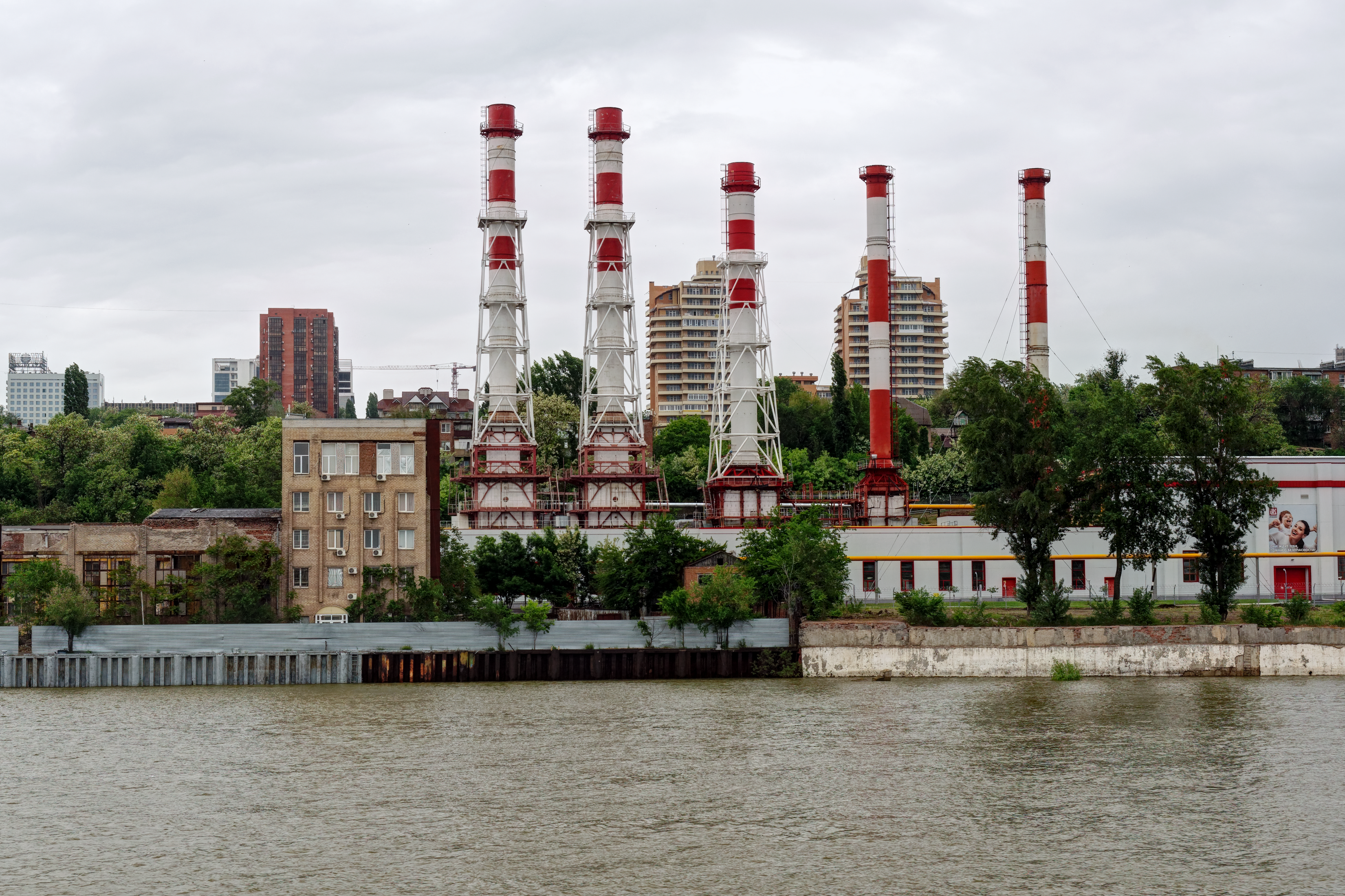
Центральная котельная города

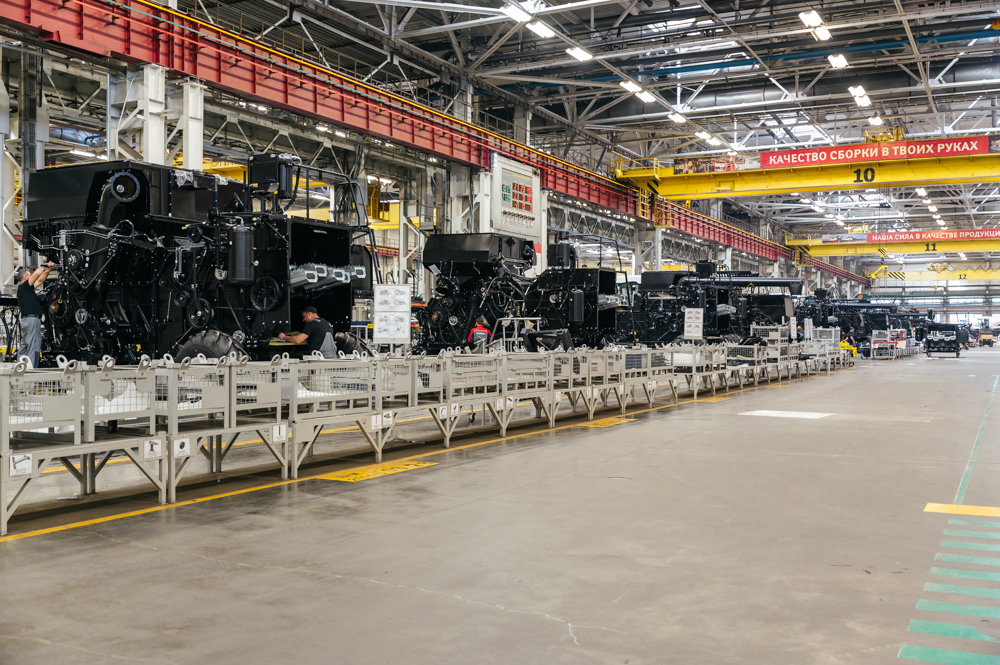
Главный конвейер завода Ростсельмаш

- Завод «Прибор» — создание и изготовление радиоэлектронных средств для ВМФ России.
- ОАО «Алмаз» — производство средств радиоэлектронной борьбы (РЭБ) и связи.
- ОАО «Горизонт» — производитель навигационных радиолокационных станций для гражданского и военного флотов, средств охраны границы, средств отображения различного назначения, электронных вычислителей. В настоящее время большая часть территории бывшего государственного оборонного предприятия (КБ, заводоуправление, здание столовой, цеха), в начале 1990-х годов раздроблённого на мелкие дочерние фирмы, используется для коммерческих нужд — построены мегамаркеты и выставочные павильоны, сдаются в аренду торговые площади.
- ГПЗ-10 — производство подшипников.
- Донской табак — один из крупнейших в России производителей сигарет. В настоящий момент производство выведено на левый берег Дона, в Заречную промзону.
- ОАО «Завод „Квант“» — единственное предприятие в России по производству целого ряда приборов ориентации космических аппаратов (КА).
- Завод «Молот» — производитель смесителей.
- «ЗАО «Агат»» — производитель оборудования для лёгкой промышленности.
- Ростовская ТЭЦ — производитель тепло- и электроэнергии.
- «Ростсельмаш» — крупнейший производитель самоходных зерноуборочных и кормоуборочных комбайнов. Выручка 2008 года — 15,762 млрд руб.
- Ростовский завод специнструмента, техоснастки является крупнейшим на Юге России производителем технологической оснастки: штампов для холодной листовой и горячей штамповки для всех отраслей промышленности, валкового и профилегибочного инструмента для трубной и металлургической отраслей.
- Компания «Регата» и водочный завод «Южная столица» — крупнейшие в области дистрибьюторы и производители алкогольной продукции.
- «Роствертол» — производитель вертолётов Ми-24, Ми-26, Ми-28, Ми-35. Выручка 2008 года — 7,914 млрд руб. Часть территории предприятия используется под выставочный центр международного класса, гостиницу, гипермаркет, торговые центры.
- «Ростпродмаш» — производитель оборудования для пищевкусовой промышленности.
- ЗАО «Эмпилс» — один из крупнейших в России производителей ЛКМ.
- ФГУП РНИИРС — Государственный Ростовский-на-Дону научно-исследовательский институт радиосвязи, один из немногих, сумевших в 1990-е годы сохранить кадры и производство. Производство и разработка антенн и станций космической и специальной связи, в основном оборонного назначения.
- «Пьезоэлектрик», созданное в 1992 году на базе НКТБ «Пьезоприбор» Ростовского госуниверситета, разрабатывает и выпускает средства измерения давления, уровня, расхода и температуры.
- ОАО «Донавтовокзал» — крупнейшее автотранспортное предприятие юга России, осуществляющее автобусные перевозки по России, на Украину и в Молдову.

### Финансовые услуги
В Ростове-на-Дону был открыт первый коммерческий банк на Юге РФ — Ростовсоцбанк. Банк существовал с 1989 по 1999 год, до отзыва банковской лицензии осуществил полный возврат вкладов всем вкладчикам.
В городе действуют филиалы крупнейших российских и зарубежных коммерческих банков:
- «Сбербанк»,
- «ВТБ24»,
- «Россельхозбанк»,
- «Альфа-банк»,
- «Росбанк»,
- «Открытие»,
- «Райффайзенбанк»,
- «Русский стандарт»

и другие. Крупнейшим банком Ростовской области является Центр-инвест. Всего насчитывается около 115 банков и их филиалов, 17 % местных банков, 80 % представительства федеральных банков, 4 % представительств иностранных банков.

### Бюджет
На подготовку к проведению чемпионата мира по футболу в 2012—2018 годах в Ростове-на-Дону было потрачено свыше 100 миллиардов рублей. В то же время доходы города от проведения мундиаля планировались на уровне 71 миллиарда рублей.
Доходы бюджета Ростова-на-Дону в период с 2020 по 2025 годы выросли с 26,3 млрд до 64,9 млрд руб. Расходы из городской казны на образование увеличились по сравнению с 2020 годом в 1,9 раз, на развитие спорта — в 2 раза, на ЖКХ и благоустройство рост расходов увеличился в 2,2 раза, а на дороги — в 2,3 раза.

### Строительство

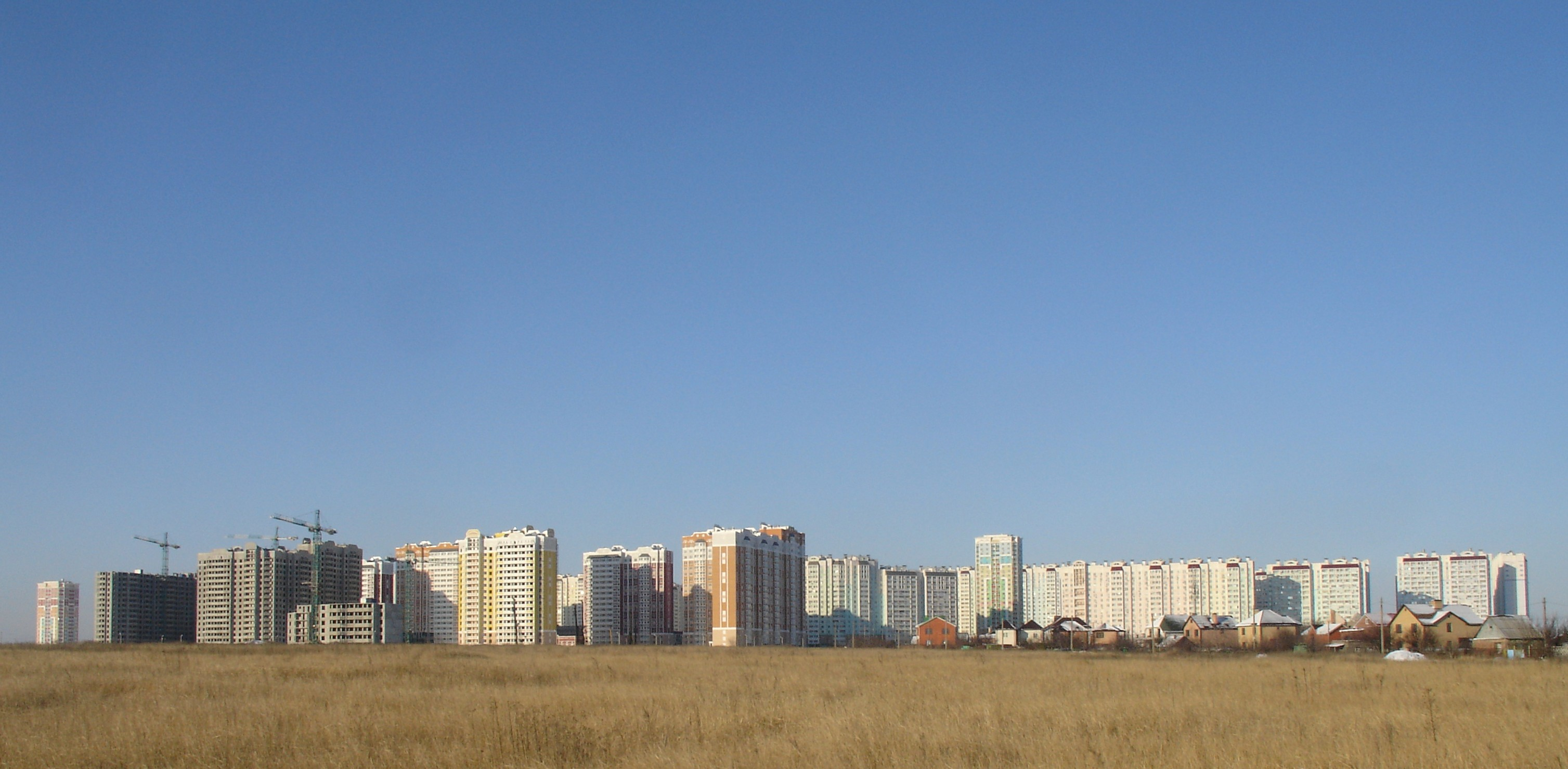
Микрорайон Левенцовка

В 2010-х годах в Ростове-на-Дону были построено несколько крупных жилых массивов, в том числе: «Суворовский» на северо города и «Левенцовский» на западе города. В начале 2010-х в Советском районе построен студенческий городок Южного федерального университета.
В рамках подготовки к Чемпионату мира по футболу 2018 года в Ростове-на-Дону были построены: стадион «Ростов Арена» на 45 000 зрителей, новый аэропорт «Платов», проведена реконструкция Ворошиловского моста, устроен парк на левом берегу Дона, открыты гостиницы «Hyatt» и «Radisson», проведена реконструкция стадионов и центральных улиц.
С 2020 по 2025 год в Ростове-на-Дону введено в эксплуатацию 4,3 млн кв.м жилья в многоквартирных домах. По состоянию на 1 июля 2025 года Ростов-на-Дону занимал шестое место в общероссийском рейтинге городов по объёму строительства жилья в первом полугодии 2025 года с показателем в 3,4 млн кв. м жилья.

### Торговля и сфера услуг
В Ростове-на-Дону по итогам 2024 года оборот розничной торговли составил 1,8 трлн рублей, что на 11% выше показателей 2023 года. Оборот оптовой торговли в регионе в 2024 году превысил 3,6 трлн рублей, что на 6,5% ниже, чем по итогам 2023 года. Ростовская область занимает пятое место в России по обороту розничной торговли, при этом динамика розничного товарооборота в регионе опережает среднероссийские показатели.
В городе действуют такие федеральные сети, как:
- «Магнит»,
- «МЕГА»,
- «Пятёрочка»,
- «Перекрёсток»,
- «Эльдорадо»,
- «М.Видео»,
- «Спортмастер»,
- «Триал-Спорт»,
- «Ашан (4)»,
- «Castorama»,
- «Leroy Merlin (3)»,
- «Талер»,
- «РИО»,
- «Selgros»,
- «Вавилония»,
- «Metro Cash & Carry (3)»,
- «Миллениум»,
- «Сокол»,
- «Золотой Вавилон»,
- «МегаМаг»,
- «Лента» (4),
- «О’Кей» (2).

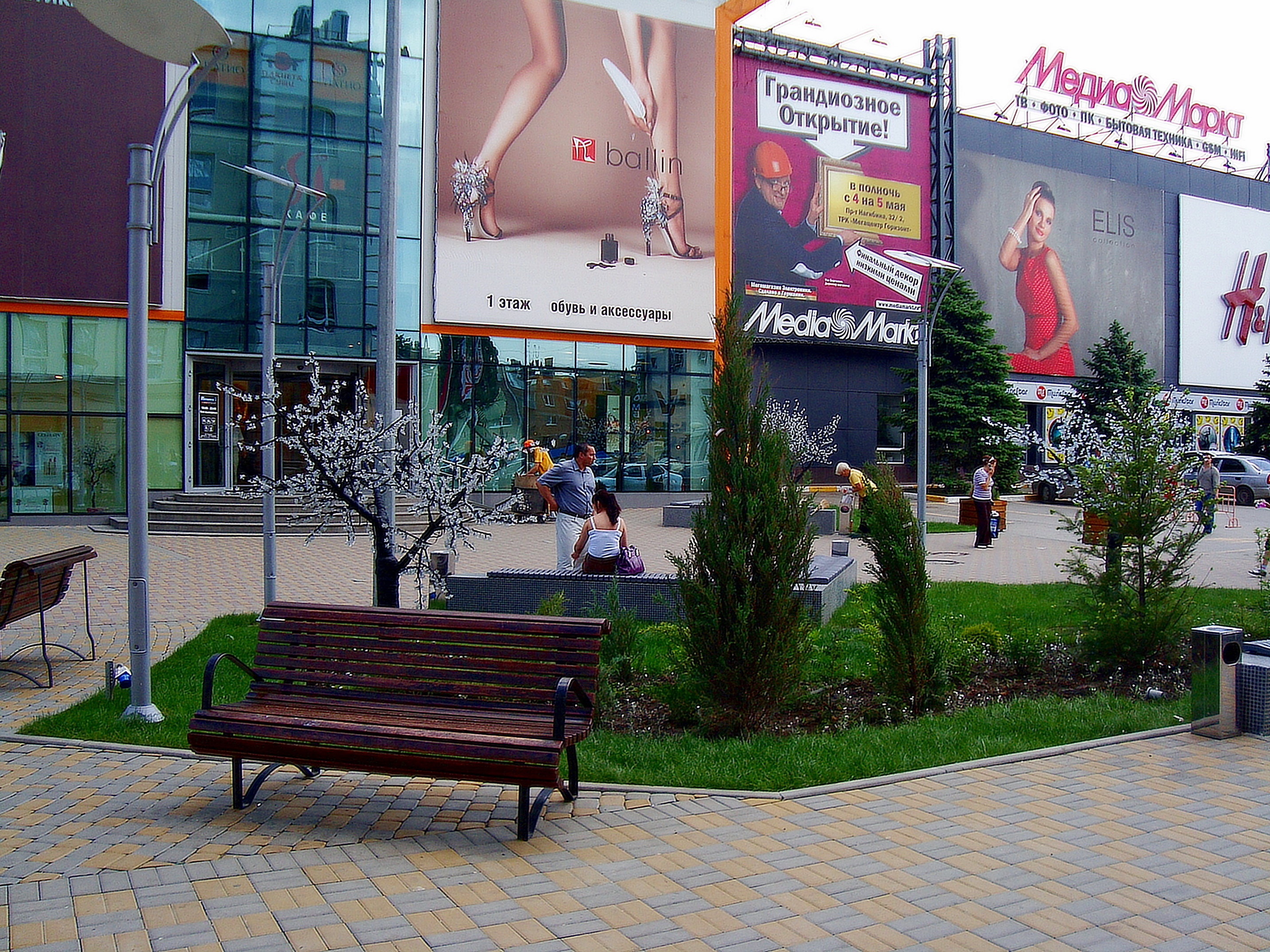
ТЦ «Горизонт»
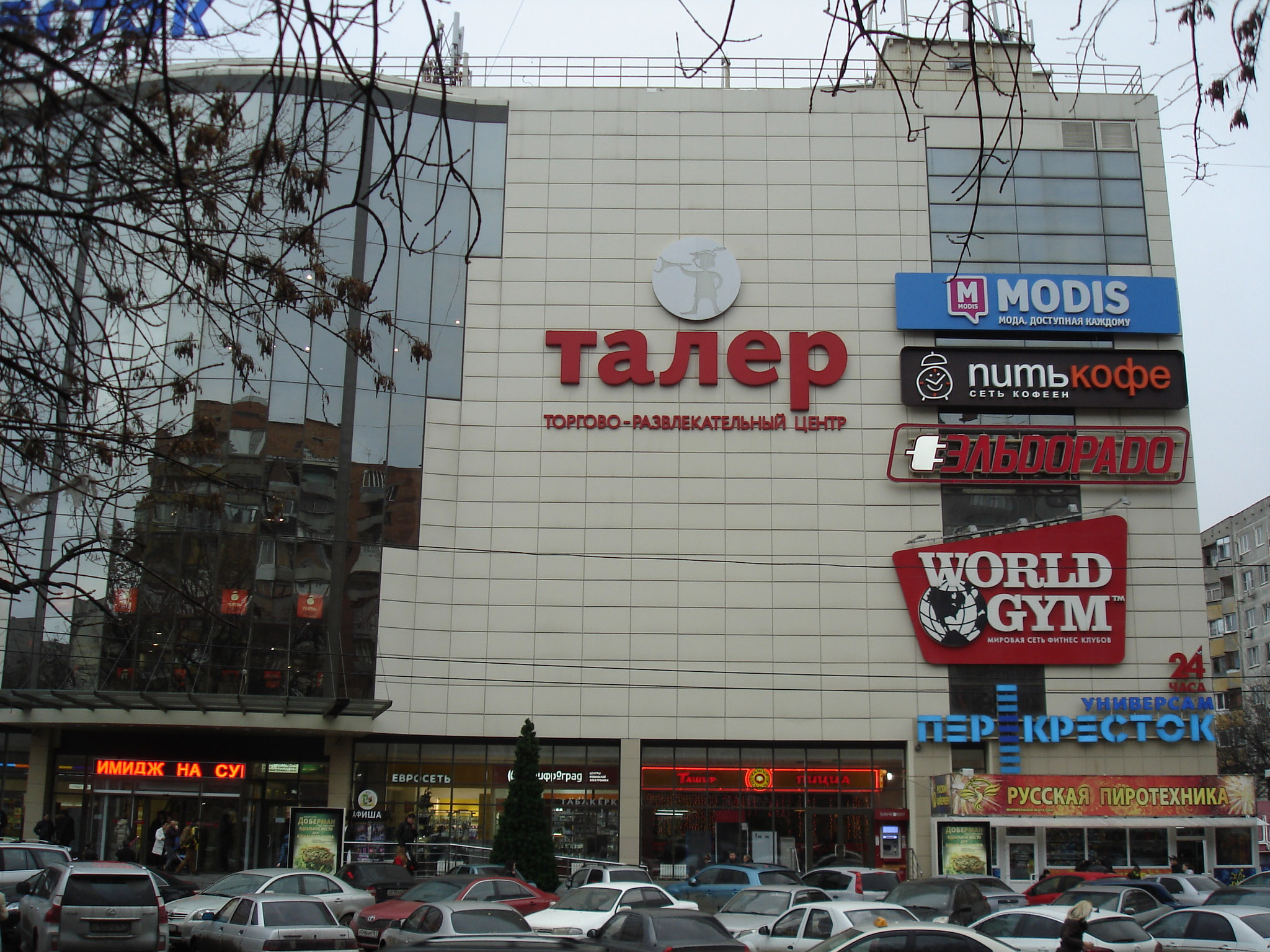
ТРЦ «Талер»
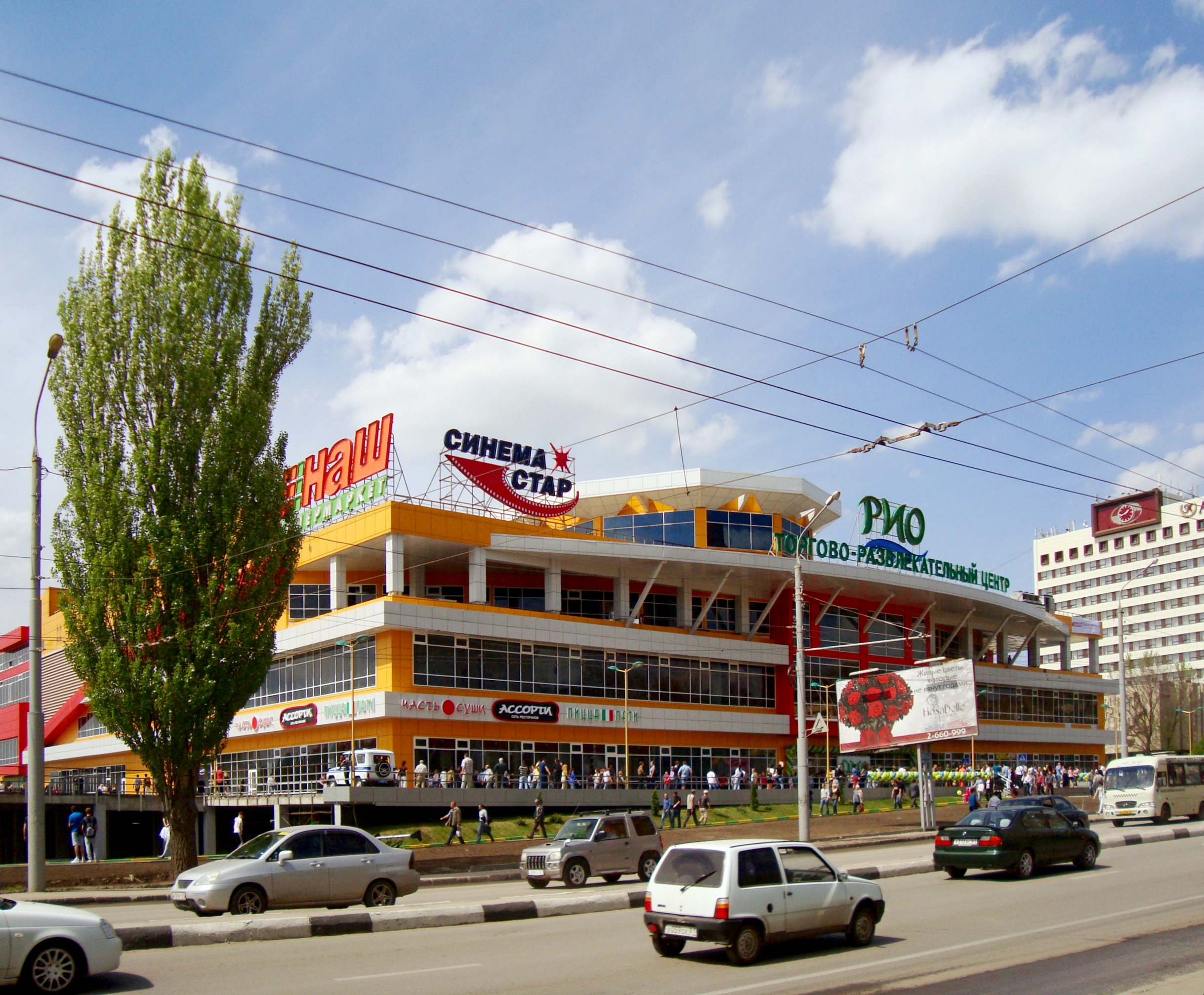
ТРЦ «Рио»

Рынки
Главный рынок города — Центральный рынок, основанный в XIX веке. По состоянию на 2025 год доля традиционных рынков в розничной торговле снижается, составляя 6–7% от общего товарооборота. В 2021 году несколько крупных рынков были закрыты и снесены.

### Заработная плата и безработица
Уровень безработицы по состоянию на начало 2024 года года составил 2,7% или 59,1 тыс.человек в возрасте 15 лет и старше. По сравнению с данными 2023 года общая численность безработных снизилась почти на 20%. Среднемесячная зарплата жителей Ростовской области за январь — февраль 2025 года составила 62 331 рубль. Наиболее высокую медианную заработную плату в Ростовской области по итогам 2024 года в высшем и среднем менеджменте - 107 тыс. руб, строительстве и недвижимости - 92 тыс. руб. При этом медианная зарплата курьеров составляла 117 тыс. руб..

### Большой Ростов
Министерство регионального развития России подготовило программу создания восьми опорных супергородов, агломеративных центров с многомиллионным населением. Проект касается и Ростовской области. Большой Ростов — первый уровень Ростовской агломерации, включающий агломерационное ядро — Ростов-на-Дону и расположенные в 10—12-километровой зоне города-спутники, сельские населённые пункты Аксайского и Мясниковского районов Ростовской области. Наиболее известными из них являются городской округ Батайск, городское поселение Аксай и село Чалтырь.

## Транспорт и инфраструктура
Ростов-на-Дону является крупнейшим транспортным узлом в Южном федеральном округе России. В городе расположены:
- Управление Северо-Кавказской железной дороги филиала ОАО Российские железные дороги;
- Международный аэропорт Платов, который обслуживает рейсы по России и СНГ, а также международные рейсы в страны Европы, Африки и Азии. Аэропорт введён в эксплуатацию в декабре 2017 года и находится недалеко от станицы Грушевской, в 40 км от Ростова-на-Дону. С марта 2022 года не обслуживает гражданские перелёты.
- Международный морской порт, который специализируется на переработке минерально-строительных, тарно-штучных грузов, лесоматериалов, металла.
- Железнодорожные вокзалы Ростов-Главный, Ростов-Пригородный, Первомайская, Гниловская, Сельмаш и Ростов-Западный. Остановочные железнодорожные платформы: Заречная, Ростов-Берег, Рабочий городок, Октября, Микояна, Ростов-Товарный, Орджоникидзе, Красный Аксай, Кизитеринка, Левенцовская, Сады, 1337 км.
- Главный автовокзал ПАО Донавтовокзал, центральный областной автовокзал на месте бывшего аэропорта и автовокзал на проспекте Шолохова (бывший пригородный автовокзал).
- Более двадцати автостанций отправления и прибытия пригородного и междугородного пассажирского автотранспорта[151].

Через Ростов-на-Дону проходит несколько автомобильных дорог федерального, регионального и местного значений, в том числе магистраль М4 «Дон», которая проходит по окраине восточной стороны города, пересекая реку Дон по Аксайскому мосту. В 2023 году на трассе М4 введён в эксплуатацию Восточный обход Ростова-на-Дону. В городе действует система платных парковок.

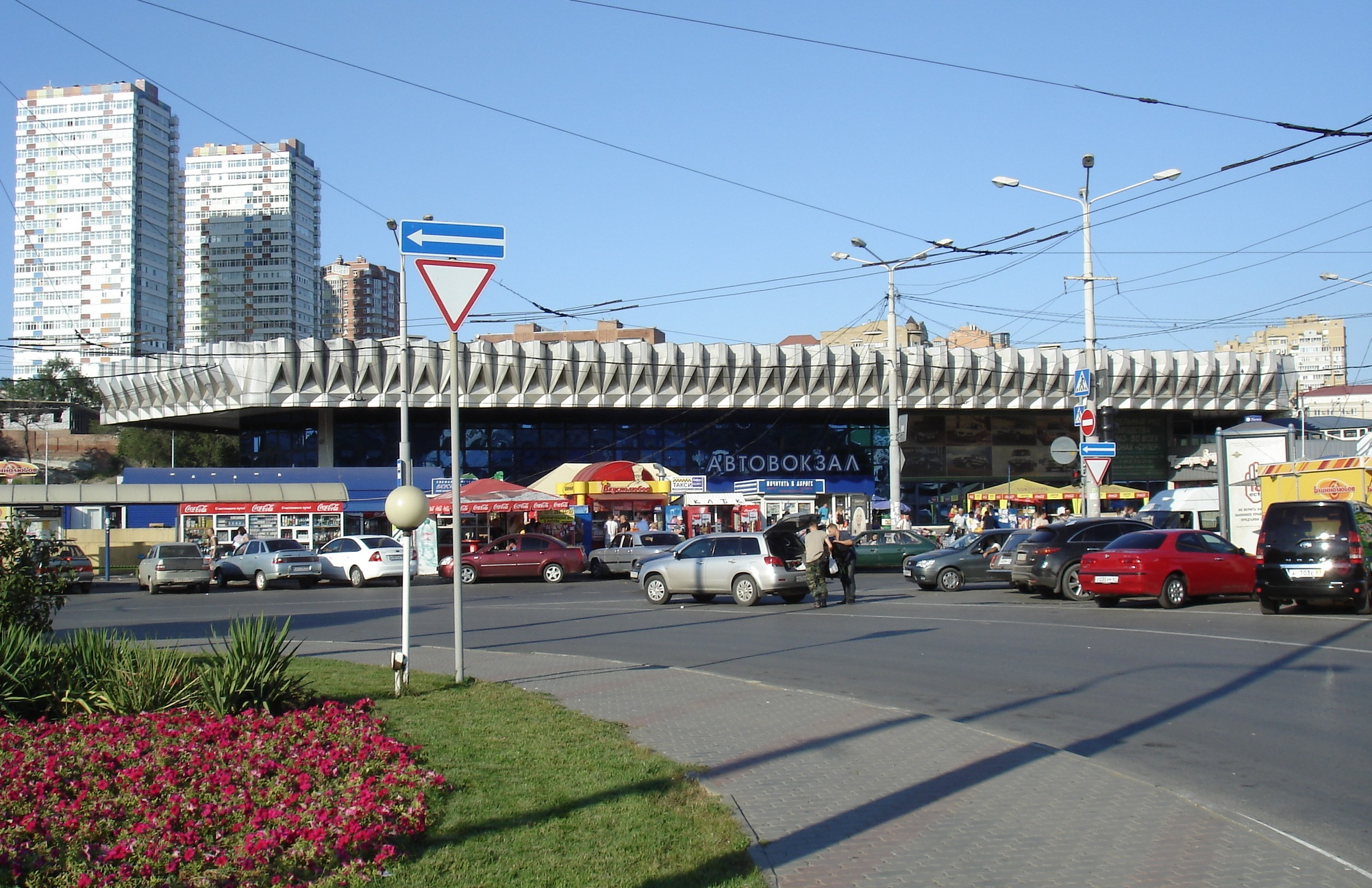
Ростовский автовокзал
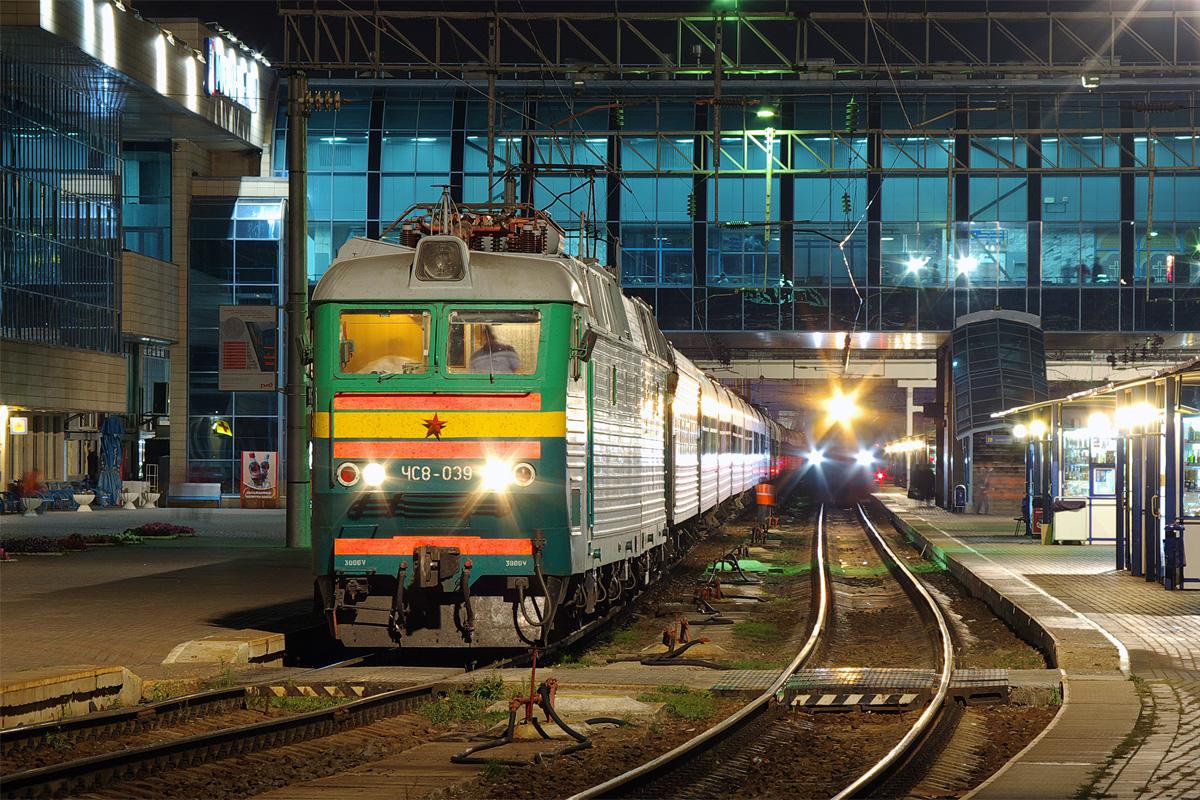
Вокзал
«Ласточка» на путепроводе, ведущем к Пригородному вокзалу

### Городской транспорт
В Ростове-на-Дону действуют 90 городских автобусных, 10 троллейбусных, 3 маршрута электробуса, 5 трамвайных маршрутов. Число перевезённых за год пассажиров автобусами за 2010 год (во внутригородском сообщении, без учёта маршруток) 191,7 млн человек.

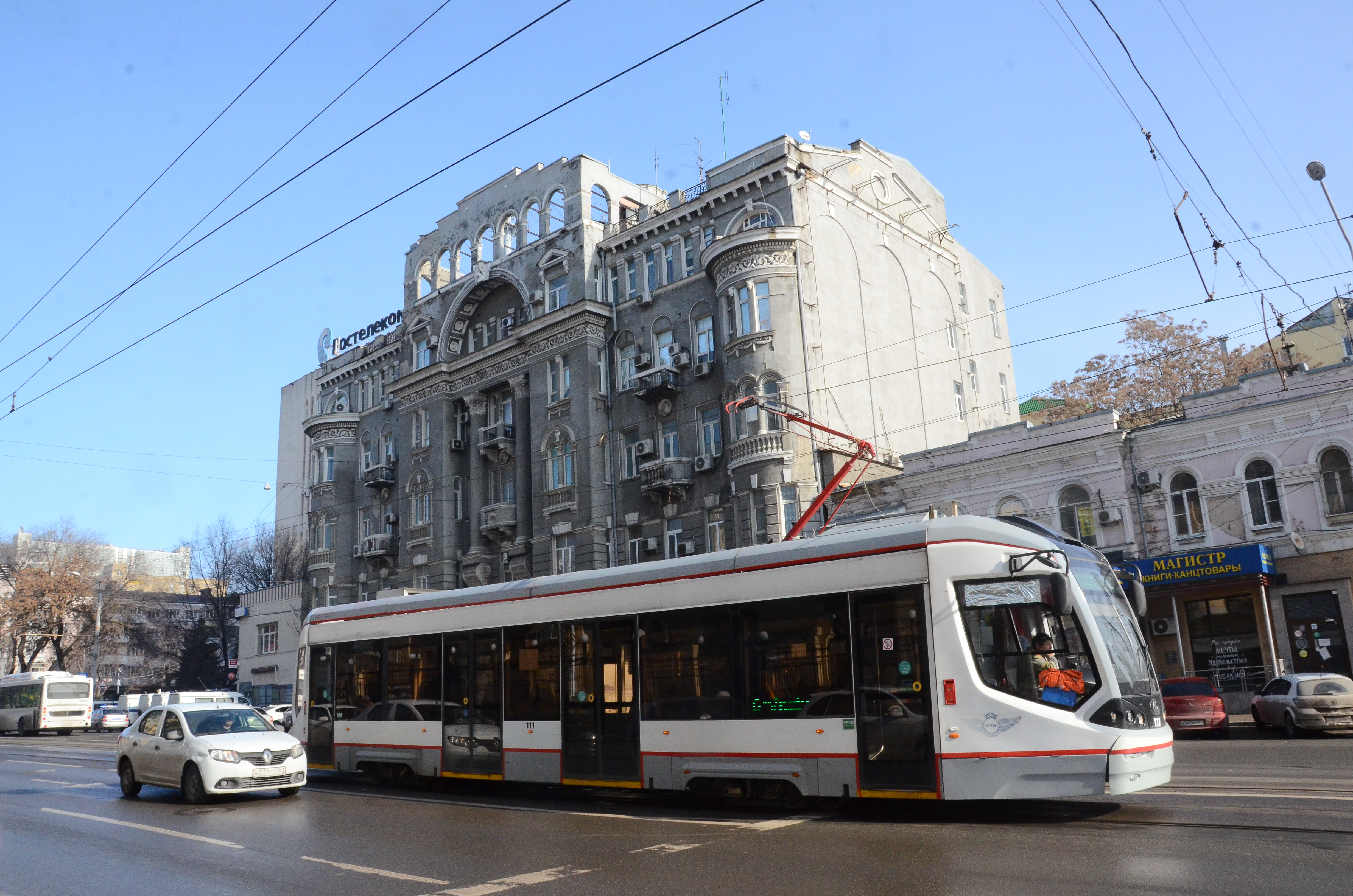
Трамвай 71-911E «Сити Стар» создан специально для ростовской трамвайной колеи 1435 мм

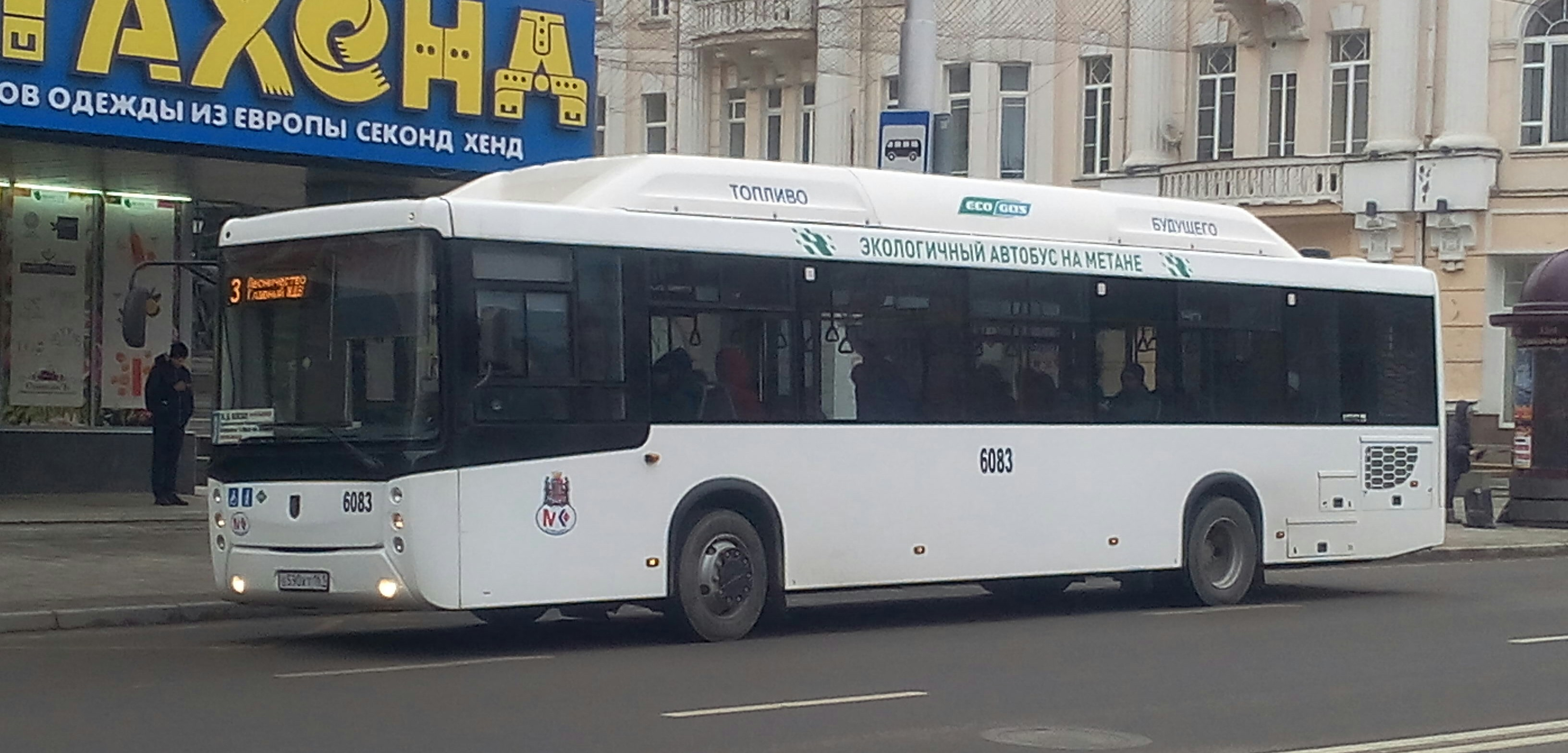
Автобус НефАЗ-5299, улица Большая Садовая

В 2011 году в Ростове-на-Дону введена безналичная система оплаты проезда «Ростов-транспорт».
В последнее время в городе, из-за увеличения количества автотранспорта, движение автомобилей и общественного транспорта в некоторых местах города затруднено. В качестве одного из путей решения этой проблемы рассматриваются различные варианты создания системы скоростного городского транспорта. В частности, планируется создание транспортной железнодорожной развязки рядом с городом Аксай — с целью перенаправления в обход части поездов, следующих через город. Высвободившиеся железнодорожные пути в черте города планируется использовать для городской электрички.

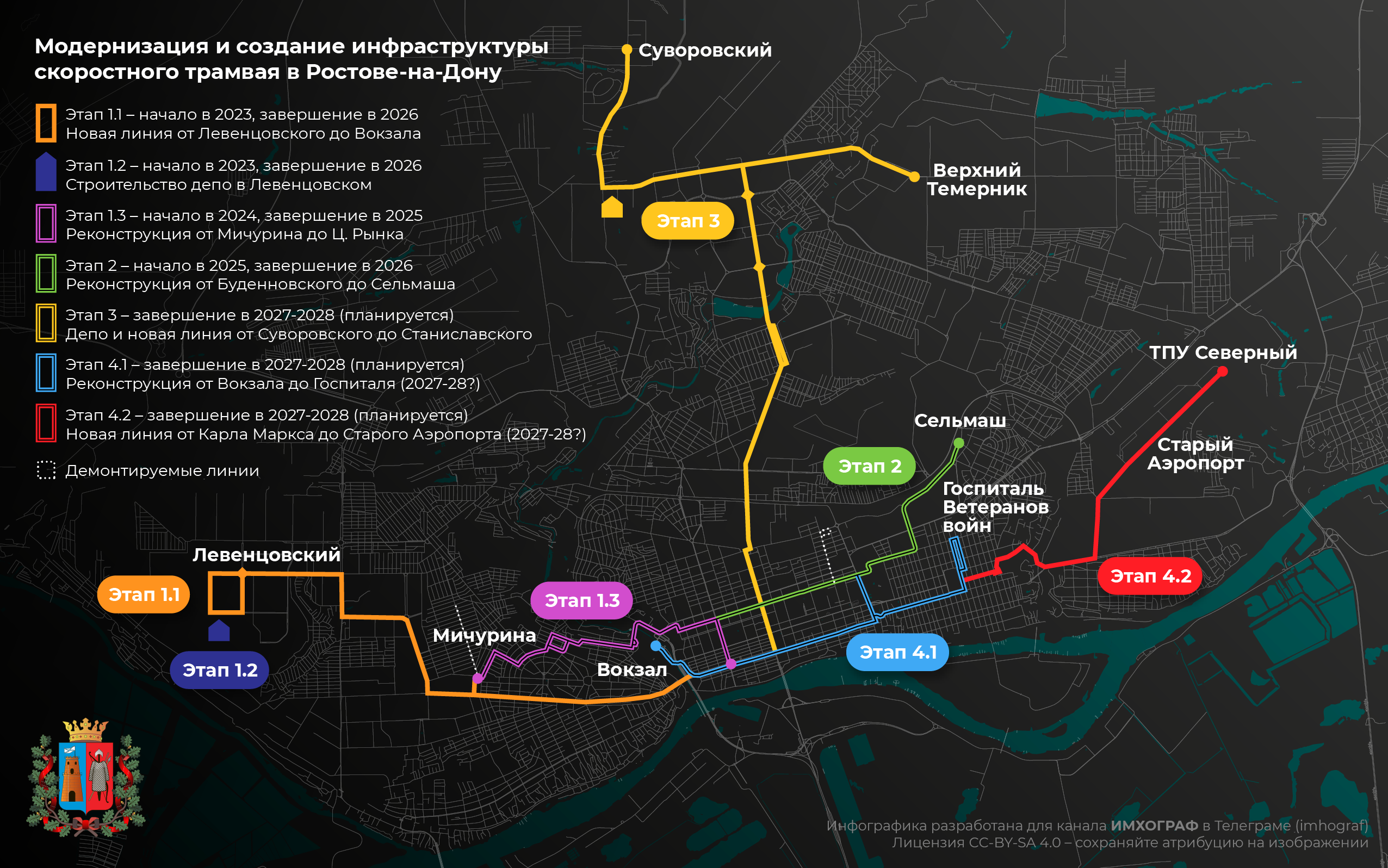
Схема развития скоростного трамвая (штадтбана) в Ростове-на-Дону до 2028 года

В 1970—1980 годах в городе проектировался метрополитен.

На рубеже XX и XXI веков в качестве скоростного внеуличного транспорта предполагалось создание монорельса. С 2006 года, согласно новому генеральному плану города, предполагается преобразование к 2025 году сети трамвая в метротрам (скоростной трамвай с подземными станциями в центре), однако до какой-либо практической реализации пока дело не дошло.
В 2008 году администрация города вновь вернулась к проекту постройки метрополитена, было объявлено о создании муниципального предприятия по постройке метро.
В октябре 2007 года в ходе планового осмотра Ворошиловского моста через Дон была обнаружена трещина, вследствие чего мост был закрыт для всех видов транспорта и пешеходов до 23 июня 2008 года, по мосту запрещено движение грузовых автомобилей.
В декабре 2010 года открыто движение по новому Темерницкому мосту, расположенному в створе проспекта Сиверса.
С 28 марта 2016 года по городу начал курсировать городской электропоезд, который связывает районы Сельмаш, Орджоникидзе, Кизитеринка, Военвед, Стройгородок, Западный с Главным железнодорожным вокзалом (в рамках реализации программы городской электрички).
В 2020 году, при формировании городского бюджета на следующий год, администрация выделила средства на подготовку проектной документации развития сети легкого рельсового транспорта в городе в 2021 году. При этом от реализации метрополитена в городе было решено отказаться по рекомендациям петербургского проектного бюро.
- Ростовский разводной железнодорожный мост;
- Ворошиловский мост;
- Темерницкий мост;
- Аксайский мост;
- Западный мост (совмещённый автомобильный и железнодорожный мосты);
- Железнодорожный мост через реку Дон (проходит от Батайска через пойму, Зелёный остров, 45-ю Линию на станцию Кизитеринка и о.п. Развилка).

Первый деревянный мост в Ростове-на-Дону соединял подворья монастыря Сурб Хач с островом на реке Темерник. Позже все деревянные заменили на бетонные. У строителей всегда было немало задач — при строительстве нужно было учесть интересы как железной дороги, если конструкция была железнодорожной, так и интересы навигации.
Первый высоководный автомобильный мост в Ростове-на-Дону через реку Дон был построен по немецкому проекту во время второй оккупации города и был назван в честь румынского кондукэтора маршала Йона Антонеску. Он предназначался для переправки тяжёлой техники вермахта через Дон на Кавказ. В послевоенные годы этот мост был перестроен и модернизирован. В 1965 году, в связи с постройкой Ворошиловского моста, был разобран. На левом берегу сохранились его опоры и бетонные береговые укрепления.

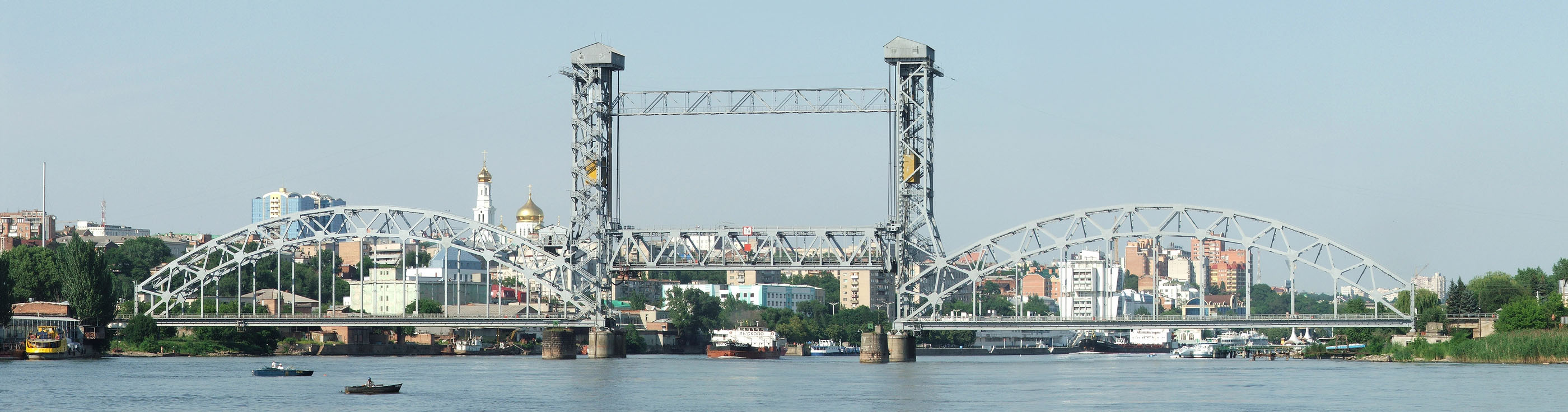
Панорамный снимок разводного железнодорожного моста через реку Дон в Ростове-на-Дону

### Улицы и площади

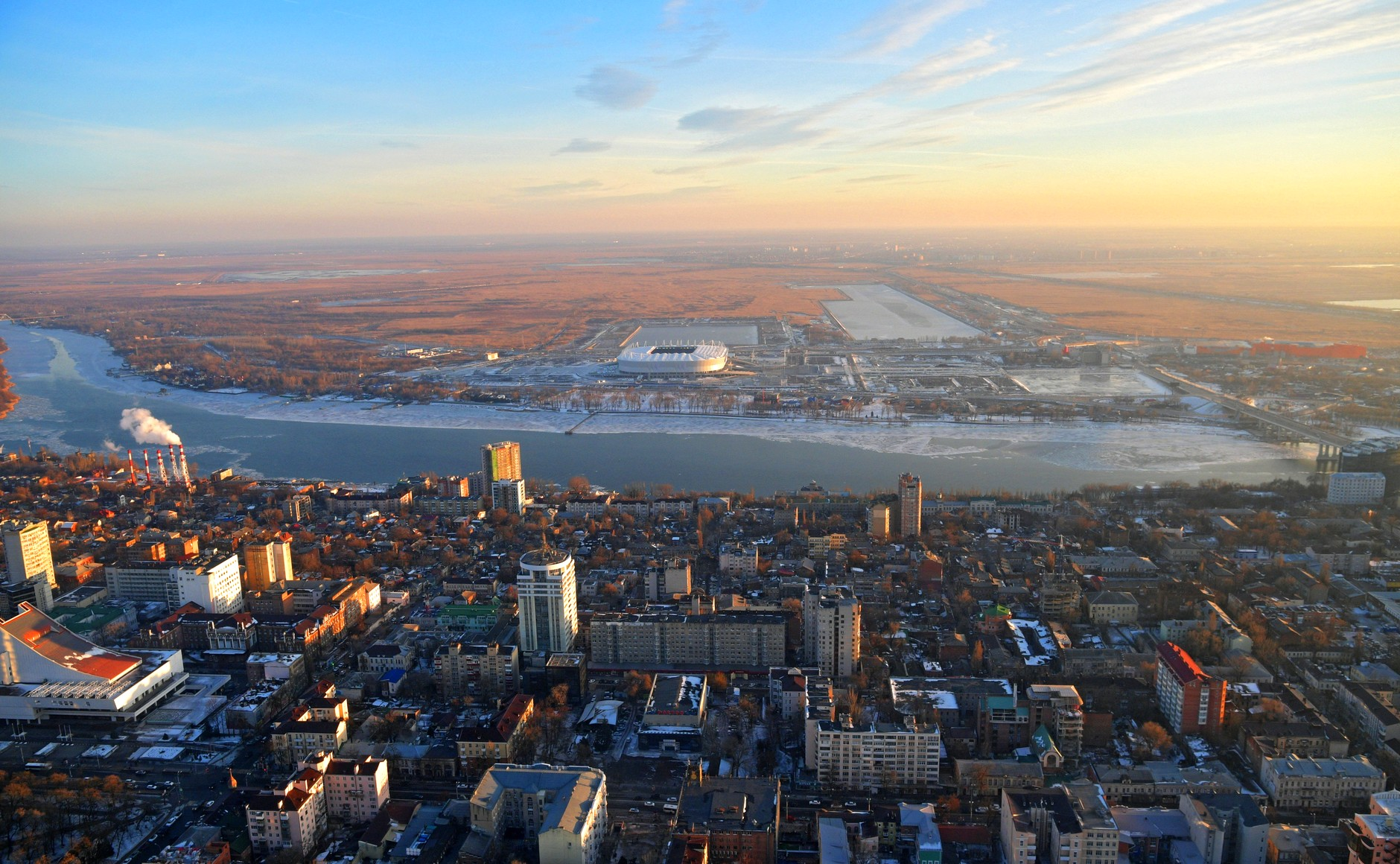
Вид Ростова-на-Дону и левого берега Дона

- Центральной улицей города является Большая Садовая[163] (в советские времена — улица имени Фридриха Энгельса)[163]. Перпендикулярно её пересекают две важных магистрали города: Будённовский и Ворошиловский проспекты. Одна из старейших улиц города, в частности, на Большой Садовой находятся такие достопримечательности как Городской дом, Музыкальный театр, который является одним из крупнейших музыкальных театров в Южном Федеральном округе, напротив театра в Покровском сквере находится памятник Елизавете Петровне, по чьему указу в 1742 году и была основана крепость Дмитрия Ростовского. Около памятника Покровский храм, городская филармония, дом Черновой. Также на Б. Садовой размещены городская, областная администрации и администрация полномочного представителя президента Российской Федерации в Южном федеральном округе.
- Театральная площадь — самая большая площадь города (центральной считается пл. Советов), находится в Пролетарском районе. На площади располагается мемориал воинам, павшим в боях за освобождение города от немецко-фашистских захватчиков, установленный к 40-летию Победы в Великой Отечественной войне. Памятник представляет собой стелу высотой 72 метра, со стилизованным позолоченным изображением греческой богини Ники, одетой в плащ-палатку.
- Будённовский проспект (бывший Таганрогский проспект) — один из центральных проспектов города, пересекает Большую Садовую улицу, проходит параллельно Ворошиловскому проспекту.
- Ворошиловский проспект (бывший Большой проспект, с 1958 по 1970 год — проспект имени Карла Маркса) — один из центральных проспектов города, с севера примыкает к площади Гагарина, своим южным концом выходит на Ворошиловский мост через Дон. Номера домов увеличиваются с юга на север.
- Проспект Михаила Нагибина (до 1967 года — Северный проспект, в 1967—2000 — проспект Октября) — один из центральных проспектов города, с юга примыкает к площади Гагарина, своим северным концом выходит на площадь Советской Конституции и парк завода «Электроаппарат» (оборонный завод, ныне не действующий). Номера домов увеличиваются с юга на север. Проспект переименован в честь руководителя ОАО «Роствертол», при котором завод пережил крупный технический и экономический рост. К проспекту Михаила Нагибина примыкает Братское кладбище, которое является одним из самых старых мест захоронений в городе. На проспекте расположены торгово-развлекательные центры «РИО», «Горизонт», выставочный центр «ДонЭкспоЦентр», бизнесцентр «Аметист».
- Проспект Стачки (до 1967 года — балка имени Стачки 1902 года и улица Коминтерна) — главная транспортная артерия Советского и Железнодорожного районов, соединяющая Западный жилой массив с центром Ростова и другими районами города. Начинается от Площади стачки 1902 года, где находится одноуровневая транспортная развязка и памятник стачке 1902 года. Нумерация домов возрастает с востока на запад. На проспекте расположен торгово-развлекательный центр «Сокол», располагающийся на месте бывшего одноимённого кинотеатра.

### Связь
Первый телефон появился в городе в 1886 году, а в 1929 году была сдана в эксплуатацию первая в России автоматическая телефонная станция ёмкостью 6 тыс. номеров.
В Ростове-на-Дону (по состоянию на 2011 год) действуют несколько основных операторов фиксированной телефонной связи: Ростовский филиал ОАО «Ростелеком» (бывшая ЮТК), Южный филиал «Комстар-Регионы» (ранее «ЦТС»), Ростовское представительство ООО «Эквант», торговая марка Orange Business Services.
- Нумерация фиксированной связи Ростова-на-Дону — семизначная (с 2004 года)[166].
- Все городские номера начинаются на цифры 2 и 3.

Операторами сотовой связи в Ростове-на-Дону являются: Кавказский филиал ОАО «МегаФон», «Билайн», «Мобильные ТелеСистемы» в стандарте GSM/UMTS/LTE, Tele2 в стандарте GSM /UMTS.

### Интернет
В сфере предоставления доступа в Интернет в Ростове-на-Дону выделяются следующие интернет-провайдеры:
- Ростелеком (ПАО «Ростелеком») — интернет по технологиям FTTB;
- Эр-Телеком (АО «ЭР-Телеком Холдинг») — интернет по технологиям FTTB;
- ТТК (ЗАО «Компания ТрансТелеКом») — интернет по технологиям FTTB.

На рынке также присутствует несколько региональных компаний.

## Наука и образование

### Высшее образование
На сегодняшний день в Ростове-на-Дону образовательные услуги предоставляют 39 высших учебных заведений (5 университетов, 18 институтов, консерватория, духовная семинария и 15 филиалов учебных заведений других городов). Самый крупный из них — Южный федеральный университет, объединяющий в себе 3 бывших специализированных института (педагогический, радиотехнический, архитектуры и искусств) и бывший Ростовский государственный университет. Обучение ведётся на 37 факультетах, количество студентов составляет около 56 тысяч человек.
Университеты:
- Южный федеральный университет,
- Донской государственный технический университет,
- Ростовский государственный медицинский университет,
- Ростовский государственный университет путей сообщения,
- Ростовский государственный экономический университет (РИНХ),
- Южный университет ИУБиП.

Институты:
- Южно-Российский институт — филиал Российской академии народного хозяйства и государственной службы,
- Ростовский юридический институт МВД России,
- Ростовский-на-Дону институт физической культуры и спорта, филиал Кубанского государственного университета физической культуры, спорта и туризма;
- Северо-Кавказский филиал Московского технического университета связи и информатики;
- Институт водного транспорта имени Г. Я. Седова — филиал Государственного морского университета имени адмирала Ф. Ф. Ушакова;
- Ростовский технологический институт сервиса и туризма;
- Ростовский социально-экономический институт;
- Ростовский институт защиты предпринимателя;
- Ростовский филиал Российского государственного университета правосудия;
- Ростовский филиал Московского государственного университета гражданской авиации;
- Ростовский институт (филиал) Российского государственного торгово-экономического университета;
- Ростовский институт (филиал) Всероссийского Государственного Университета Юстиции (Российская Правовая Академия Министерства юстиции РФ);
- Ростовский институт кооперации (филиал) Белгородского университета кооперации, экономики и права;
- Южно-Российский гуманитарный институт;
- Южно-Российский институт финансового контроля и аудита;
- Ростовский филиал Российской таможенной академии;
- Ростовский филиал Московского государственного университета технологий и управления[171].

Другие вузы:
- Донская духовная семинария;
- Ростовская государственная консерватория (академия) им. С. В. Рахманинова;
- Евразийский открытый институт (Донской филиал);

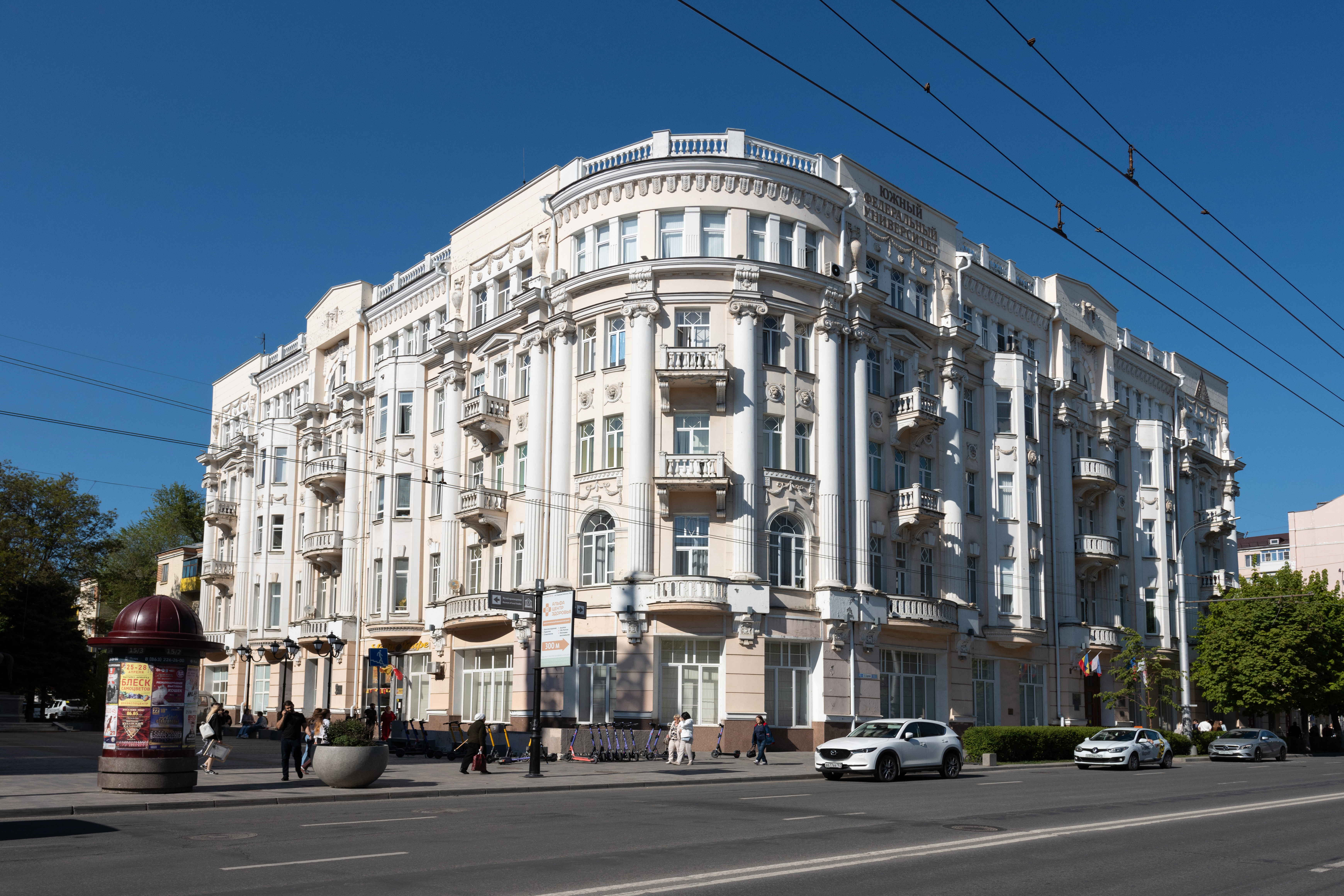
Южный федеральный университет (Главный корпус)
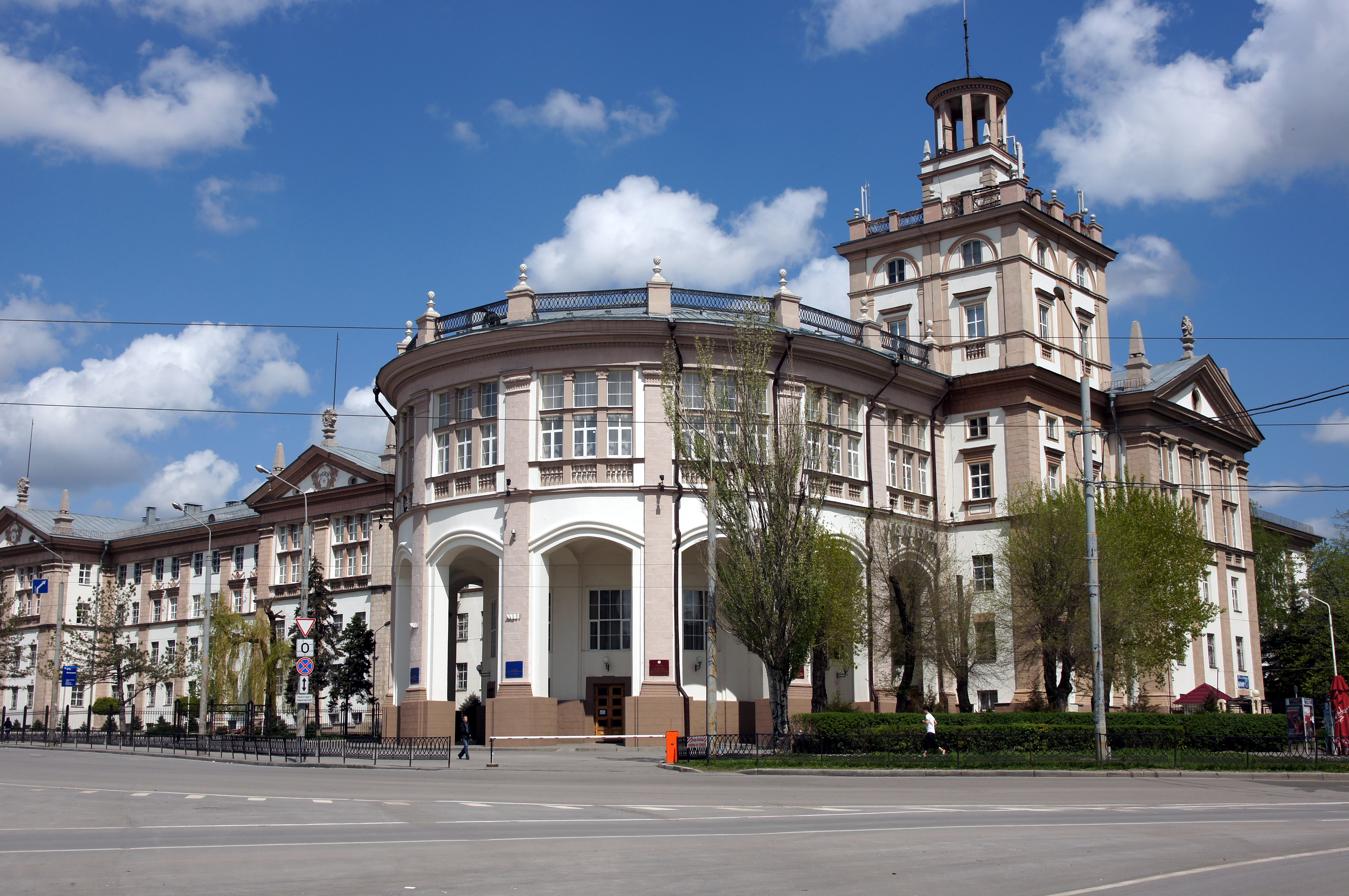
Ростовский государственный университет путей сообщения
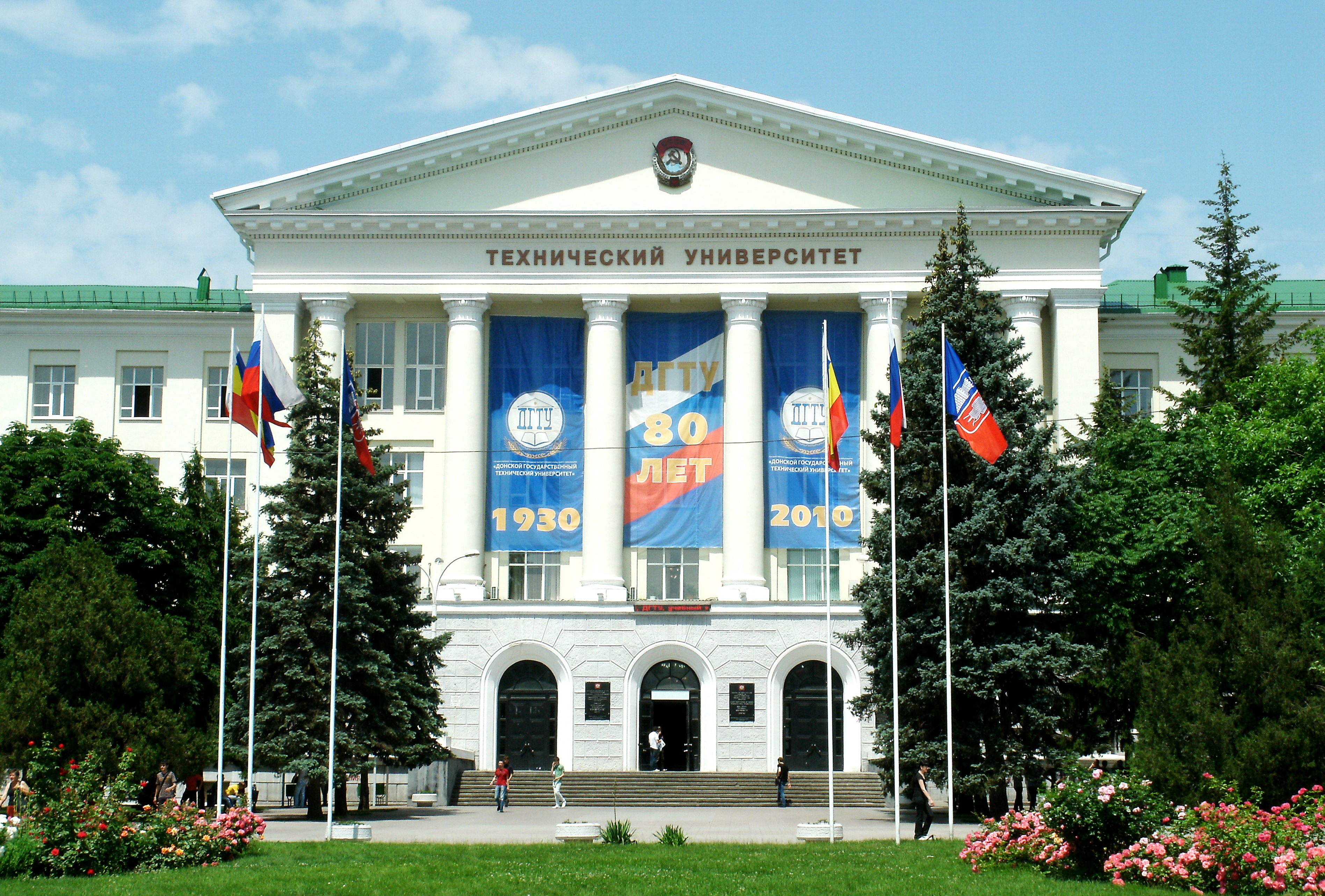
Донской государственный технический университет

### Среднее профессиональное образование
В Ростове-на-Дону на январь 2012 года работало 34 учебных заведения среднего профессионального образования, в том числе 24 колледжа, 5 техникумов, 5 училищ, 40 учебных заведений начального профессионального образования, в том числе 24 лицея, 16 профессиональных училищ, а также 159 общеобразовательных школ.
Наиболее крупными из них являются:
- Ростовский колледж искусств,
- Ростовский художественный техникум им. М. Б. Грекова,
- Ростовский электротехнический колледж (РЭТК),
- Донской банковский техникум (единственное образовательное учреждение на юге России, готовящее банковских служащих),
- Ростовский-на-Дону колледж связи и информатики,
- Ростовский-на-Дону колледж радиоэлектроники, информационных и промышленных технологий (РКРИПТ),
- Ростовский-на-Дону строительный колледж (Ростовский строительный техникум),
- Юридический колледж Ростовского института (филиала) Всероссийского Государственного Университета Юстиции (РПА Минюста России).

### Средние общеобразовательные учреждения
На территории города функционирует 104 средних общеобразовательных учреждений, в том числе 17 гимназий, 16 лицеев и 71 школа. По районам они распределены следующим образом:
- Ворошиловский район — 18 учреждений (2 лицея, 3 гимназии и 13 школ);
- Железнодорожный район — 9 (2 гимназии, 2 лицея и 5 школ);
- Кировский район — 9 (1 гимназия, 2 лицея и 6 школ);
- Ленинский район — 9 (2 гимназии, 2 лицея и 5 школ);
- Октябрьский район — 13 (3 гимназии, 3 лицея и 7 школ);
- Первомайский район — 17 (2 гимназии, 1 лицей и 14 школ);
- Пролетарский район — 13 (2 гимназии, 2 лицея и 9 школ);
- Советский район — 16 (2 гимназии, 2 лицея и 12 школ).

### Дошкольное образование
Дошкольное образование осуществляют на территории города 146 детских дошкольных учреждений различного типа.
По районам: Ворошиловский — 19, Железнодорожный — 14, Кировский — 11, Ленинский — 9, Октябрьский — 18, Первомайский — 26, Пролетарский — 23, Советский — 26.

### Дополнительное образование
На территории города функционируют 9 детско-юношеских спортивных школ (№ 1, 3, 4, 5, 6, 7, 8, 9, 10), Дворец творчества детей и молодёжи, Центр детского творчества Ворошиловского района, Дом детского творчества Железнодорожного района, Центр дополнительного образования детей Октябрьского района, Центр развития творчества детей и юношества Первомайского района, Центр внешкольной работы «Досуг» Пролетарского района, Дом детского творчества Советского района, Центр детского и юношеского туризма и экскурсий, Информационно-методический центр, два Центра психолого-педагогической, медицинской и социальной помощи (в Октябрьском и Советском районах).

## Культура и искусство

### Библиотеки

Зональная научная библиотека ЮФУ

На январь 2012 года функционировали 43 библиотеки, 8 библиотечно-информационных центров, 1 публичный центр правовой информации. Имущественный комплекс Ростовской ЦБС включает 47 зданий, общей площадью 11,3 тыс. м². Читателями муниципальных библиотек являются более 200,0 тыс. горожан, им выдаётся около 4,5 млн документов в год, количество посещений библиотек превышает 1,5 млн. Основной читательский контингент — дети и молодёжь — составляет свыше 70 % от общего количества пользователей ростовских муниципальных библиотек.
Одним из крупных культурных центров города является Донская государственная публичная библиотека — лидер среди областных учреждений культуры в области информатизации, ресурсный центр в системе поддержки муниципальных библиотек и непрерывного образования библиотечных специалистов. Библиотека была основана в январе 1886 года, с 1992 года получив статус Донской государственной публичной библиотеки. Здесь проходят кинофестивали, действует более 20 абонементов и клубов для пользователей библиотеки, организуются персональные и коллективные выставки изобразительного искусства, прикладного мастерства, детского рисунка, фотовыставки, книжные тематические выставки.
В современной структуре информатизационной деятельности библиотеки ведущее место занимают центры правовой и деловой информации, активно работает центр международных информационных ресурсов, который включает американский информационный центр, зал французской скульптуры, немецкий читальный зал. Центр уникален своей коллекцией книг, периодических изданий, видео, CD и электронными базами данных на языках оригиналов.
Наиболее крупными являются: Донская государственная публичная библиотека, центральная городская детская библиотека им. Ленина, центральная библиотека имени Максима Горького, библиотека им. М. Ю. Лермонтова, библиотека им. А. И. Куприна, библиотека им. Н. К. Крупской, библиотека им. В. П. Чкалова, библиотека им. В. А. Закруткина, Ростовская областная специальная библиотека для слепых, детская библиотека им. А. С. Пушкина, детская библиотека им. Маяковского.

### Театры

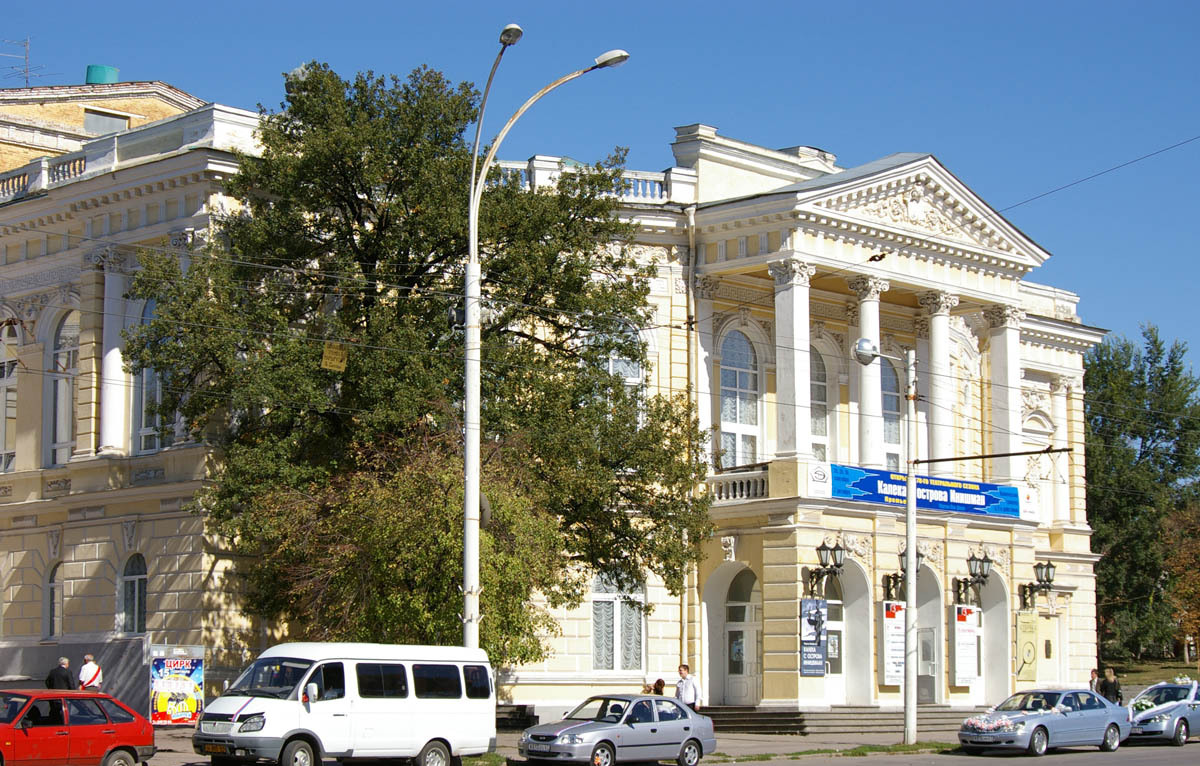
Ростовский областной академический молодёжный театр

В Ростове-на-Дону есть несколько театров. Каждый из них не похож на другие и имеет свою историю и традиции. Здание Ростовского академического театра драмы им. М. Горького входит в список шедевров эпохи конструктивизма — в Лондонском музее истории архитектуры Россию представляют всего два макета: собора Василия Блаженного и здания Ростовского театра драмы.
Первая театральная ростовская труппа была создана 23 июня 1863 года, строительство здания театра было задумано в 1929 году, построено в 1935 году по проекту академика архитектуры В. А. Щуко и профессора В. Г. Гельфрейха, строительство велось под руководством А. М. Стамблера. Внешним видом театр напоминает трактор, как символ того, что Ростов-на-Дону является центром сельскохозяйственного машиностроения. Большой зал рассчитан на 2250 зрителей и предназначался для сценических представлений. В одном из первых спектаклей на сцену была выведена целая конница. Малый зал вмещает около 300 зрителей и предназначался для эстрадных и концертных представлений. Здание театра включало в себя также библиотеку и музей.
В академическом театре драмы им. Максима Горького работал с 1961 до момента своей смерти 12 июня 2014 года народный артист СССР, почётный гражданин Ростова-на-Дону Михаил Бушнов.
Государственные театры:
- Ростовский академический театр драмы им. М. Горького
- Ростовский государственный театр кукол
- Ростовский областной академический молодёжный театр (бывший ТЮЗ, основанный в 1963 году)
- Ростовский государственный музыкальный театр

Частные и студенческие театры:
- Театр «18+»
- Ростовский Камерный Драматический Театр (бывш. Ростовский Независимый Драматический Театр)
- «Человек в кубе»
- Студенческий театр «Ринхбург»
- Студенческий театр Universim
- театр комедийных миниатюр «Игра»
- Кукольный театр «Максимум»

Закрытые:
- Театральная мастерская

### Киностудии
В Ростове-на-Дону существовала киностудия для создания документальных фильмов и киножурналов, основанная в 1927 и упразднённая в 2016 году.

### Музеи, культурные центры

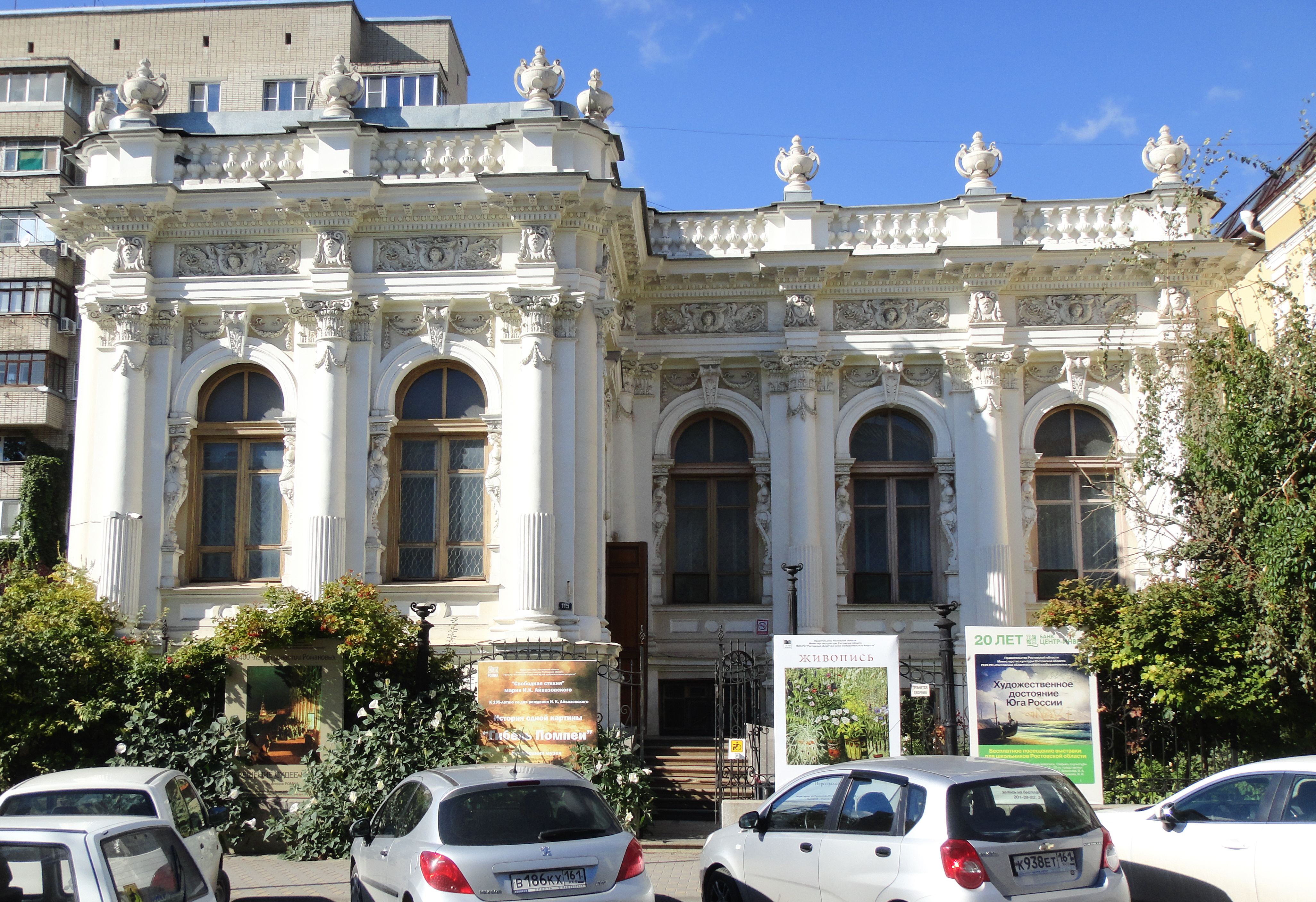
Ростовский областной музей изобразительных искусств

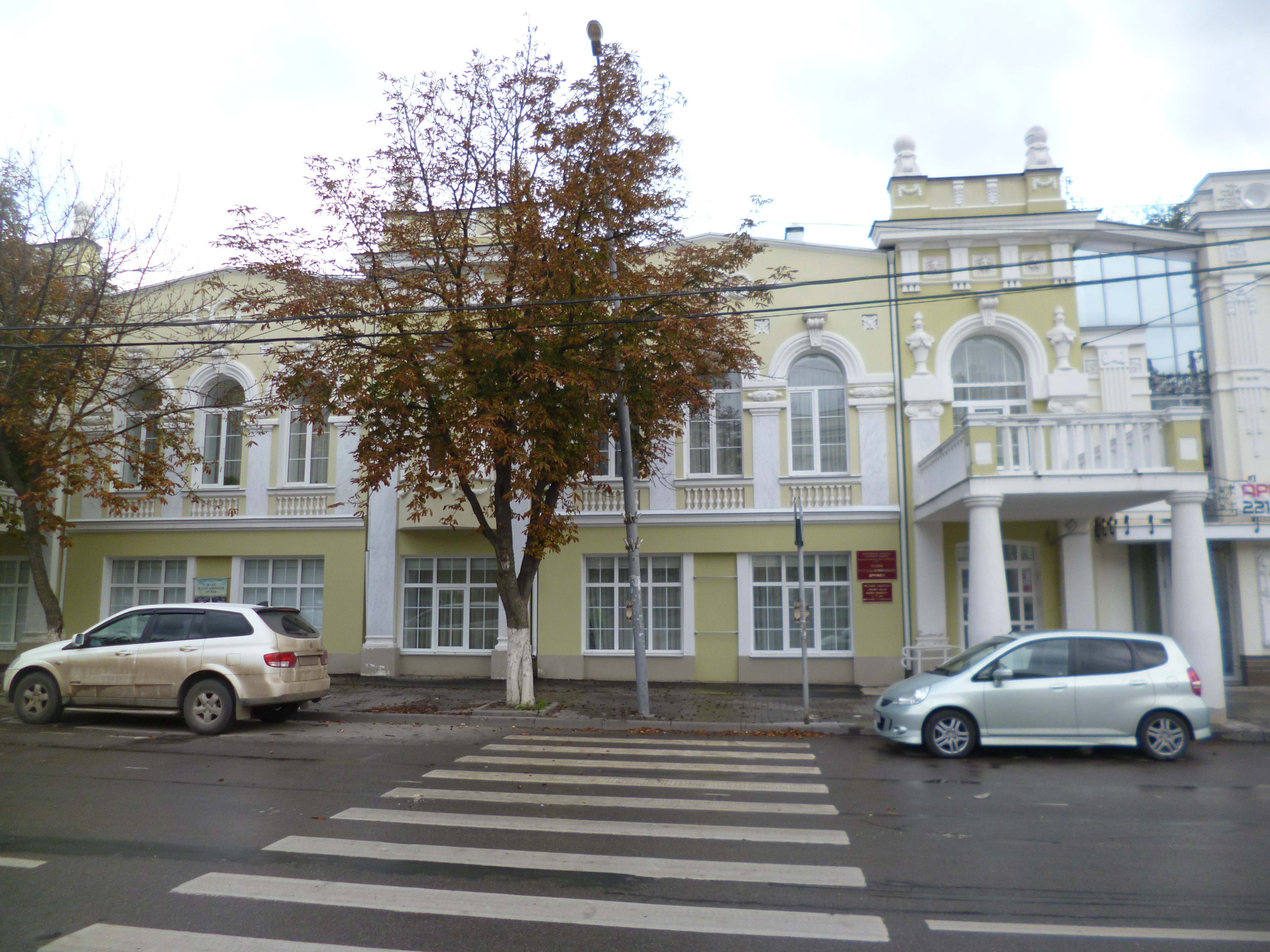
Музей русско-армянской дружбы

Уникальными коллекциями по истории города Ростова-на-Дону и Донского края располагает Ростовский областной музей краеведения. В залах музея представлены постоянно действующие экспозиции:
- «Археология от каменного до железного веков»,
- «История Донского казачества»,
- «Круг народов Дона»,
- «Музей южного провинциального города. Ростов-город Купец»,
- «Эволюция Донской природы»,
- «Провинциальные города Юга России: Таганрог, Азов, Шахты, Новочеркасск, Красный Сулин».

В «Золотой комнате» музея хранятся богатые коллекции изделий древних кочевых народов. Значительное место в деятельности РОМКа занимают тематические и юбилейные выставки, это: экспозиции, посвящённые Дню Победы, юбилеям города Ростова-на-Дону, 250-летию со дня рождения М. И. Платова, 100-летию со дня рождения М. А. Шолохова; юбилеям известных донских художников. В рамках мероприятий празднования Дня города Ростова-на-Дону музей демонстрирует выставки по истории установления дружбы и партнёрства с городами-побратимами. Сотрудники музея являются авторами многочисленных сборников, буклетов, статей по проблемам современного музееведения и донской истории.
В городе также функционирует областной музей изобразительных искусств (РОМИИ), расположенный в историческом центре, на одной из красивейших улиц города — Пушкинской. Старинный особняк за ажурной оградой был построен в 1898 году известным ростовским архитектором Н. А. Дорошенко и до революции принадлежал юристу Управления Владикавказской железной дороги А. А. Петрову. В коллекции музея в настоящее время насчитывает более 6 тыс. произведений.
Постоянно действующие выставки:
- «Русская иконопись XVI—XIX века»,

«Русская живопись XVII — начала XX века»,
- «Отечественная живопись XX века»,
- «Западноевропейская живопись XVII—XIX века».

В залах музея экспонируются, наряду с древнерусскими иконами, полотна известных русских живописцев: В. А. Тропинина, В. Д. Орловского, И. К. Айвазовского, И. Е. Репина, В. И. Сурикова, И. И. Левитана, А. К. Саврасова, И. И. Шишкина. Собрание отечественного искусства представлено полотнами И. Э. Грабаря, А. А. Рылова, В. Н. Бакшеева, М. С. Сарьяна и современных известных художников Донского края.
Действующие музеи:
- краеведческий музей;
- Ростовский областной музей изобразительных искусств;
- Музей современного изобразительного искусства на Дмитровской;
- Центр современного искусства «Табачная фабрика»;
- Ростовский музей железнодорожной техники;
- Донской военно-исторический музей;
- Музей истории города[179];
- Мультимедийный парк «Россия — моя история»;
- Ростовский музей истории правоохранительных органов (в здании ГУ МВД);
- музей истории пивоварения юга России[180] (на территории завода «Балтика-Юг»);
- Ростовский музей космонавтики;
- Музей русско-армянской дружбы.

### Зоопарки, дельфинарии, цирки и прочее

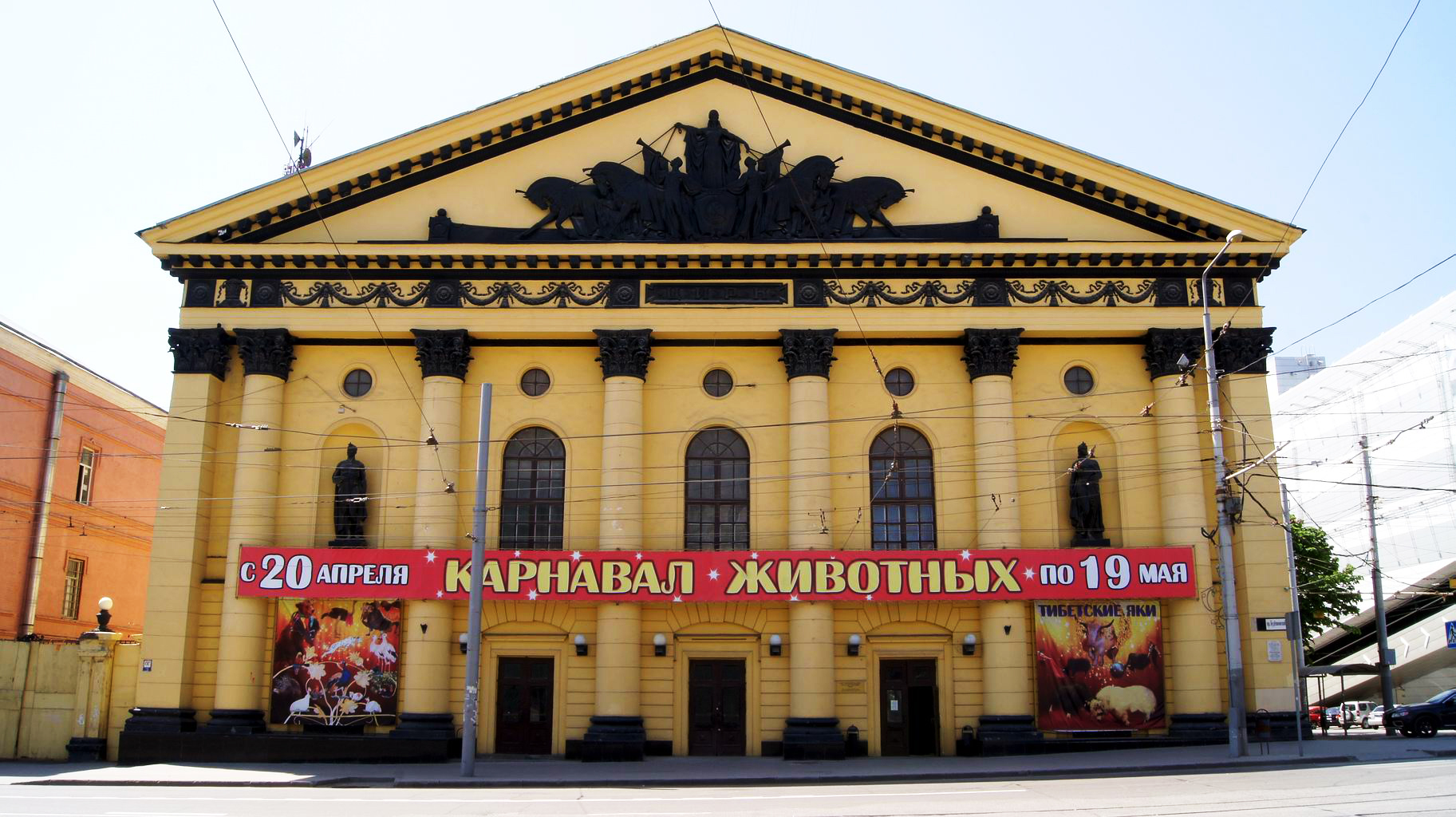
Ростовский государственный цирк

Ростовский зоопарк основан в 1927 году, располагается в самом центре города, такое месторасположение позволяет жителям города с лёгкостью добираться из любого района города. В зоопарке находится самая полная в России коллекция человекообразных обезьян, включающая белоруких гиббонов, шимпанзе и орангутанов. Здесь можно увидеть уникальных эндемиков России — амурского тигра, дальневосточного леопарда, находящегося под угрозой вымирания белого медведя. Большое внимание здесь уделяется и животным Юга России. Ростовский зоопарк — единственный в мире держатель безоарового козла кавказского подвида.
Зоопарк занимает одно из первых мест в Европе по разведению орланов-белохвостов и чёрных грифов, а также является одним из крупнейших зоопарков в России и занимает площадь около 98,2 гектара. Особенностью зоопарка является прекрасная парковая зона. Ростовский зоопарк является участников 38 международных программ по сохранению исчезающих видов. Ежегодно зоопарк посещают свыше 600 тыс. человек.
В коллекции зоопарка находится приблизительно 5,5 тыс. животных, представлены свыше 400 видов, в том числе 156 видов млекопитающих, 122 вида птиц, 80 видов рыб, 39 видов рептилий.
Первый в Ростове-на-Дону зимний цирк появился 1 августа в 1957 году на Будённовском проспекте. Первый же сезон представлений собирал полные залы (цирк рассчитан на 1490 мест), на гастролях в ростовском цирке был знаменитый Эмиль Теодорович Кио, выступавший три месяца подряд. С ним в выступлениях приняли участие артисты и других жанров. Потом цирк Ростова-на-Дону принимал не менее известного Юрия Дурова, который покорил зрителей чудесами своей дрессуры. Позднее на арене цирка выступали такие известные артисты как дрессировщица Маргарита Назарова со своими питомцами, известными по фильму «Полосатый рейс», любимец публики клоун Карандаш, Олег Попов, братья Запашные, Юрий Никулин и многие другие. Ростовский цирк стал для многих настоящим домом, здесь выступали самые известные артисты, иногда здесь проходили их самые первые выступления. В настоящий момент Ростовский-на-Дону цирк продолжает радовать публику новыми программами, регулярно в город приезжают с гастролями, как российские, так и зарубежные артисты.
Действовавшие на 2013 год:
- Ростовский зоопарк,
- Трогательный зоопарк,
- контактный зоопарк,
- Ростовский дельфинарий,
- Ростовский государственный цирк,
- Аквапарк Н2О,
- открытый аквапарк «ДонПарк» на Солёном озере.

### Музыка

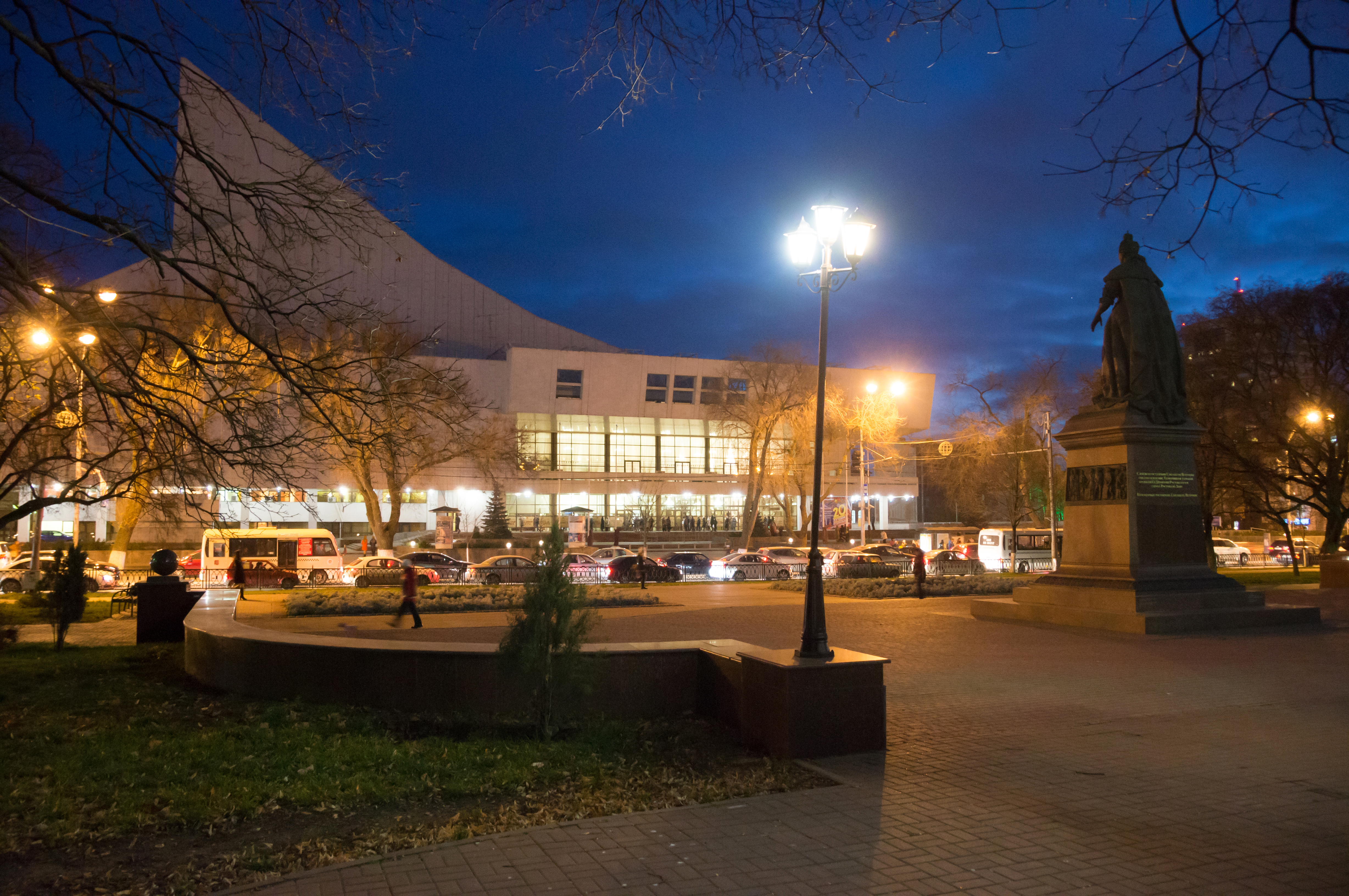
Ростовский музыкальный театр

В городе действует Ростовская государственная филармония.
Ростов-на-Дону — один из крупнейших джазовых центров страны. Именно здесь сильна база эстрадно-джазового образования, которую ещё в начале 1980-х заложил первый в стране «профессор джаза» Ким Назаретов, открывший при Ростовской консерватории кафедру эстрадно-джазовой музыки.
С 1936 года в Ростове-на-Дону функционирует Государственный академический ордена Дружбы народов ансамбль песни и пляски донских казаков. Репертуар ансамбля насчитывает свыше 500 песен, включает в себя танцевальные номера, входящие в золотой фонд России. Гастрольная биография коллектива обширна, и это не только города России, но и многие зарубежные страны. Ансамбль песни и пляски донских казаков — визитная карточка южного края.

#### Оркестры
- Ростовский академический симфонический оркестр;
- Государственный концертный оркестр духовых инструментов им. В. Н. Еждика;
- Муниципальный джаз-оркестр Кима Назаретова;
- Оркестр русских народных инструментов «Дон» (дирижёр Крикор Хурдаян);
- Оркестр русских народных инструментов «Сказ» (дирижёр Галина Шишкина).

#### Фестивали, биеннале
- Южно-Российская биеннале современного искусства;
- Международный фестиваль «Аккордеон Плюс»;
- Фестивали джазовой музыки «Джаз по-Ростовски» и «Ростовский джаз приглашает».
- Фестиваль народов Дона

### Выставочные залы, галереи
Выставочные залы Союза художников России ежегодно экспонируют более 20 выставок известных ростовских и донских художников-живописцев, мастеров декоративно-прикладного искусства. А также есть центр детского художественного творчества — детская художественная галерея. В её залах экспонируются работы юных художников, студентов РХУ им. М. Б. Грекова; проводятся традиционные выставки «Краски Ростова», «Будни и праздники многонационального Дона глазами детей», персональные юбилейные выставки ростовских художников, выставки, посвящённые городам-побратимам.
В 2009 году завершена реконструкция здания ДХГ, что позволило расширить экспозиционные и служебные помещения и активизировать выставочную, собирательскую и развивающую деятельность.
На сегодняшний[какой?] день в городе имеются такие галереи:
- галерея «Вата»,
- М-галерея,
- 16thLINE art-gallery,
- галерея NNN,
- галерея детского художественного творчества.

Одной из достопримечательностей Ростова-на-Дону являются мозаичные панно, созданные в конце 1970-х — начале 1980-х годов в подземных переходах:
- Московская улица/Будённовский проспект;
- Большая Садовая улица/Будённовский проспект;
- Большая Садовая улица/Ворошиловский проспект;
- Большая Садовая улица/Кировский проспект;
- Большая Садовая улица/Университетский переулок;
- Большая Садовая улица/Нахичеванский переулок.

## Места отдыха
В городе имеются:
- Ростовский цирк,
- зоопарк,
- ботанический сад[182],
- аквапарки «Осьминожек» и «H2O»,

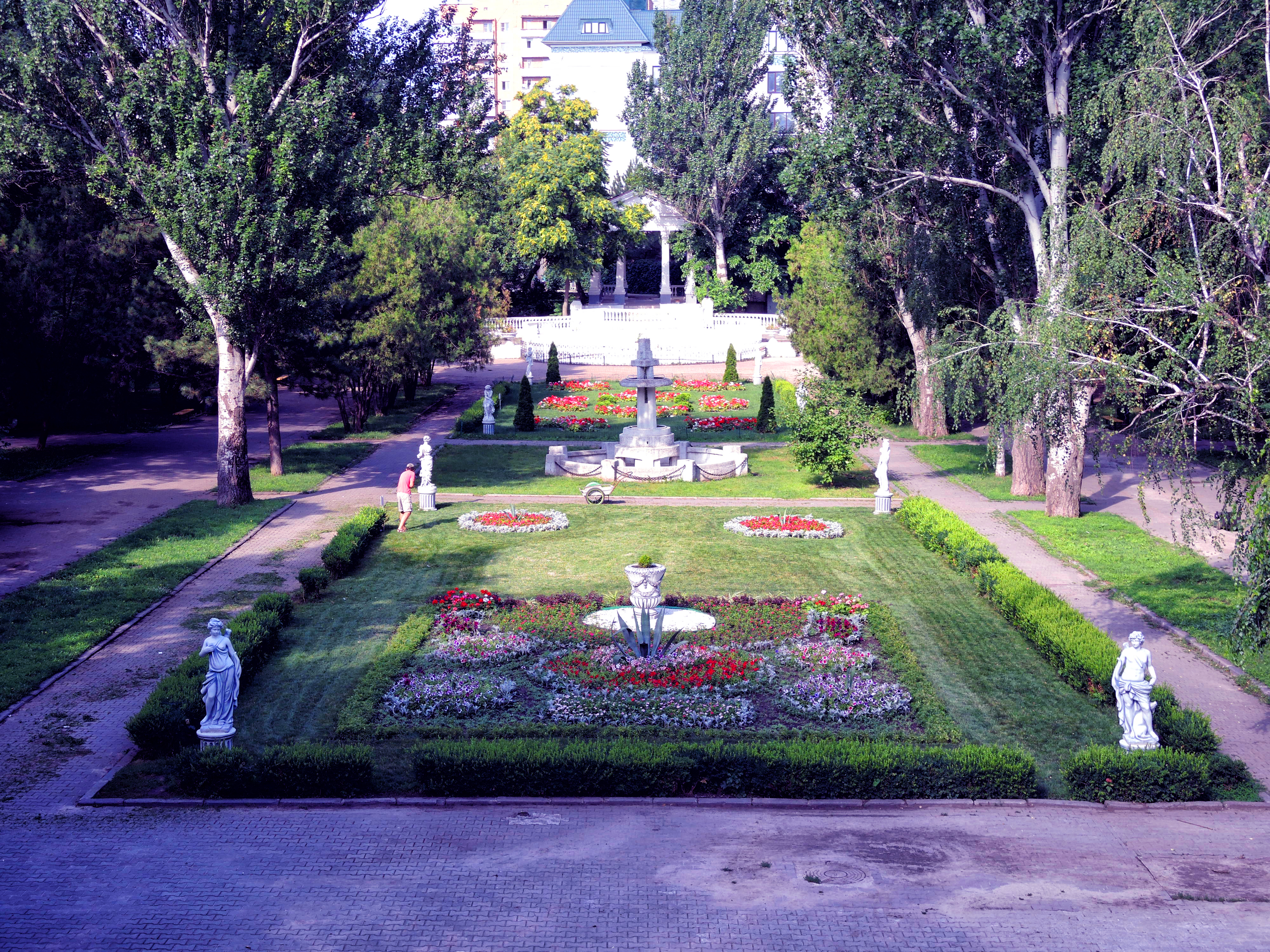
Парк Горького

- Ростовский дельфинарий (открылся в 2009 г.)

Любимыми местами отдыха ростовчан являются левый берег Дона (известный также как Левбердон), где расположены песчаные пляжи, многочисленные базы отдыха, кафе и рестораны, а также Зелёный остров на Дону и Кумженская роща. Шесть из них — муниципальные парки культуры и отдыха.
На базе парков «Плевен» и «Октябрьской революции», им. Горького созданы современные аттракционные комплексы. Оставаясь наиболее доступной частью культурно-досугового пространства для всех категорий ростовчан, парки продолжают оставаться востребованными.
В парке «Дружба» на бульваре Комарова установлено 14 колонн, рядом с которыми смонтированы площадки-медальоны городов-побратимов из Шотландии, Германии, Франции, Болгарии, Финляндии и Кореи.
Парки:
- Городская набережная (арх. Я. А. Ребайн),
- парк Левобережный,
- парк культуры и отдыха имени 1 Мая,
- парк культуры и отдыха имени Максима Горького,
- парк культуры и отдыха имени Николая Островского (на его территории расположены футбольный комплекс со стадионом «Олимп-2», Ростовская детская железная дорога, плавательный бассейн «Коралл», автодром, церковь святителя Пантелеймона);
- студенческий парк при ДГТУ,
- детский парк имени Вити Черевичкина,
- парк культуры и отдыха имени Октября,
- парк «Дружба» (бульвар Комарова),
- парк культуры и отдыха Дружба (улица Капустина, пляж Северного водохранилища),
- парк имени Корнея Чуковского (Ашхабадский переулок),
- парк «Сказка» («Солнечный город»),
- парк культуры и отдыха имени Октябрьской Революции[185],
- парк культуры и отдыха имени города Плевен,
- парк имени Собино,
- парк Авиаторов (проспект Шолохова),
- парк Строителей,
- парк Аллея Роз,
- Пионерский парк (Профсоюзная улица),
- Комсомольский парк (сквер),
- сквер имени Фрунзе,
- Покровский сквер.

### Набережная реки Дон
Городская набережная, названная именем одного из русских флотоводцев Фёдора Ушакова — одна из самых известных достопримечательностей города. Длина набережной около 2 километров. На ней расположены: Речной вокзал, памятники Горькому, Шолохову, Ушакову, Темерницкой таможне и другие.

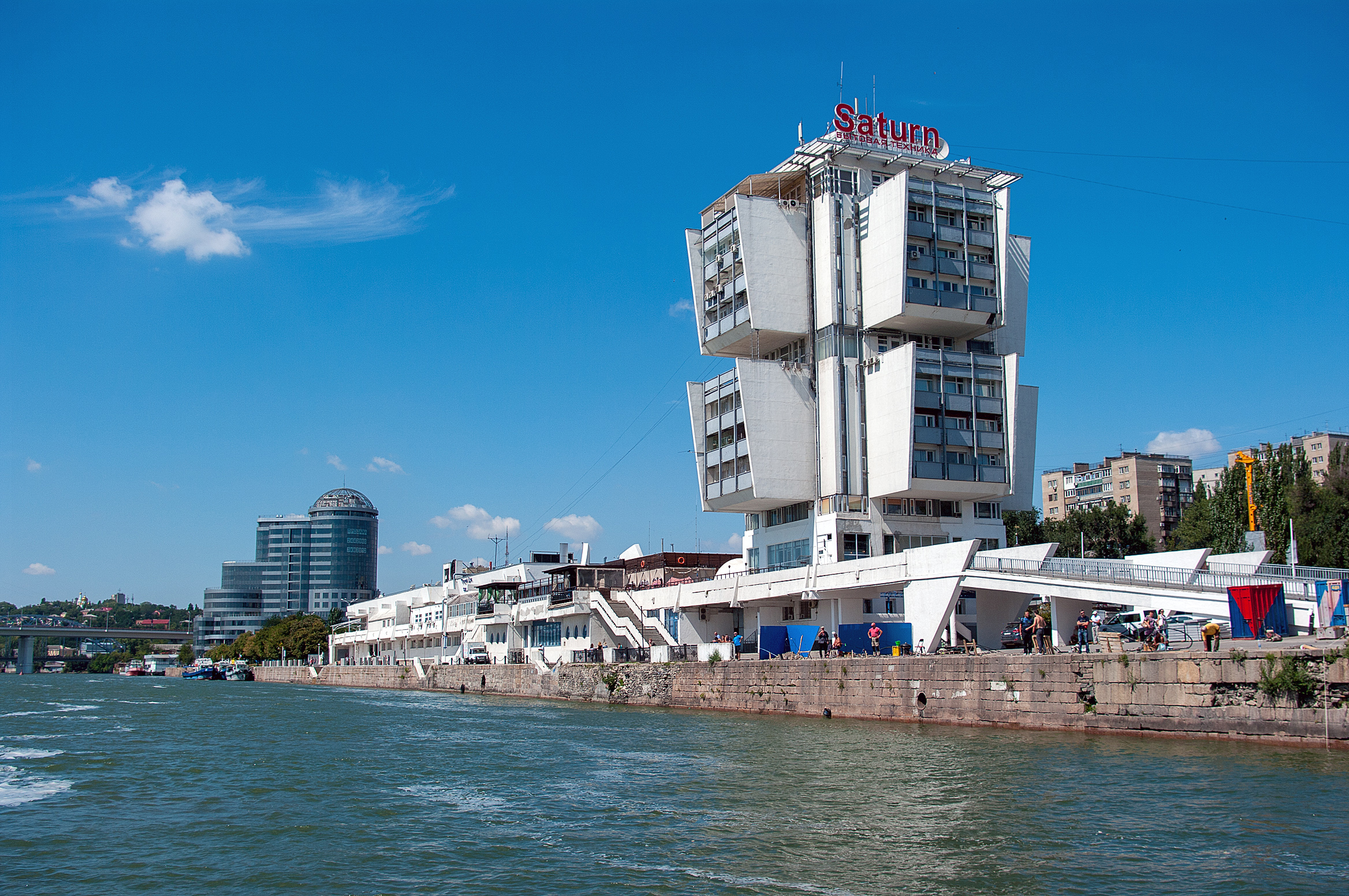
Речной вокзал
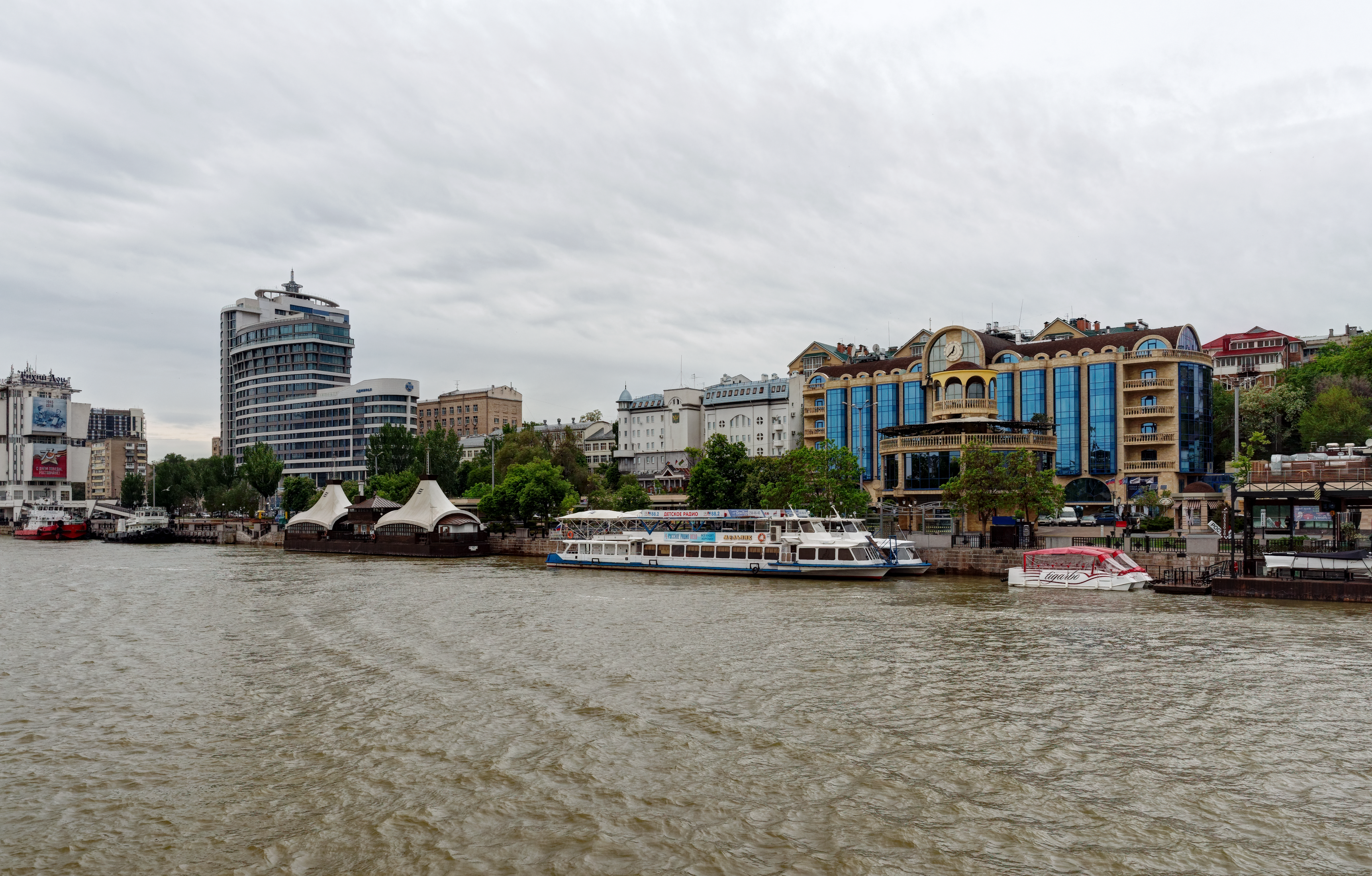
Общий вид
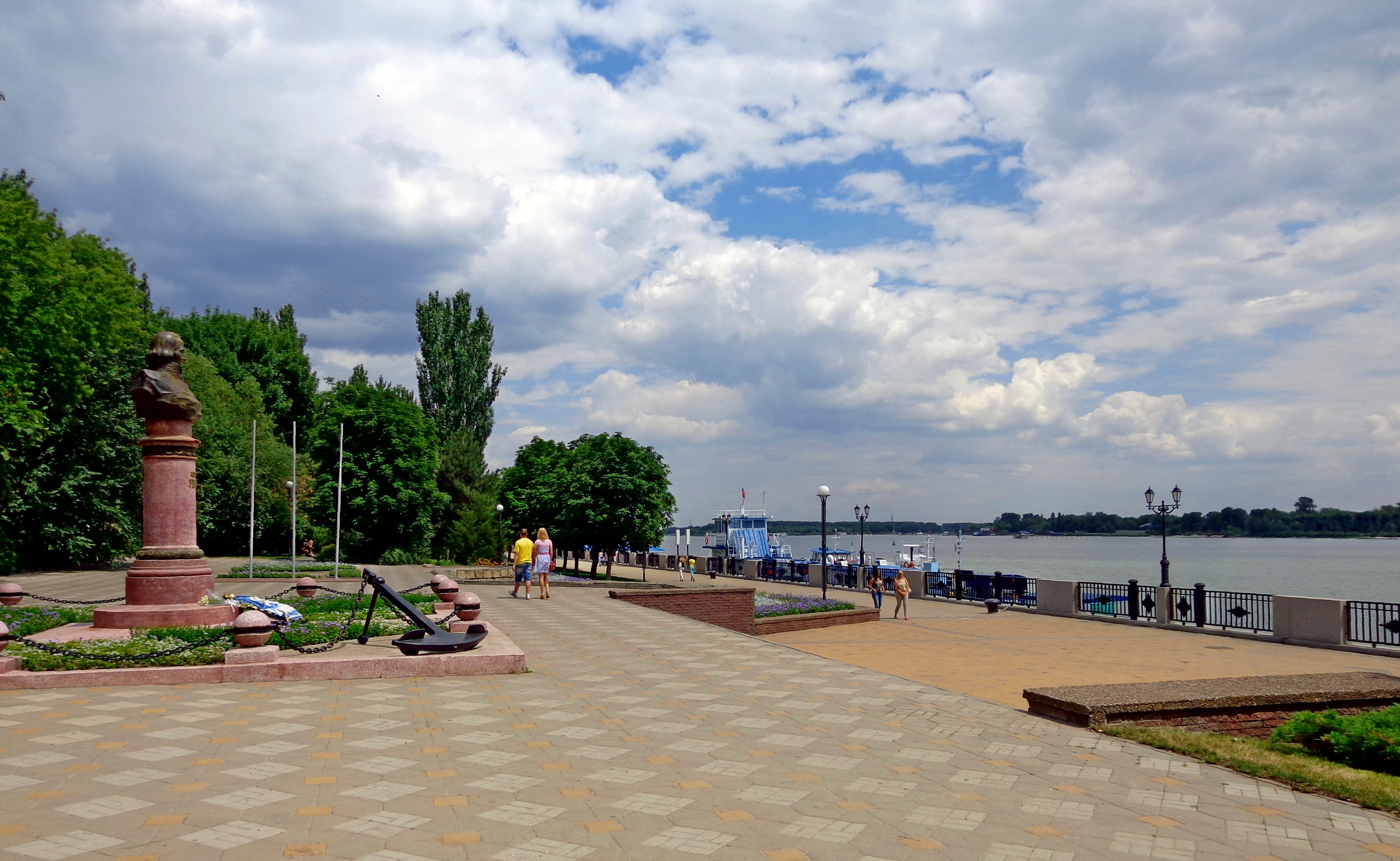
Набережная у памятника Ушакову

### Фонтаны
Первый фонтан города появился в 1868 году в центральном городском саду (ныне парк Горького) на главной аллее сада. Там же до революции возникают сразу два фонтана — «Рог изобилия» и «Маяк» (ныне не действуют). Вскоре создаётся ещё один фонтан — «Голубое Озеро» по проекту скульптора Я. З. Вейде на месте плескательного бассейна (ныне Первомайский парк), после там же появилась ротонда. В 1915 году был создан ещё один фонтан по проекту Я. З. Вейде — «Львы», возле конторы Госбанка.
В советское время появился скульптурный светомузыкальный фонтан «Атланты» на «Театральной площади» самый знаменитый и крупнейший в Ростове. Он создан в 1936 году скульптором Евгением Вучетичем. Композиция представляет собой группу атлантов, держащих над головами чашу и окружённых фигурами лягушек и черепах. В 1980-х годах и в период 2002—2008 годов он был светомузыкальным. Всего в городе около 40 фонтанов.

### Кинотеатры
Действующие:
- «Большой» на Красноармейской улице (ТЦ «Вавилон») (11 залов).
- «Киномакс-Дон» (8 залов общей вместимостью 1230 мест), 3D-кинозал.
- «Киномакс-Плаза» (бывший кинотеатр «Плевен», 5 залов), возможен просмотр фильмов в формате 3D.
- «Чарли Западный» (бывший кинотеатр «Сокол», 3 зала общей вместимостью 672 человека), 3D-кинозалы.
- «Чарли Северный» (4 зала по 180 мест), 3D-кинозал.
- «Дом кино» (зал на 154 места).
- «Синема Стар» (ТРЦ «Рио», 6 залов).
- Автокинотеатр «ЦейтНот» (на 100 автомобилей).
- Кинозал Донской государственной публичной библиотеки.
- Передвижной кинозал «Честер-паб».
- Горизонт Cinema & Emotion (13 залов вместимостью 1580 мест). Имеются 3D-кинозалы. Улучшенная система звука Dolby Atmos[186].
- Кинотеатр «Кинополис» ТРК «Орбита» (5 залов)
- Кинотеатр «Кинополис» ТРК «Парк» (9 залов)
- Кинотеатр «Феникс» (бывший кинотеатр «Люксор»)
- Кинотеатр «Киномакс IMAX» ТРЦ «МегаМаг»

Строительство/реконструкция:
- Многозальный кинокомплекс на бульваре Комарова.
- «Юбилейный» (зал на 800 мест), закрыт на реконструкцию с 2007 года. Предусматривалось создание двухзального кинотеатра в 2010 году.
- «Киномакс-Победа», закрыт на реконструкцию.

Закрытые:
- «Россия» (зал на 540 мест), снесён в 2016 году.
- «Буревестник» (закрыт в 2008 году, ныне общественная приёмная Полномочного представителя президента РФ в ЮФО).
- «Киномакс-Победа» (бывший кинотеатр «Победа», зал на 800 мест).
- «Ростов» (закрыт в 2016 году, зал на 630 мест).
- «Люксор» (закрыт в 2019, 9 залов общей вместимостью 1227 мест), 3D-кинозал.

### Гостиницы

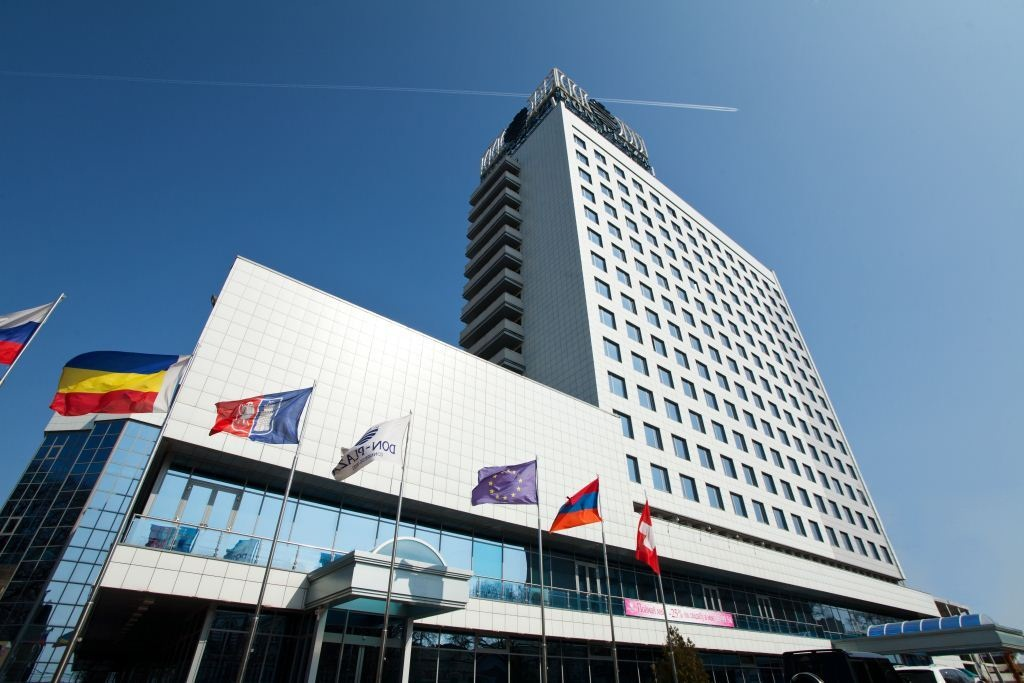
Don-Plaza

В Ростове-на-Дону в настоящее время действует свыше 60 гостиниц, крупнейшие из них:
- «Hyatt Regency» (5 звёзд)
- «Radisson Blu, Rostov-on-Don» (5 звёзд)
- «Mercure» (4 звезды)
- «Don-Plaza» (4 звезды)
- «Европа» (4 звезды)
- «Маринс Парк Отель» (3 звезды)
- «Конгресс отель АМАКС» (3 звезды)

## Объекты культурного наследия
В Ростове-на-Дону по состоянию на 2024 год насчитывается более 1000 объектов культурного наследия, в том числе: 483 здания - памятника архитектуры, 67 памятников археологии, 125 памятников монументального искусства и воинской славы, 408 мемориальных досок. Наибольшее количество архитектурных памятников расположено на центральных улицах города: Большой Садовой, Шаумяна, Пушкинской, Соборном  и Газетном переулках.

### Памятники архитектуры
- Здание городской думы.
- Здание Государственного банка
- Дом А. И. Солженицына.
- Торговый дом Г. Г. Пустовойтова.
- Особняк Парамонова.
- Парамоновские склады.
- Ворошиловский мост.
- Церковь Сурб Хач.

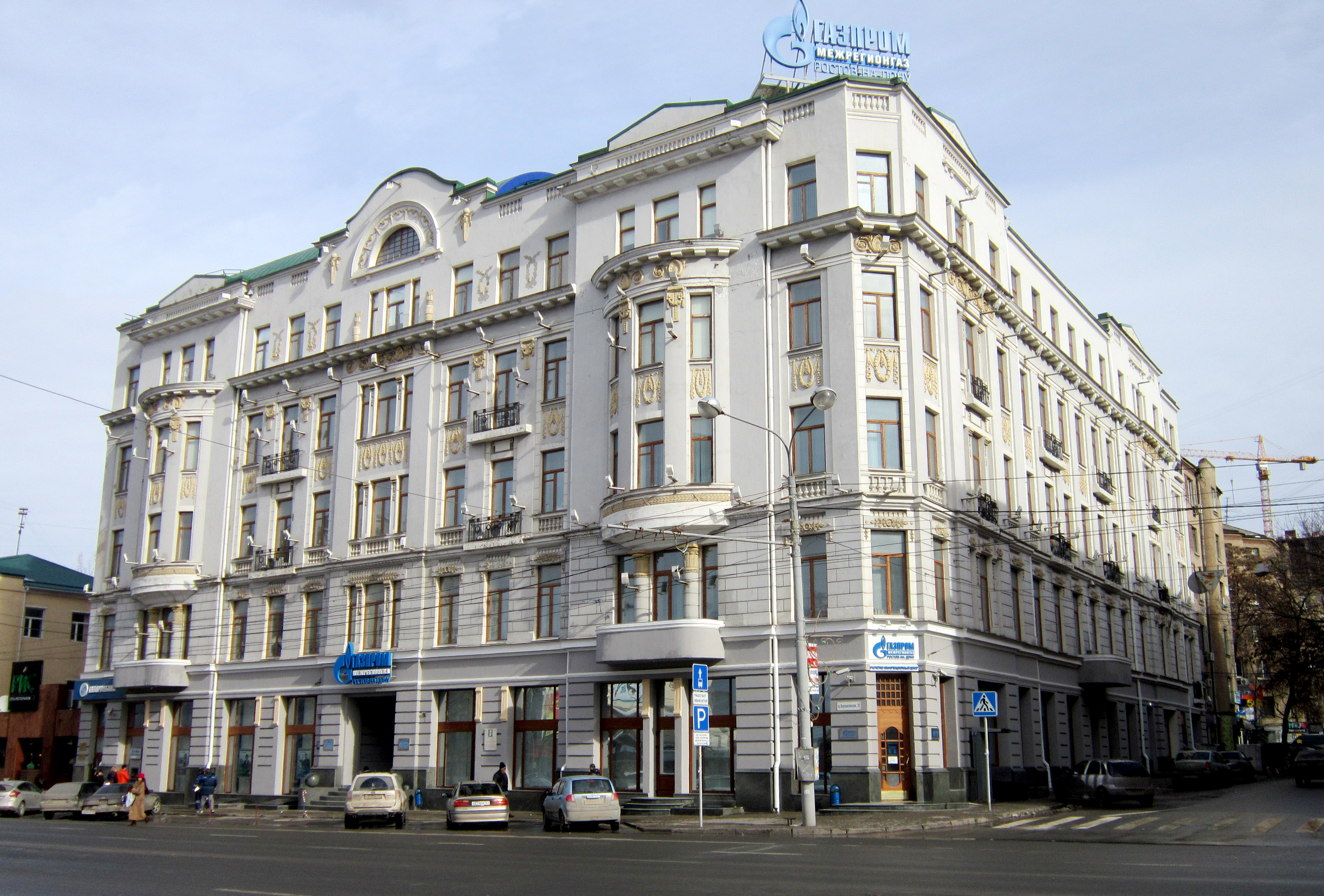
Доходный дом М. В. Ширмана

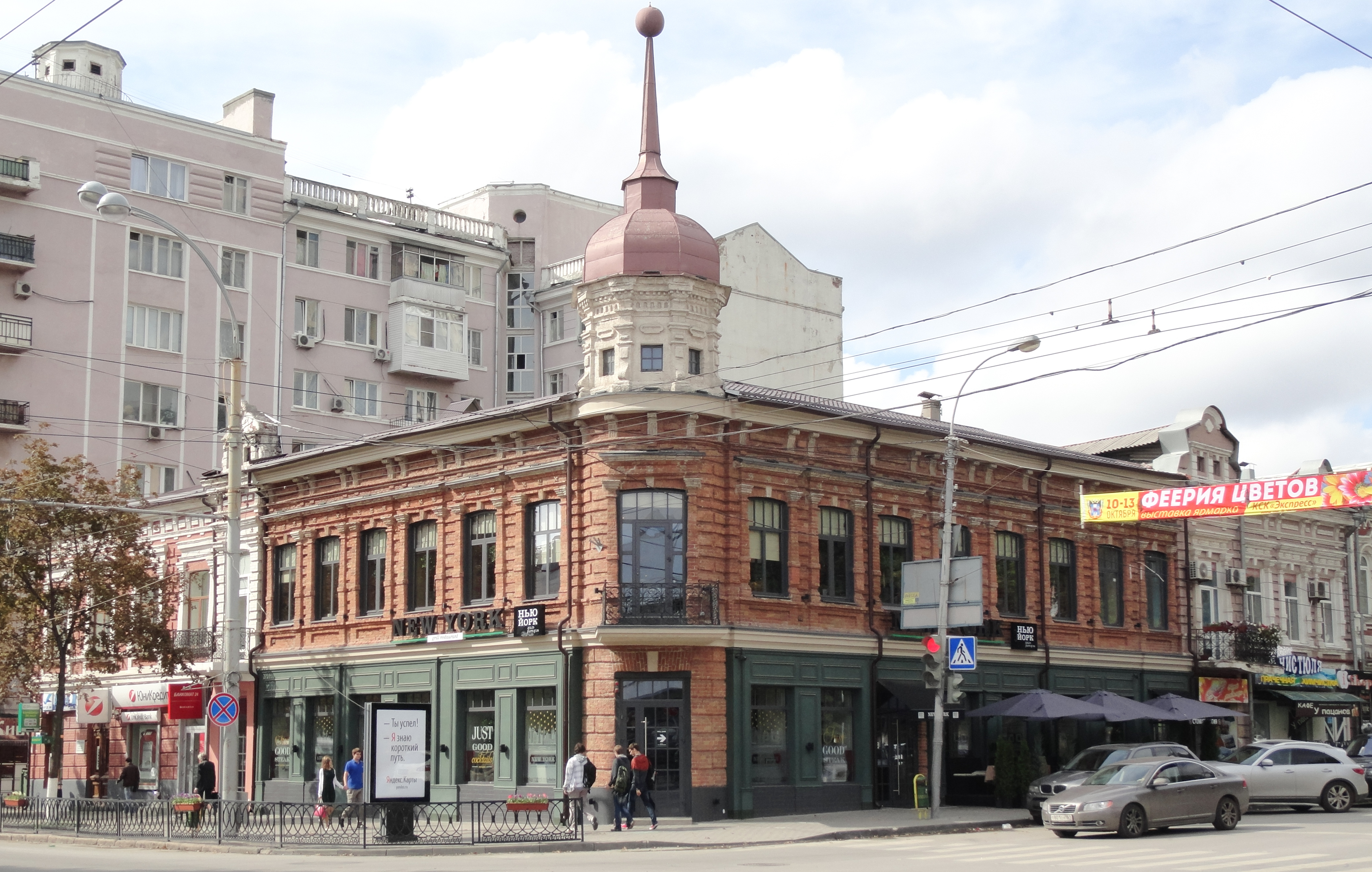
Доходный дом Масалитиной

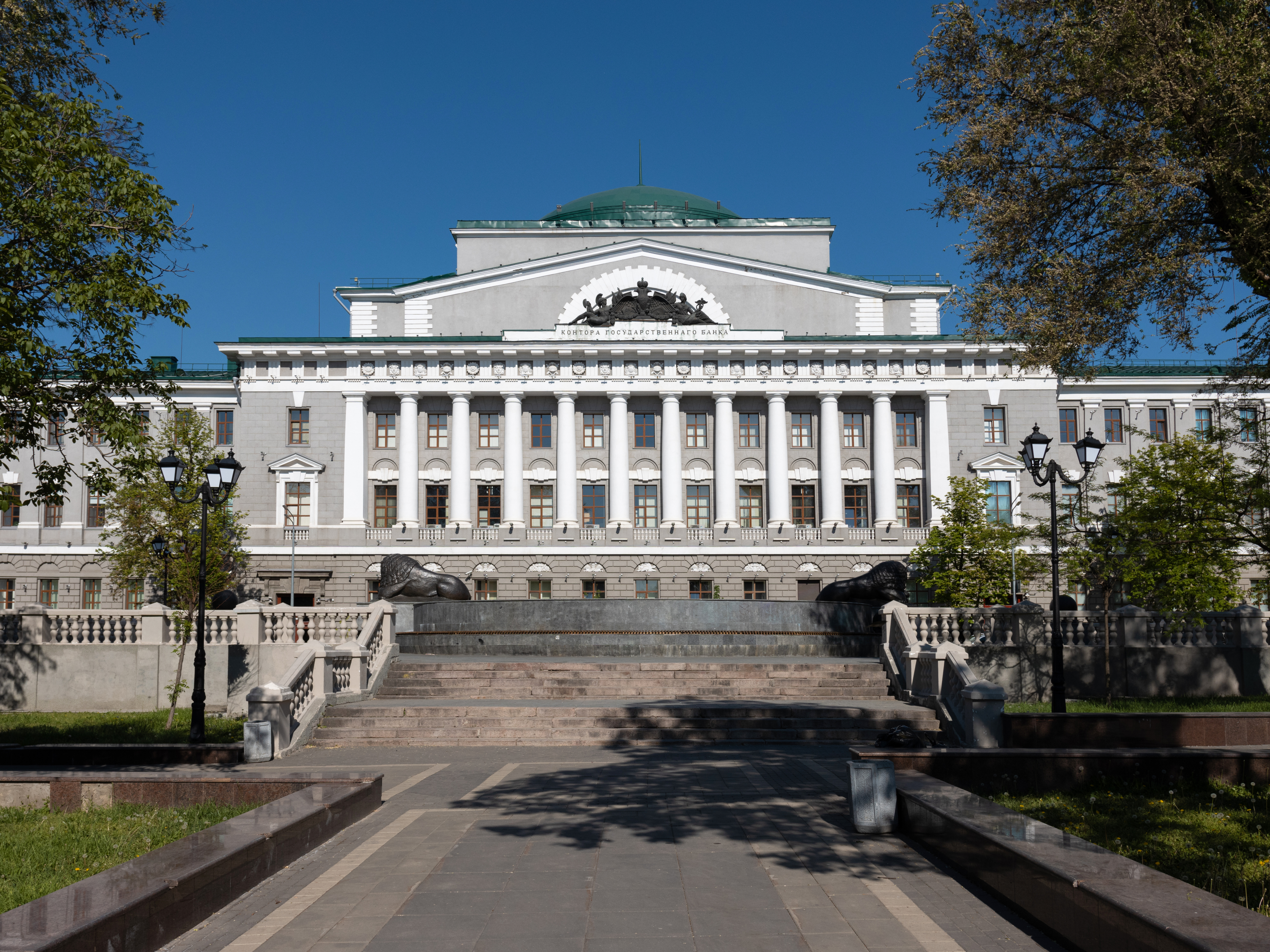
Здание Государственного банка

- Ростовский Кафедральный собор Рождества Пресвятой Богородицы.
- Ростовский академический театр драмы им. М. Горького.
- Ростовский областной музей краеведения.
- Ростовский государственный цирк.
- Железнодорожный мост через реку Дон.
- Фонтан на Театральной площади.
- Часовой завод.
- Частное мужское реальное училище С. Я. Ягубьянца.
- Доходный дом Пивоваровой.
- Доходный дом Кистова.
- Доходный дом С.Н. Мнацаканова.

Особняк был построен в период 1911—1915 г. По данным справочных изданий об оценке недвижимых имущество, в 1911—1915 гг. зданием владела Серпуга Никохосьяновна Мнацаканова. Согласно справочному изданию «Весь Ростов и Нахичевань-на-Дону на 1914 год», в здании размещалась техническая контора Нессара. В настоящее время дом состоит из торговых помещений, расположенных на первом этаже и жилых, располагающихся на втором и третьем этажах.
- Дом Максимова.

Одна из первых каменных построек в Ростове. Здесь заседала городская дума и работал легендарный градоначальник Андрей Байков. Здесь же располагались торговые лавки, в одной из которых работал Павел Чехов, отец писателя А. П. Чехова.
- Дом Врангеля.

В конце XIX века в этом доме, построенном ростовским архитектором Николаем Дорошенко, поселилась семья барона Врангеля. Здесь же прошли детские и юношеские годы Петра Врангеля, одного из выдающихся деятелей Белого движения.
- Дом Черновой.

Особняк актрисы М. Н. Черновой был построен в 1899 году на углу Большой Садовой улицы и Никольского переулка (ныне пер. Халтуринский) по проекту архитектора Н. А. Дорошенко. Это красивейшее здание Ростова известно как Дом с кариатидами.
- Доходный дом Степана Акимова.

Памятник архитектуры дореволюционной постройки.
- Доходный дом Мыльцына.

Памятник гражданской архитектуры XIX века. Является градоформирующим центром исторической части Ростова и образцом застройки того времени. На здании была табличка о том, что оно является охраняемым памятником архитектуры.
- Доходный дом Квитко.

Памятник гражданской архитектуры начала XX века, дом в стиле модерн. В оформлении использованы композиционные приёмы и декор, характерные для неоклассического направления стиля модерн — гигантские лопатки, объединяющие второй, третий и четвёртый этажи; геометрический орнамент над окнами второго и третьего этажа; кованные ажурные решётки балконов со стилизованным растительным орнаментом; аттик над тремя сближенными оконными проёмами.
- Доходный дом Бострикиных.

Здание построено предположительно в 1913 году по Пушкинской ул. Его первыми владельцами были Иван и Анна Бострикины. В 1920 году дом был национализирован и перешёл в ведение муниципального фонда.
- Водолечебница Рындзюна.

В 1910 году известный ростовский врач И. Г. Рындзюн создал здесь водолечебницу — первый аналог европейских спа-клиник на юге России. В числе других процедуры здесь принимал А. П. Чехов. Здание полуразрушено, его хотели снести, отстоять дом удалось благодаря общественности.
- Особняк Трунова.

Достопримечательность по Темерницкой улице, 13.
- Доходный дом Ляхмаер

Памятник культурного наследия регионального значения, построенный в XIX веке.
- Доходный дом Л. Н. Кремера.
- Особняк П. И. Крамера.

Особняк Крамера П. И., председателя правления торгово-промышленного общества взаимного кредита. Он был любителем и собирателем живописи, входил в совет художественных классов при обществе изящных искусств. Здание построено в 1900-е годы в стиле неоклассицизм. На фасаде — дугообразный эркер, два балкона, подоконные балясины.
- Доходный дом Бахчисарайцева.

Здание было построено в стиле модерн в начале XX века. Хозяин дома — Бахчисарайцев, Григорий Христофорович, гласный ростовской городской думы, почётный мировой судья ростовского судебно-мирового округа, был известным в городе любителем-садоводом. В настоящее время здание внесено в реестр памятников архитектуры.
- Доходный дом Масалитиной.

Дом Масалитиной построен в духе эклектики, в его архитектуре и оформлении сочетаются элементы барокко и классицизма. Построено в 1890 году по проекту архитектора Г. Н. Васильева. В начале XX века дом принадлежал купчихе П. К. Масалитиной. В настоящее время здание занимает ресторан «Нью-Йорк». Дом Масалитиной имеет статус объекта культурного наследия регионального значения.

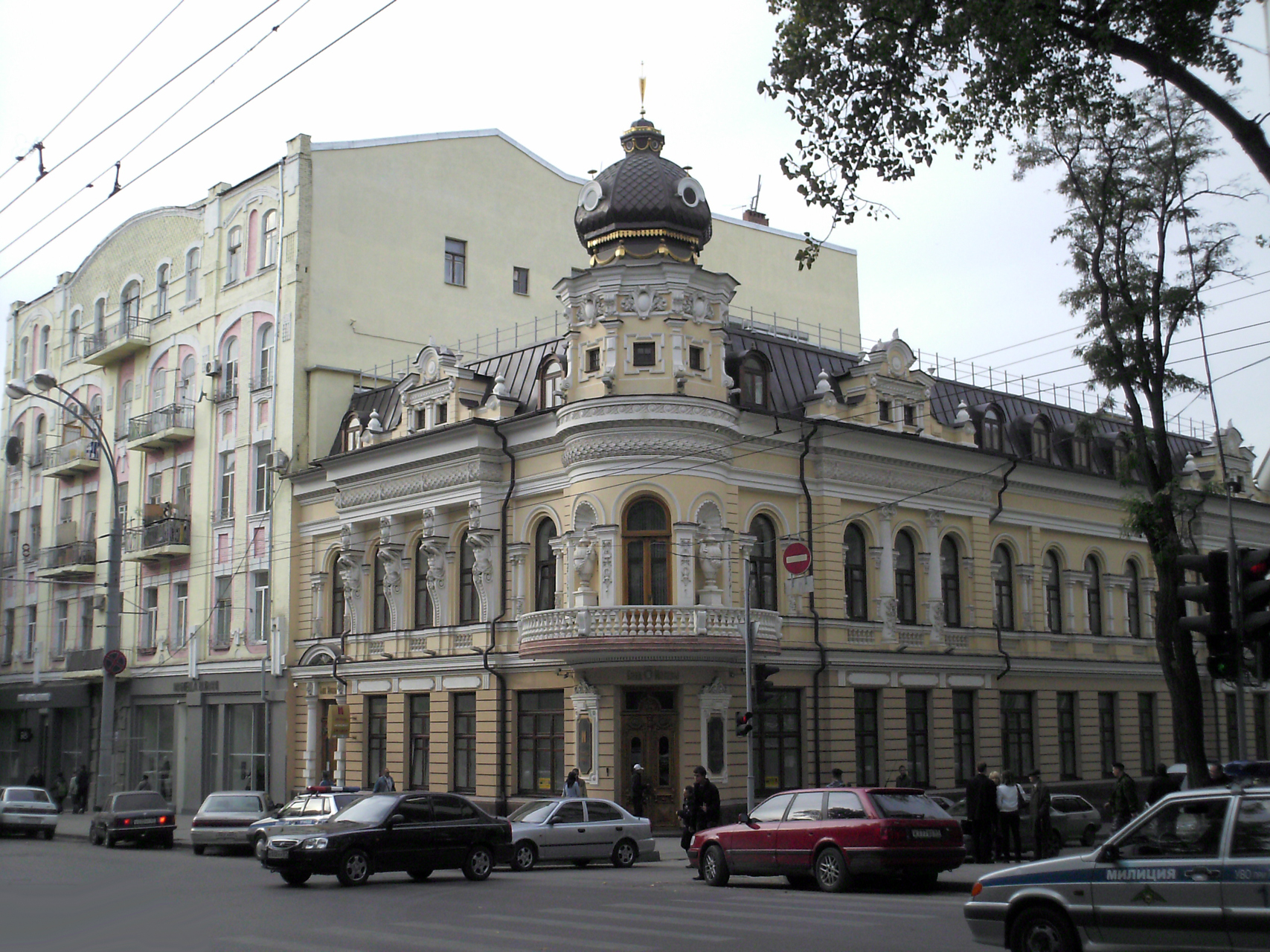
Дом Черновой
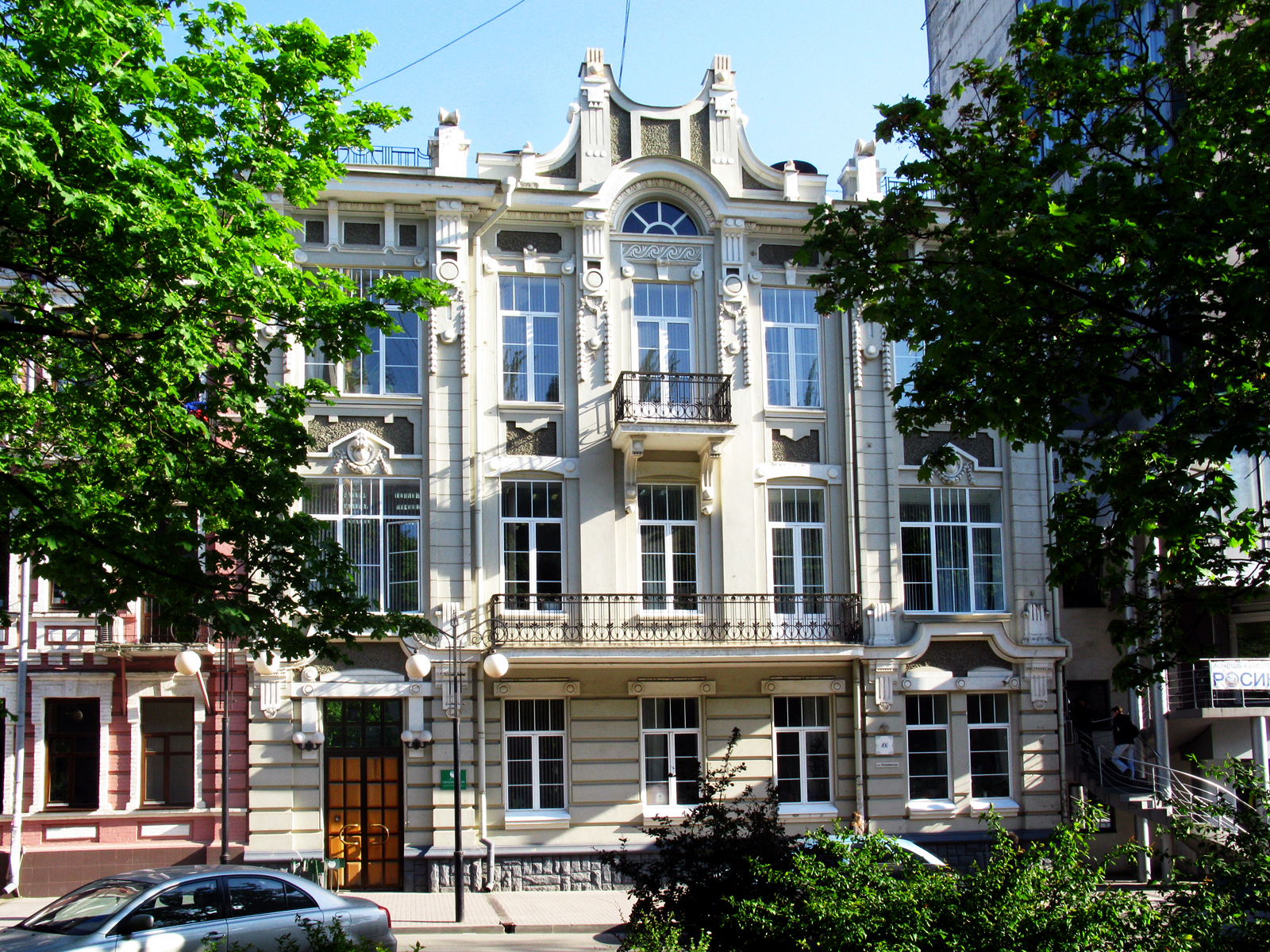
Доходный дом Бострикиных
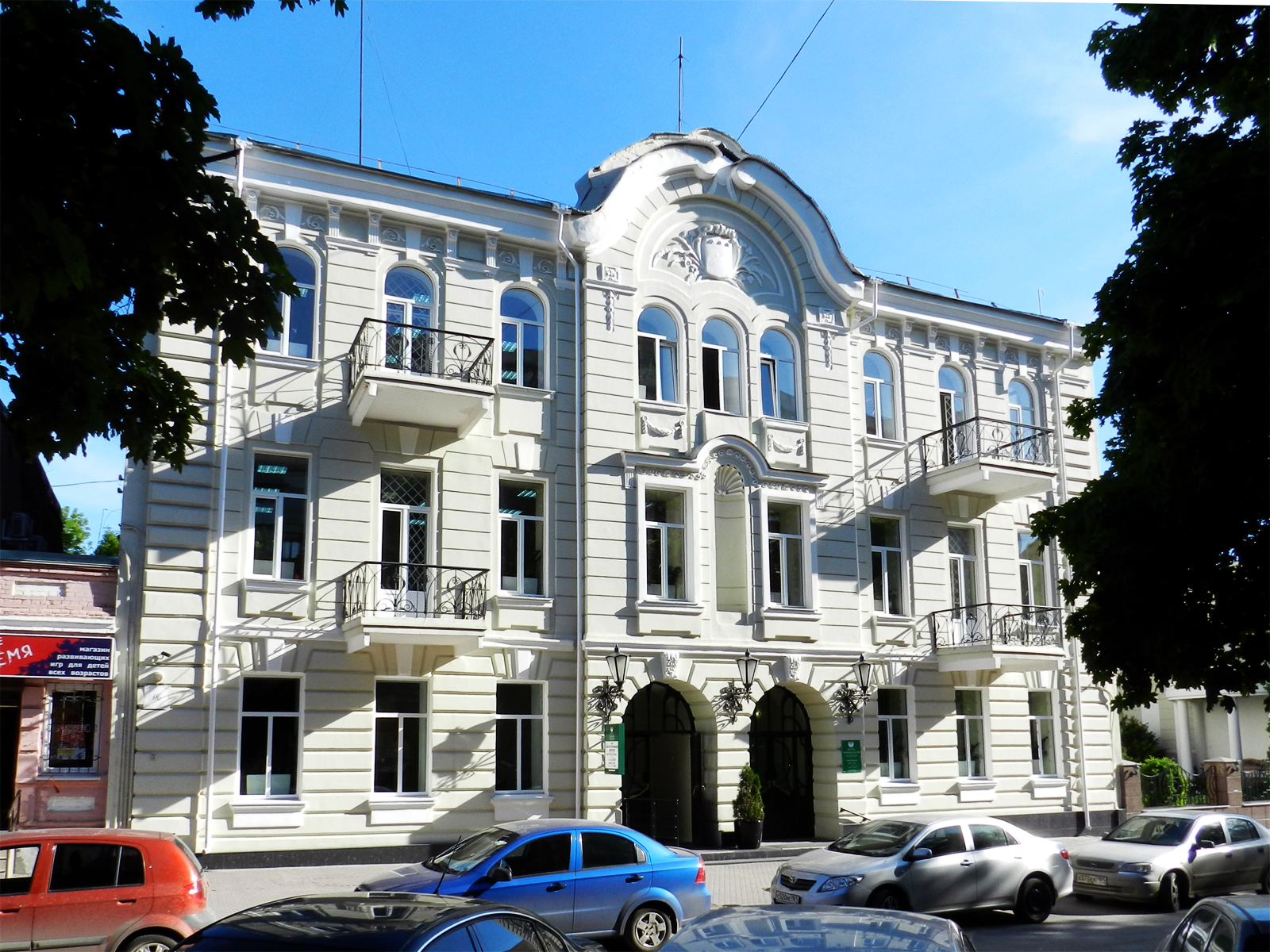
Доходный дом Л. Н. Кремер, 1900 год
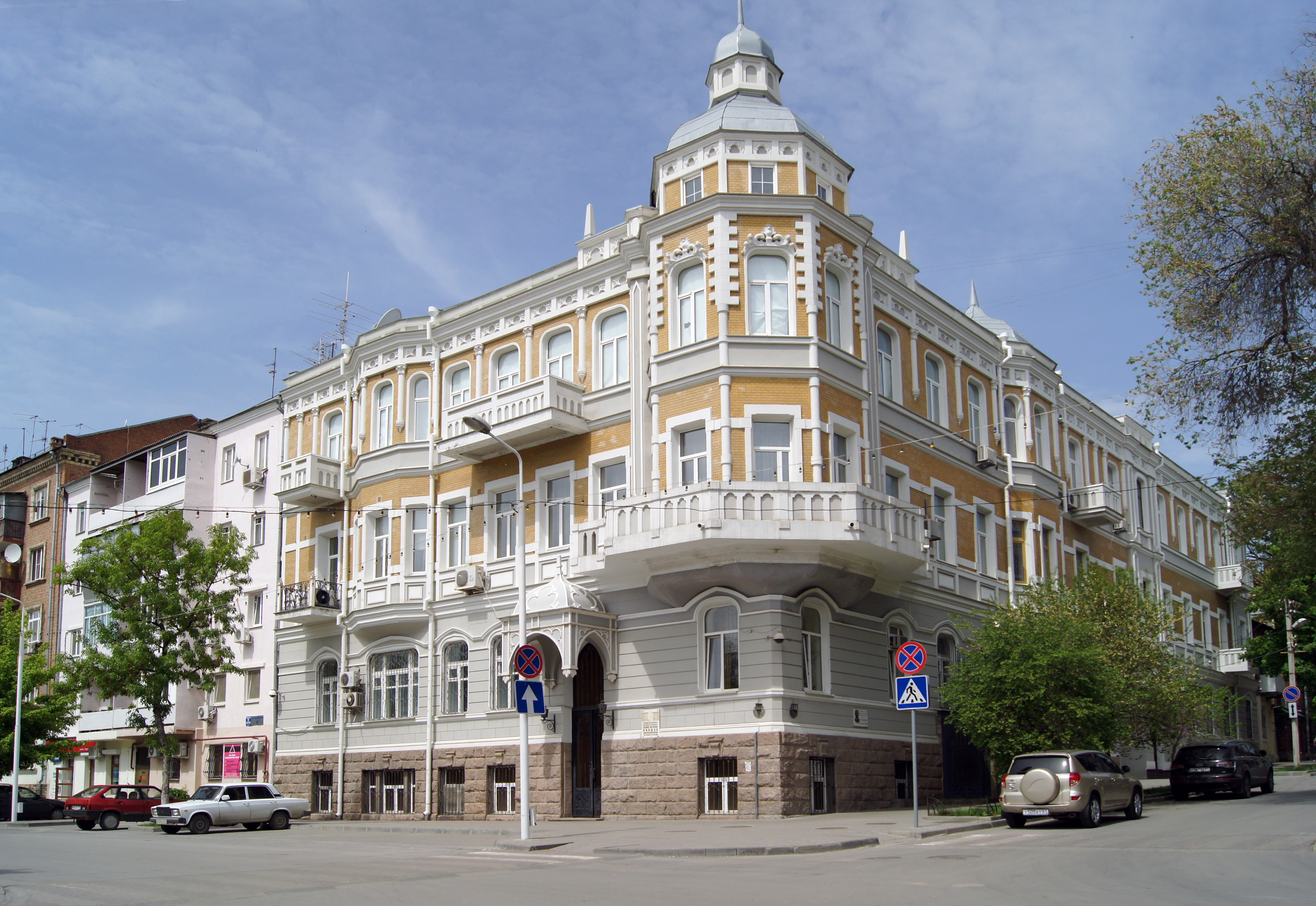
Жилой дом Ивана Зворыкина
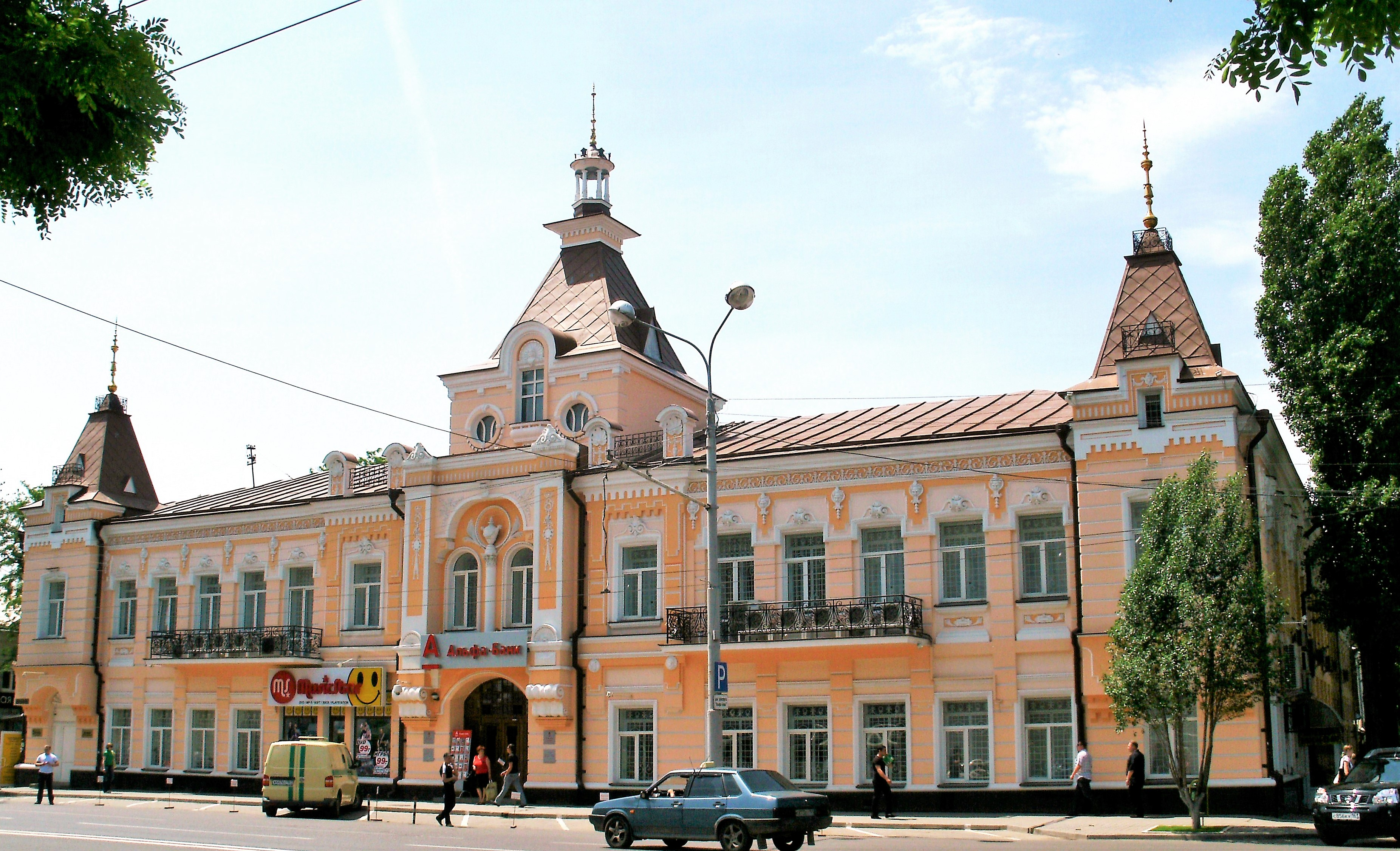
Доходный дом С. Шендерова

### Памятники археологии
На территории города имеются следы древних поселений, постройка которых датируется разными эпохами — вплоть до 5 тысяч лет назад. Люди селились на Дону издавна — примерно с меднокаменного века, о чём свидетельствуют многочисленные археологические находки.
В период бронзового века на окраине нынешнего Ростова-на-Дону были расположены крепостные сооружения, датируемые третьим тысячелетием до нашей эры.
- Комплекс наземных и подземных сооружений крепости святого Дмитрия Ростовского.
- Остатки равелина крепости Святого Дмитрия Ростовского.
- Танаис — один из крупнейших памятников истории Донского края.
- Подземная галерея (на территории Первомайского парка).
- Подземный ход для стока воды из Богатого колодца у артиллерийской пристани (склон рельефа у Кировского спуска).
- Ливенцовская крепость.
- Нижне-Гниловское городище.

### Другие памятники
Дореволюционные памятники

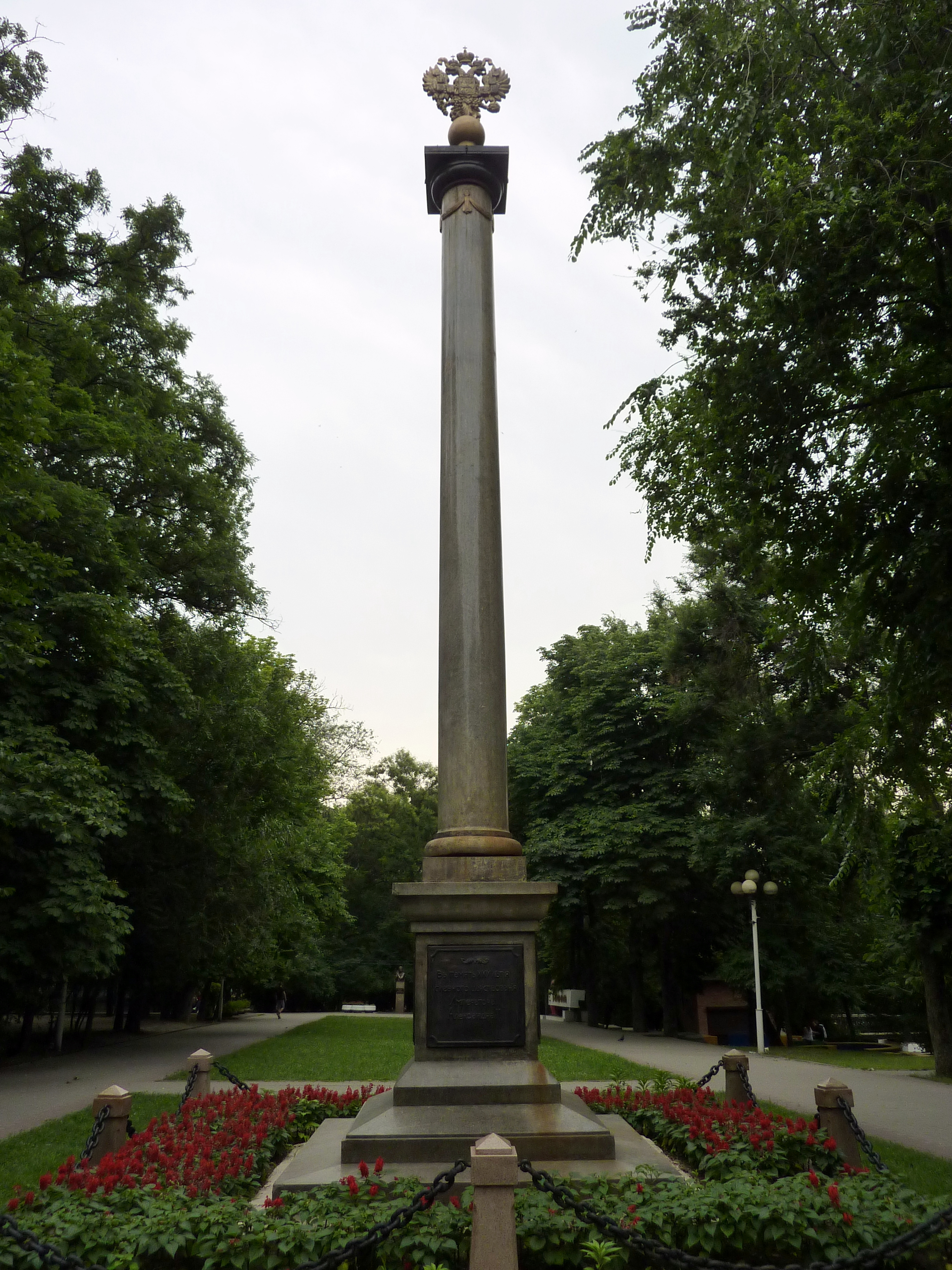
Александрийская колонна (вид от входа в парк Вити Черевичкина)

- Колонна Александра II — установлена в 1894 году в честь 25-летнего правления императора Александра II. Единственный дореволюционный памятник города, сохранившийся до наших дней.
- Памятник Александру II — установлен в 1890 году на Соборной площади, автор Михаил Микешин. В 1924 году демонтирован.
- Памятник Екатерине II — установлен в 1894 году на Соборной площади Нахичевани-на-Дону (ныне площадь Карла Маркса). В 1920 году демонтирован.

Советские памятники
- Монумент Первоконникам — Установлен в 1972 году на площади Советов. Посвящён Первой Конной армии Будённого, в 1920 году занявшей город после отступления белых.
- Памятник стачке 1902 года — находится на возвышенности при въезде в Западный жилой массив из центра города, монумент посвящён событиям 1902 года, когда произошла известная стачка работников железной дороги, начавшаяся в мастерских Владикавказской железной дороги, по своей сути является воплощением советско-коммунистического эпоса о борьбе пролетариата за свои права и свободы.
- Памятник Октябрьской революции — установлен в 1979 году у входа в парк Горького со стороны улицы Пушкинской.
- Стела освободителям Ростова — возведена на Театральной площади Ростова в честь освобождения города от фашистских захватчиков 8 мая 1985 года[196]. Рядом к 40-летию Великой Победы установлен мемориал «воинам-освободителям Ростова-на-Дону от немецко-фашистских захватчиков».
- Мемориальный комплекс «Павшим воинам» — на площади Карла Маркса открыт в 1969 году. Там же с 1975 года расположен пост №1 у Вечного огня.
- Памятник Карлу Марксу — установлен в 1959 году на площади Карла Маркса. На этом же месте до 1920 года стоял памятник Екатерине II.
- Памятник Пушкину — установлен в 1959 году на пересечении улицы Пушкинской и Ворошиловского проспекта.
- Памятник Максиму Горькому — установлен в 1961 году на набережной реки Дон. На том же постаменте до 1961 года стоял памятник Сталину работы Вучетича.
- Памятник Кирову (Ростов-на-Дону) — установлен в 1939 году. В 2005 году перенесён из Покровского сквера на угол Пушкинской улицы и Кировского проспекта.
- Памятники Ленину — два памятника у входа в парк Горького и на площади Ленина.
- Мемориал в Змиёвской балке, известной тем, что в августе 1942 года германскими оккупантами были расстреляны и умерщвлены другими способами около 27 тысяч жителей Ростова-на-Дону, главным образом евреев. Это место самого крупного массового уничтожения евреев в России во время Холокоста[197][197].
- Памятник «Тачанка» — это легендарный памятник 1-й конной армии «Тачанка-ростовчанка» величественная скульптура, встречающая едущих с юга ростовчан, а также тысячи пассажиров транзитного транспорта, уже более тридцати лет служит визитной карточкой города Ростова-на-Дону, исторический памятник, символизирующий освобождение Ростова от белогвардейцев в 1920 году.
- Мемориал защитникам ростовского неба установлен в 1972 году на месте братской могилы военных лётчиков и мирных жителей города, погибших и замученных гитлеровцами в годы Великой Отечественной войны. На одной из мемориальных плит выбит текст: «Здесь похоронены 1800 советских граждан замученных и расстрелянных в 1941—1943 годах немецко-фашистскими захватчиками. Людям погибшим, но победившим!»
- Стела комсомольцам Дона — воздвигнута в 1967 году.
- Мемориал в Кумженской роще — сооружён в 1983 году в память о подвиге воинов Красной Армии, погибших при освобождении Ростова-на-Дону от немецких оккупантов в 1941 и 1943 годах. Мемориал расположен в юго-западной части города Ростова-на-Дону, на стрелке мыса, образованного при истоке рукава Мёртвый Донец из реки Дон. Он воздвигнут по проекту ростовского архитектора Р. Мурадяна, скульпторов Б. Лапко и Е. Лапко.

Фотографии
Стела перед въездом
Памятник
Одна из мемориальных плит
Стелы на территории

Современные памятники
- Мемориал невинно убиенным — открыт 30 октября 1993 года. В общей сложности в Ростовской области было репрессировано более 90 000 человек.
- Мемориал воинам-интернационалистам — открыт в 1996 году возле парка Плевен. На памятных плитах высечены имена свыше 800 жителей Ростовской области погибших в локальных конфликтах второй половины XX века.
- Памятник Димитрию Ростовскому — установлен в 1999 году на Соборной площади, в том месте где до 1924 года стоял памятник Александру II.
- Памятник Елизавете Петровне — установлен в 2007 году в Покровском сквере.
- Памятник Основателям крепости Димитрия Ростовского — установлен в 2009 году к 260-летию города, на месте основания крепости.
- Памятник Темерницкой таможне — установлен в 2010 году на набережной Ростова-на-Дону.
- Памятник Чехову — установлен в 2010 году на пересечении улиц Пушкинской и Чехова.
- Памятник героям Первой мировой войны — установлен в 2014 году на Красноармейской улице.
- Памятник Высоцкому — установлен в 2014 году на улице Пушкинской.
- Памятник Матвею Платову — установлен в 2015 году у главного корпуса ЮФУ, копия памятника Платову в Москве.
- Памятник Александру Ханжонкову — установлен в 2016 году рядом с гостиницей Ростов.
- Памятник детям войны — создан в 2016 году.
- Памятник «Героям Донбасса» — открыт 16 октября 2017 года в парке культуры и отдыха имени Николая Островского. Посвящён добровольцам — участникам вооружённого конфликта на востоке Украины, воевавшим за сохранение русского мира на стороне самопровозглашённых народных республик ДНР и ЛНР.

### Мемориальные доски
В городе имеется более 400 мемориальных досок, расположенных как на жилых и промышленных зданиях, так и на памятниках (являясь именно мемориальной доской, а не текстом на памятнике). Часть досок отсутствует на своих местах — либо по причине временного проведения капитального ремонта здания, либо где-то дом уже снесён.
Лидерами по количеству установленных мемориальных досок являются центральные районы города — Кировский (115) и Ленинский (92). За ними следуют Пролетарский (66), Октябрьский (59), Первомайский (35), Железнодорожный (34), Советский (19) и Ворошиловский (17) районы.
Рассматривается вопрос о передаче всех мемориальных досок, расположенных на зданиях Южной столицы, из ведения Всероссийского общества охраны памятников, на баланс муниципального управления культуры города.

### Информационные таблички
Появились в Ростове-на-Дону в 2014 году. Проект, целью которого является воспитание молодого поколения, курируется департаментом экономики города. Таблички размером 420×297 мм и толщиной 3 мм устанавливаются на улицах города и представляют собой алюминиевую композитную панель. Содержат информацию о биографии человека (на русском и английском языках), в честь которого названа улица, его фотографию и QR-код.

## Спорт
В Ростове-на-Дону весьма развит как любительский, так и профессиональный спорт. В городе 10 стадионов, из них «Олимп-2» вместительностью более 15 480 мест, «СКА» с трибуной на 2400 мест. К чемпионату мира по футболу построен новый стадион «Ростов Арена», рассчитанный на 45 000 зрительских мест. Функционирует более 100 спортивных залов, дворец спорта (реконструирован в 2023—2025 годах), ипподром, 10 крытых объектов с искусственным льдом. Ростов-на-Дону располагает немалым количеством действующих бассейнов: больше 15.. Наиболее известными в городе являются два 50-метровых бассейна — «Волна» и «Коралл», они же лидируют по числу посетителей. Имеются также велотрек, 4 гребных баз и каналов.
| Профессиональные спортивные клубы, базирующиеся в Ростове-на-Дону |
| --- |
| Футбол В чемпионате России: - футбольный клуб «Ростов», обладатель Кубка России 2014 года, - серебряный призёр чемпионата России 2015/16 года В еврокубках: - 3-е место в групповом этапе Лиги чемпионов - Участник 1/8 финала Лиги Европы Во втором дивизионе, зона «Юг»: - футбольный клуб СКА, обладатель Кубка СССР 1981 года В прошлом в различных лигах чемпионатов СССР и России также выступали: - футбольный клуб «СКА-Ростов-на-Дону» (женский) - футбольный клуб «Динамо» - футбольный клуб «Источник» Баскетбол - баскетбольный клуб «Ростов-Дон» (женский) - баскетбольный клуб «Атаман». Создан в 2010 году. |
| Гандбол - гандбольный клуб «Ростов-Дон» (женский) - гандбольный клуб «ДГТУ-Лидер» (мужской) В прошлом город на российской и международной арене также представляли: - гандбольный клуб «Источник» (женский) - гандбольный клуб «Источник» (мужской) - гандбольный клуб «ТИБЛ-Групп» (мужской) |
| Хоккей с шайбой - хоккейный клуб «Ростов» |

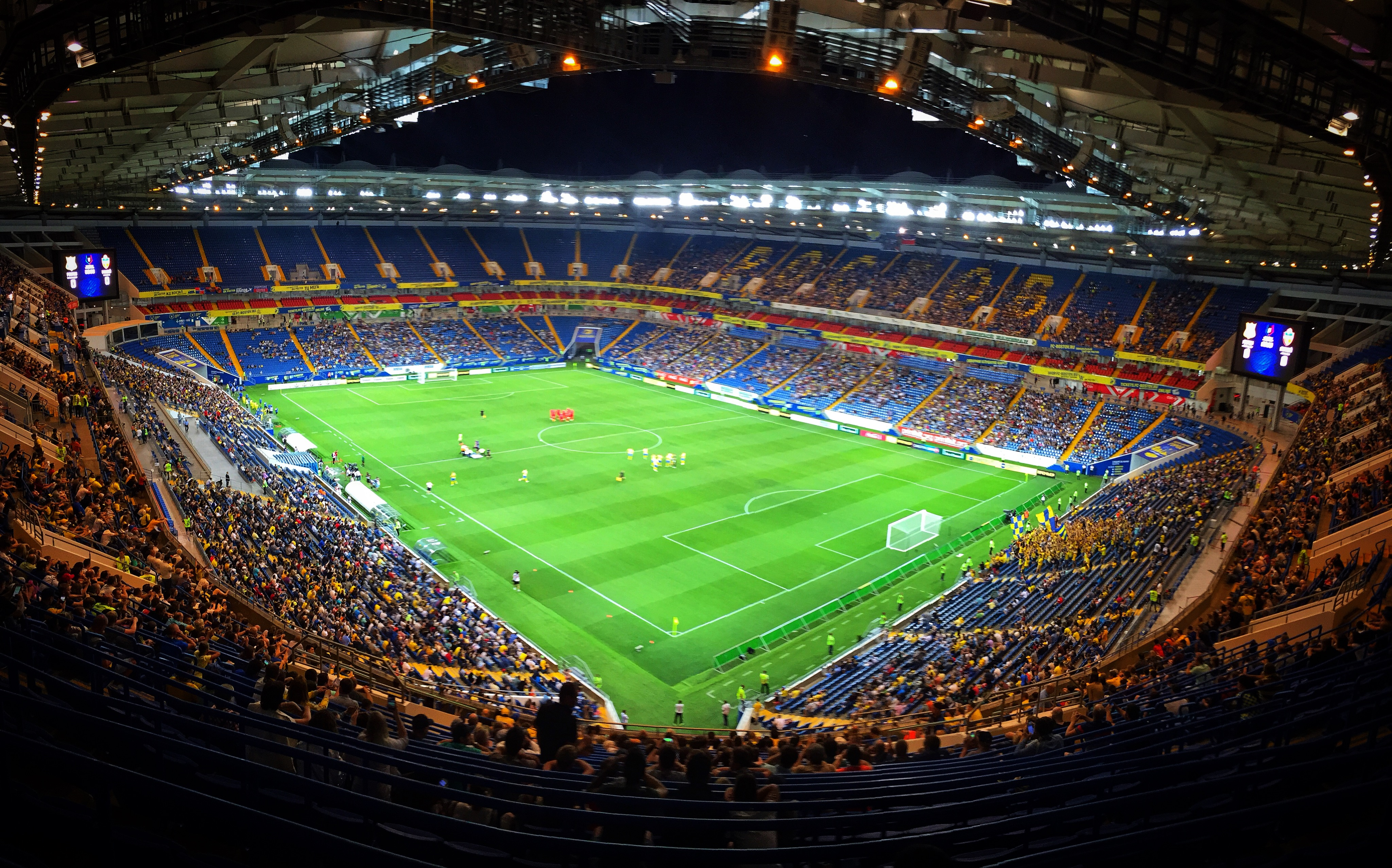
Снимок из игры ФК «Ростов» — «Енисей» в 2018, Ростов-Арена
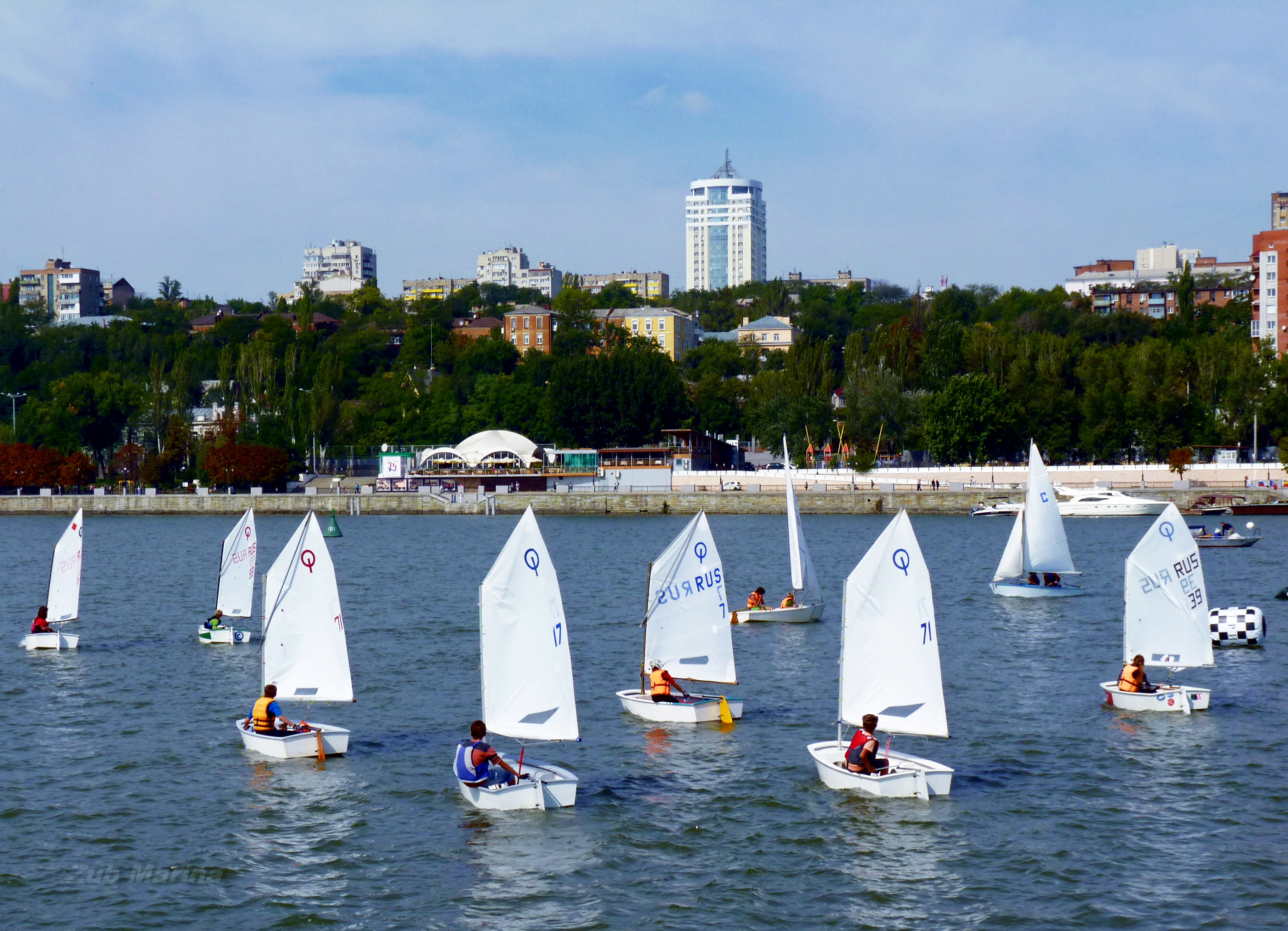
Парусная регата, снимок с Левого берега Дона
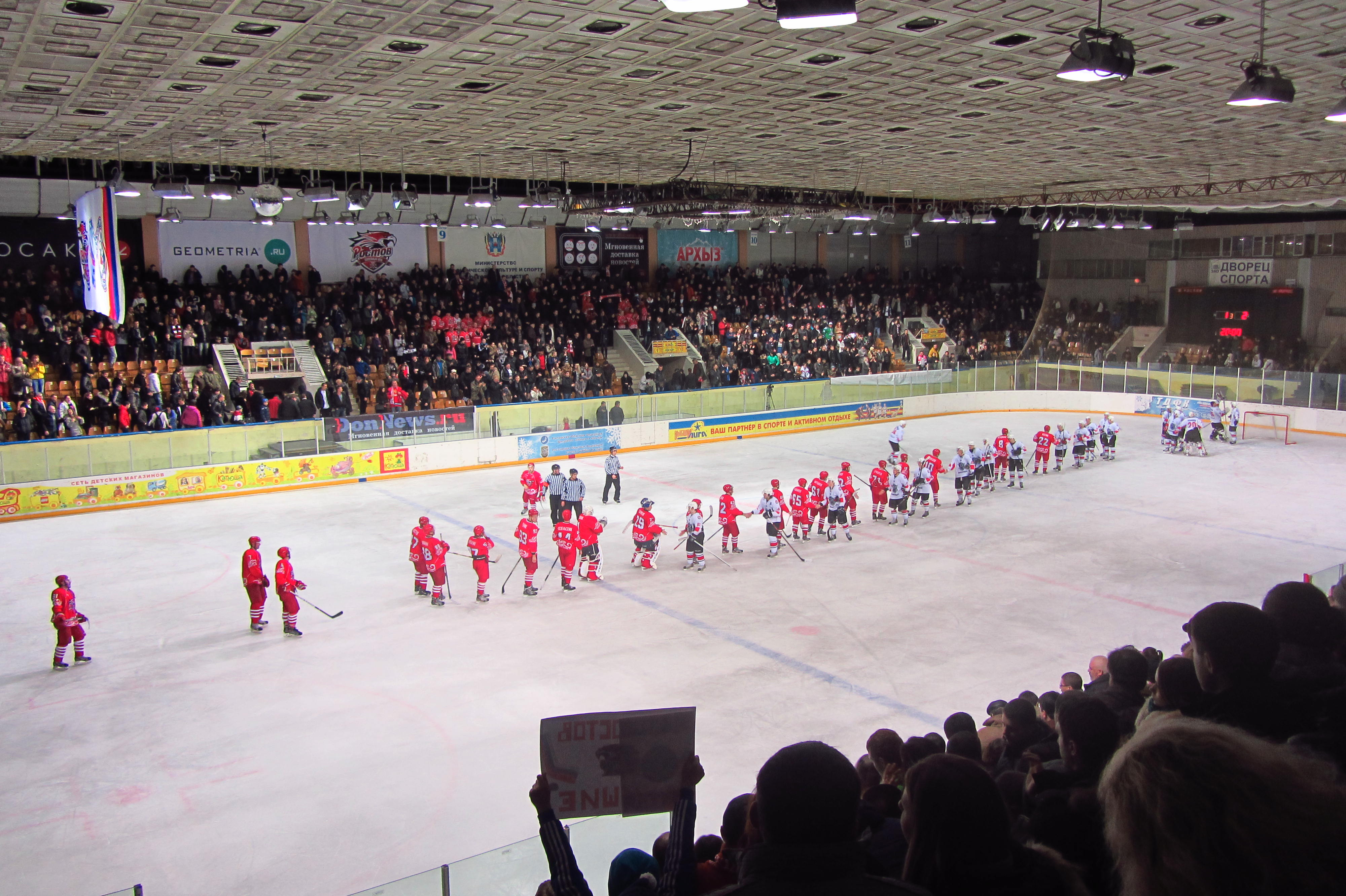
Хоккейный матч во Дворце спорта

### Чемпионат мира по футболу 2018

Общий вид фан-зоны

В 2018 году Ростов-на-Дону в составе российской заявки принял чемпионат мира по футболу. Стадион «Ростов-Арена» на 45 000 зрителей был построен на левом берегу Дона слева при выезде из города по Ворошиловскому мосту.
Стадион принял 5 матчей первенства:
- 17 июня, 21:00, Бразилия — Швейцария, Группа E
- 20 июня, 18:00, Уругвай — Саудовская Аравия, Группа A
- 23 июня, 18:00, Южная Корея — Мексика, Группа F
- 26 июня, 21:00, Исландия — Хорватия, Группа D
- 02 июля, 21:00, Бельгия — Япония, 1/8 финала

На Театральной площади города в дни турнира проходил фестиваль болельщиков. Для этого была организована специальная площадка (фан-зона) вместимостью до 25 000 человек. Болельщики смогли увидеть все матчи чемпионата на большом экране. Кроме того, работали точки питания и развлекательные зоны.
К началу чемпионата мира в городе проходила активная застройка. Помимо стадиона были построены зона кемпинга для гостей чемпионата, Южный и Западный транспортные обходы города, новые гостиницы. Реконструированы мостовой переход через Дон (с расширением проезжей части до 6 полос), объекты здравоохранения, набережная города. Полностью был построен новый аэропорт «Платов».

## Средства массовой информации

### Телевидение

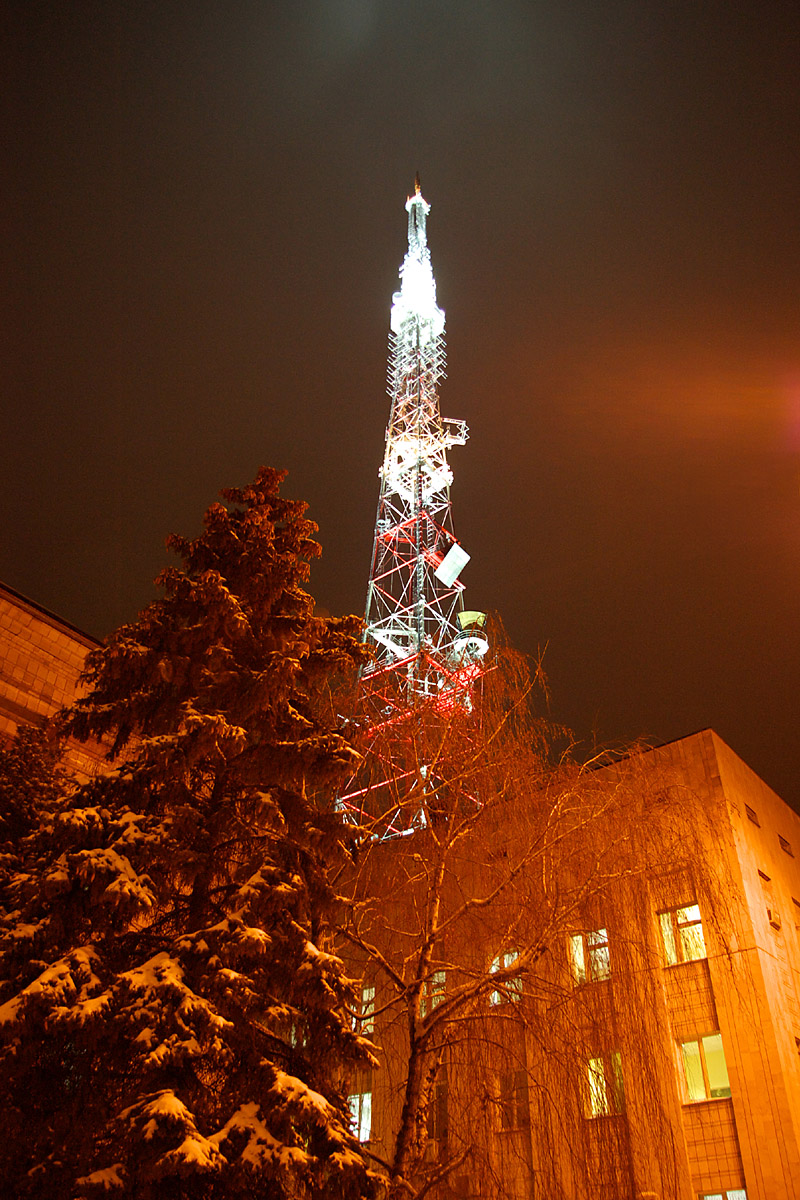
Телевышка Ростовского радиотелецентра и здание ГТРК «Дон-ТР»

Телевидение на Дону началось в 1956 году со строительства ростовского телецентра, завершившегося 29 апреля 1958 года. 30 апреля 1958 года начались пробные телепередачи Ростовского телевидения, а в феврале 1958 года был организован комитет по радиовещанию и телевидению при исполкоме Ростовского областного совета депутатов трудящихся. Первые телепередачи в цвете ростовские зрители увидели в 1969 году. В 1978 году на телевидении начала работать цветная передвижная телестанция. До 1991 года в Ростове-на-Дону существовала единственная телевизионная организация — Ростовский областной комитет по телевидению и радиовещанию. В 1991 году была учреждена государственная телерадиокомпания «Дон-ТР». В настоящее время эфирное вещание осуществляют 6 метровых и 10 дециметровых телеканалов.
В городе развито кабельное телевидение, которое охватывает густонаселённые кварталы. Наиболее крупными операторами кабельного телевидения являются «Стрим-ТВ» (бывший «Телелайн») и «ЦТС-ТВ». С марта 2009 года «Стрим-ТВ» и «ЦТС-ТВ» вошли в состав ЗАО «Комстар-Регионы». В режиме онлайн вещает первый городской телеканал «Ростов-на-ТВ».
| Телеканалы, вещавшие в Ростове-на-Дону, до введения цифрового телевидения | Телеканалы, вещавшие в Ростове-на-Дону, до введения цифрового телевидения |
| ------------------------------------------------------------------------- | ------------------------------------------------------------------------- |
| 1                                                                         | Первый Канал                                                              |
| 2                                                                         | Ю                                                                         |
| 3                                                                         | РЕН ТВ                                                                    |
| 5                                                                         | Пульс / Дон 24 (Азов)                                                     |
| 7                                                                         | СТС — Южный регион                                                        |
| 9                                                                         | НТВ                                                                       |
| 12                                                                        | Россия 1 / ГТРК Дон-ТР                                                    |
| 22                                                                        | Пятница!                                                                  |
| 24                                                                        | Домашний                                                                  |
| 28                                                                        | ТНТ4 / Южный регион                                                       |
| 32                                                                        | ТВ Центр                                                                  |
| 35                                                                        | Солнце (с 17:00 до 00:00)                                                 |
| 38                                                                        | Россия 24 / ГТРК Дон-ТР (с 00:00 до 17:00)                                |
| 40                                                                        | Звезда                                                                    |
| 43                                                                        | Матч ТВ                                                                   |
| 47                                                                        | Россия К                                                                  |
| 49                                                                        | ТНТ                                                                       |
| 51                                                                        | ТВ-3                                                                      |
| 59                                                                        | Пятый Канал                                                               |

### Радио
История радио в Ростове-на-Дону началась 17 октября 1925 года, когда в городе впервые прозвучали радиопозывные. 17 октября 1925 года состоялось открытие широковещательной радиостанции общества друзей радио. В 1926 году был создан Северо-Кавказский краевой радиоцентр. В 1931 году — Северо-Кавказский краевой комитет по радиофикации и радиоинформации.
На 1 января 1940 года в Ростовской области было установлено 73,8 тысячи радиоточек. В 1941 году в Ростове их уже работало 29 тысяч. В 1960—1970 годы объём радиовещания составлял 2,5 часа в сутки. В 1985 году, к 60-летию радио, на Дону работает 15 вещательных передатчиков, 410 радиоузлов, из них 301 переведён на автоматическое управление. Продолжительность вещания радиоузлов увеличилась до 18,5 часов в сутки. Вещанием охвачена практически вся Ростовская область. 2 января 1992 года на базе Ростовского телерадиокомитета была создана государственная телерадиовещательная компания ГТРК Дон-ТР.
| Частота, МГц | Название                       | RDS | Мощн.,кВт | Телецентр    |
| ------------ | ------------------------------ | --- | --------- | ------------ |
| 72,95        | (Молчит) Радио России / Дон-ТР | -   | 4         | ОРТПЦ        |
| 73,76        | Наше радио / Радио Тихий Дон   | -   | 0,5       | -            |
| 88,2         | Детское радио                  | -   | 1         | Дом на Ник   |
| 89,0         | Радио России / ГТРК Дон-ТР     | -   | 1         | ОРТПЦ        |
| 89,4         | Радио Шансон                   | +   | 0,5       | Нагибина 3 а |
| 89,8         | Радио Комсомольская правда     | -   | 0,5       | -            |
| 90,2         | Вести FM                       | -   | 0,1       | -            |
| 90,6         | Радио МИР                      | -   | 0,5       | -            |
| 91,2         | Юмор FM                        | +   | 1         | Содруж       |
| 91,8         | Радио Маяк                     | -   | 0,5       | -            |
| 92,8         | (ПЛАН) Наше радио              | -   | 1         | -            |
| 95,7         | Радио Вера                     | -   | 1         | -            |
| 96,1         | (ПЛАН) Радио Русский Хит       | -   | 1         | -            |
| 98,5         | Relax FM                       | -   | 1         | -            |
| 99,2         | Радио Sputnik                  | -   | 1         | -            |
| 100,1        | Хит FM                         | +   | 1         | Химиков      |
| 100,7        | FМ-на-Дону                     | +   | 1         | Телеграф     |
| 101,2        | Ретро FM                       | +   | 1         | ОРТПЦ        |
| 101,6        | Love Radio                     | +   | 1         | Химиков      |
| 102,2        | Дорожное радио                 | +   | 0,5       | ОРТПЦ        |
| 103,0        | Русское радио                  | +   | 0,25      | Химиков      |
| 103,3        | Радио Дача                     | +   | 1         | Текучёва     |
| 103,7        | Радио Монте-Карло              | +   | 1         | Химиков      |
| 104,1        | Авторадио                      | +   | 1         | Содруж       |
| 104,6        | DFM                            | +   | 1         | Химиков      |
| 105,1        | Like FM                        | +   | 1         | Стелла       |
| 105,7        | Европа Плюс                    | +   | 1         | ОРТПЦ        |
| 106,6        | Радио ENERGY                   | -   | 1         | ОРТПЦ        |
| 107,1        | Радио Гордость                 | -   | 1         | ОРТПЦ        |
| 107,5        | Новое радио                    | +   | 1         | ОРТПЦ        |

### Пресса
Главные газеты и журналы города:
Газеты
- «Аргументы и факты на Дону»,

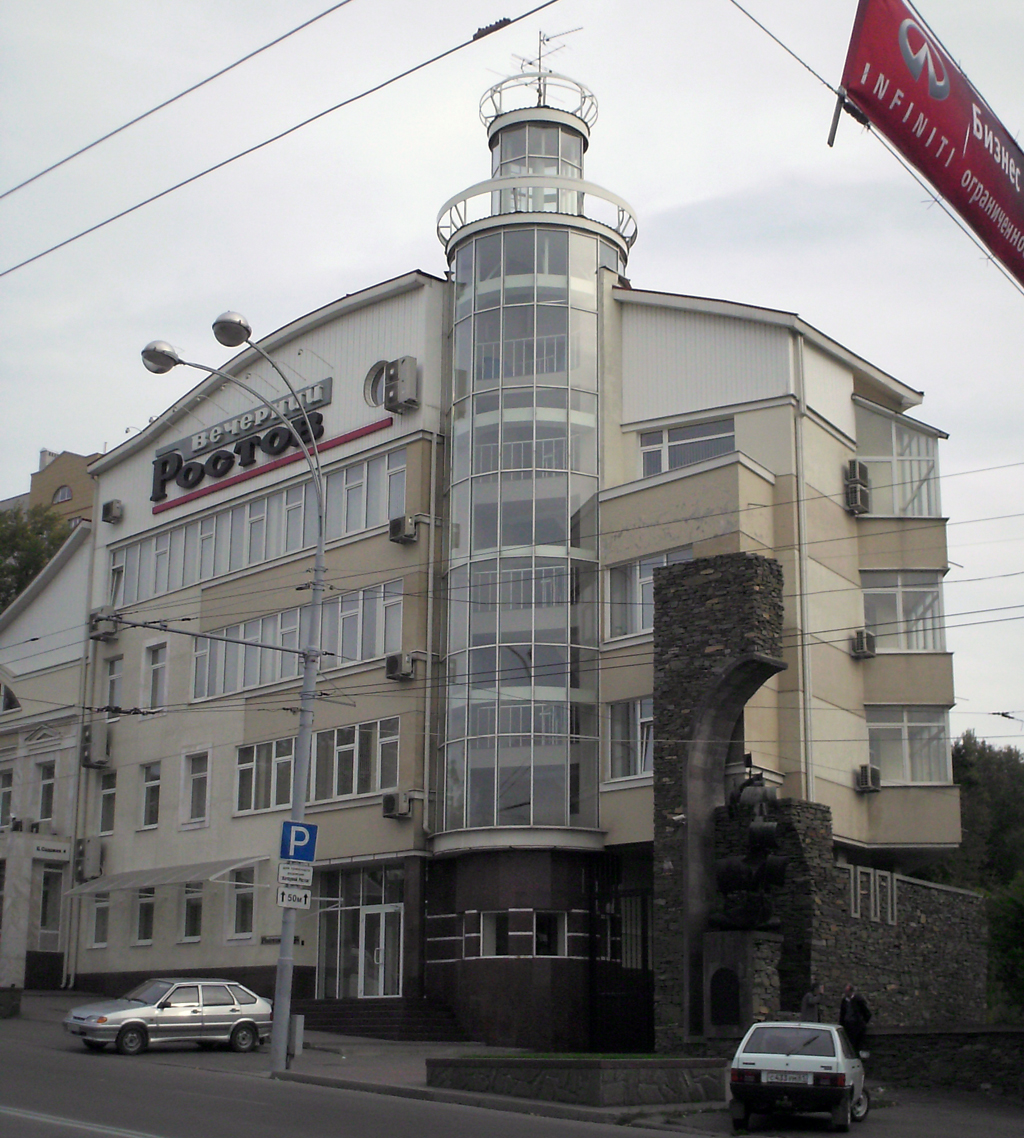
Редакция газеты «Вечерний Ростов»

- «Комсомольская правда. Ростовский выпуск»,
- «Город N»,
- «Молот»,
- «Московский комсомолец в Ростове»,
- «РБК daily Юг»,
- «Наше время»,
- «ЗОЖ»,
- «Коммерсантъ»,
- «Крестьянин»,
- «День за днём»,
- «Газета Дона»,
- «Ростов официальный».

Журналы
- «Дон (журнал)»,
- Отраслевой журнал «Вестник»,
- «Prosōdia»,
- «Кто главный»,
- «Я покупаю»,
- «Собака.ru»,
- «Выбирай!»
- «Эксперт Юг»

Издательства: Издательский дом «МедиаЮг», Издательский дом «Крестьянин», Издательский дом «Город N»

### Интернет-СМИ
Основные новостные сайты города:
- «Ростов Сити Инфо (rostov-city.info)»,
- «161.ru»,
- «Donday»,
- «Donnews»,
- «KR-News»,
- «1rnd.ru»[211],
- «Rostov-Today»,
- TechnoDrive.ru,
- «Блокнот - Ростов»,
- «Большой Ростов»,
- «Городской репортёр»,
- «ДелоРу»,
- «РБК-Ростов»,
- «Ростовские Вести»,
- «Ростов-Транспорт»,

## В филателии и нумизматике

Почтовые марки
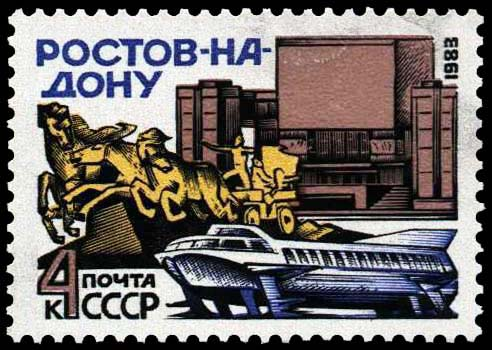
Марка СССР, 1983 год
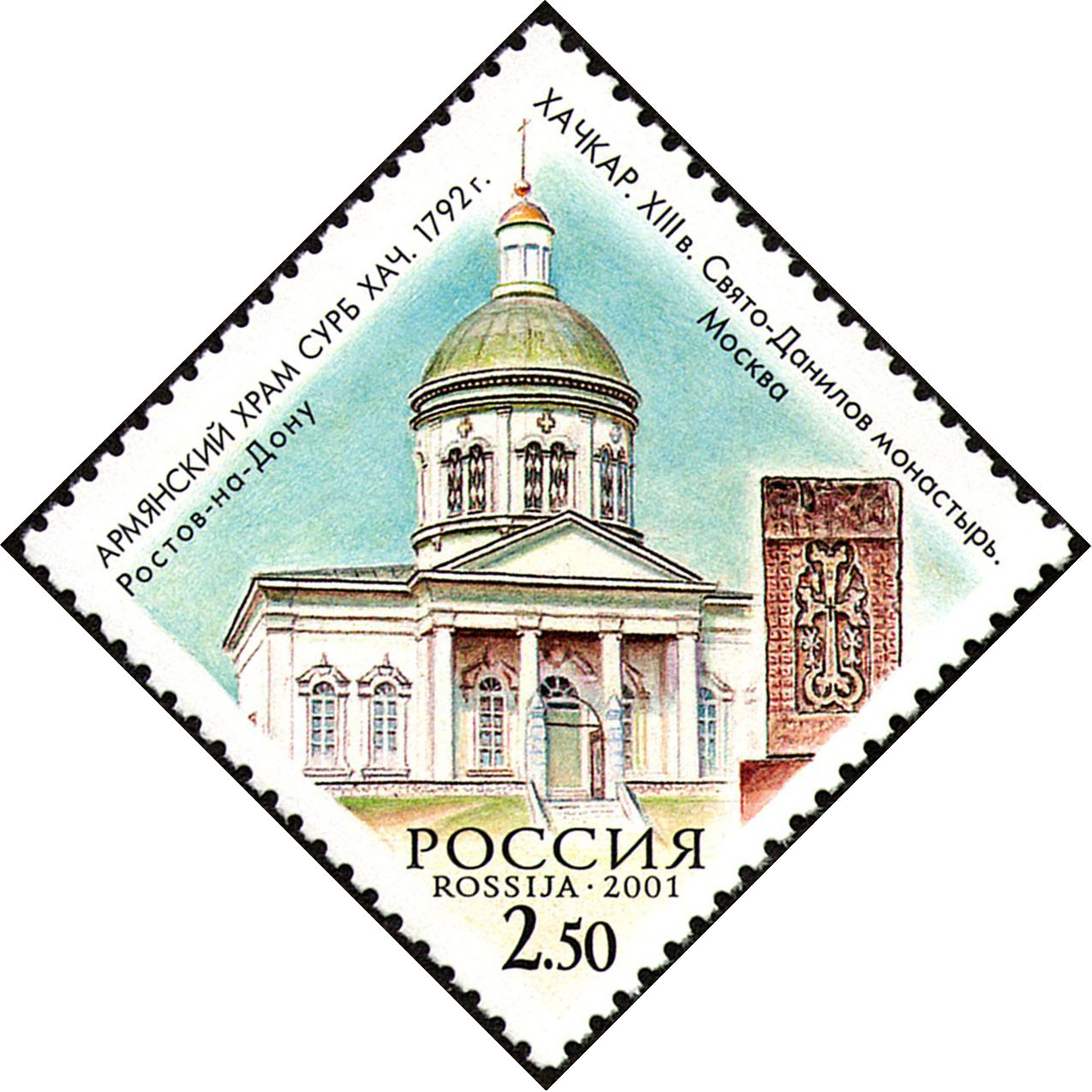
Марка России Армянский храм Сурб Хач, 2001 год
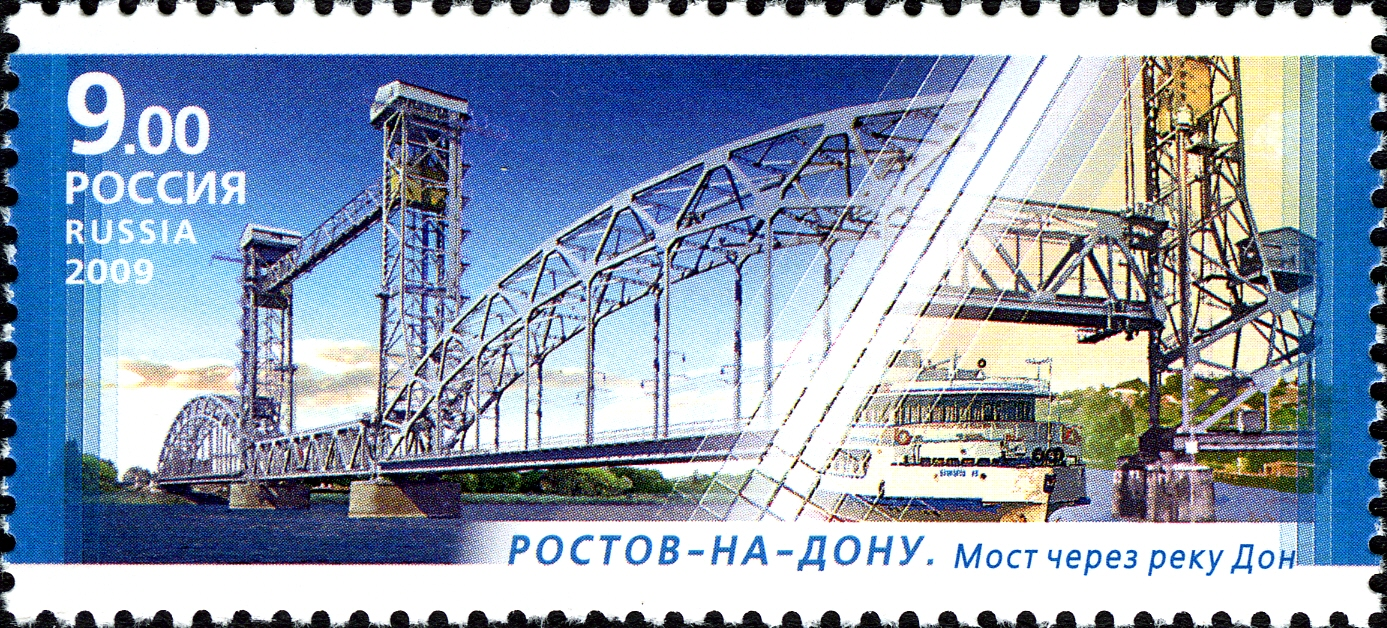
Марка России, 2009 год
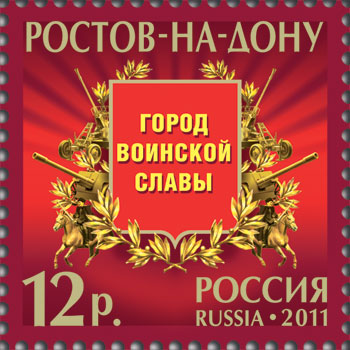
Марка России, 2011 год
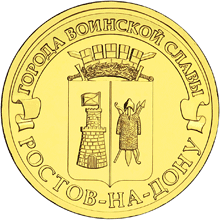
Памятная монета Банка России номиналом 10 рублей (2012) из серии «Города воинской славы»

## Города-побратимы
В честь городов-побратимов Ростова-на-Дону и Дортмунда астрономом Крымской астрофизической обсерватории Людмилой Карачкиной названы астероиды (4071) Rostovdon и (5199) Dortmund. Они были открыты астрономом 7 сентября 1981 года. Ростов-на-Дону — родной город первооткрывателя.
В 2013 году Ростов-на-Дону и Плевен отметил 50-летие побратимских отношений, союз двух городов был узаконен в 1963 году. Таким образом, Плевен стал вторым, после финского Каяни, побратимом донской столицы. Ниже представлен список городов-побратимов Ростова-на-Дону:
| №  | Страна      | Город    |
| -- | ----------- | -------- |
| 1  | Армения     | Ереван   |
| 2  | Болгария    | Плевен   |
| 3  | Беларусь    | Гомель   |
| 4  | Германия    | Дортмунд |
| 5  | Германия    | Гера     |
| 6  | Греция      | Волос    |
| 7  | Казахстан   | Уральск  |
| 8  | Россия      | Москва   |
| 9  | США         | Мобил    |
| 10 | Турция      | Анталья  |
| 11 | Украина     | Луганск  |
| 12 | Украина     | Донецк   |
| 13 | Франция     | Ле-Ман   |
| 14 | Финляндия   | Каяани   |
| 15 | Южная Корея | Чхонджу  |
| 16 | Китай       | Яньтай   |
| 17 | Испания     | Севилья  |

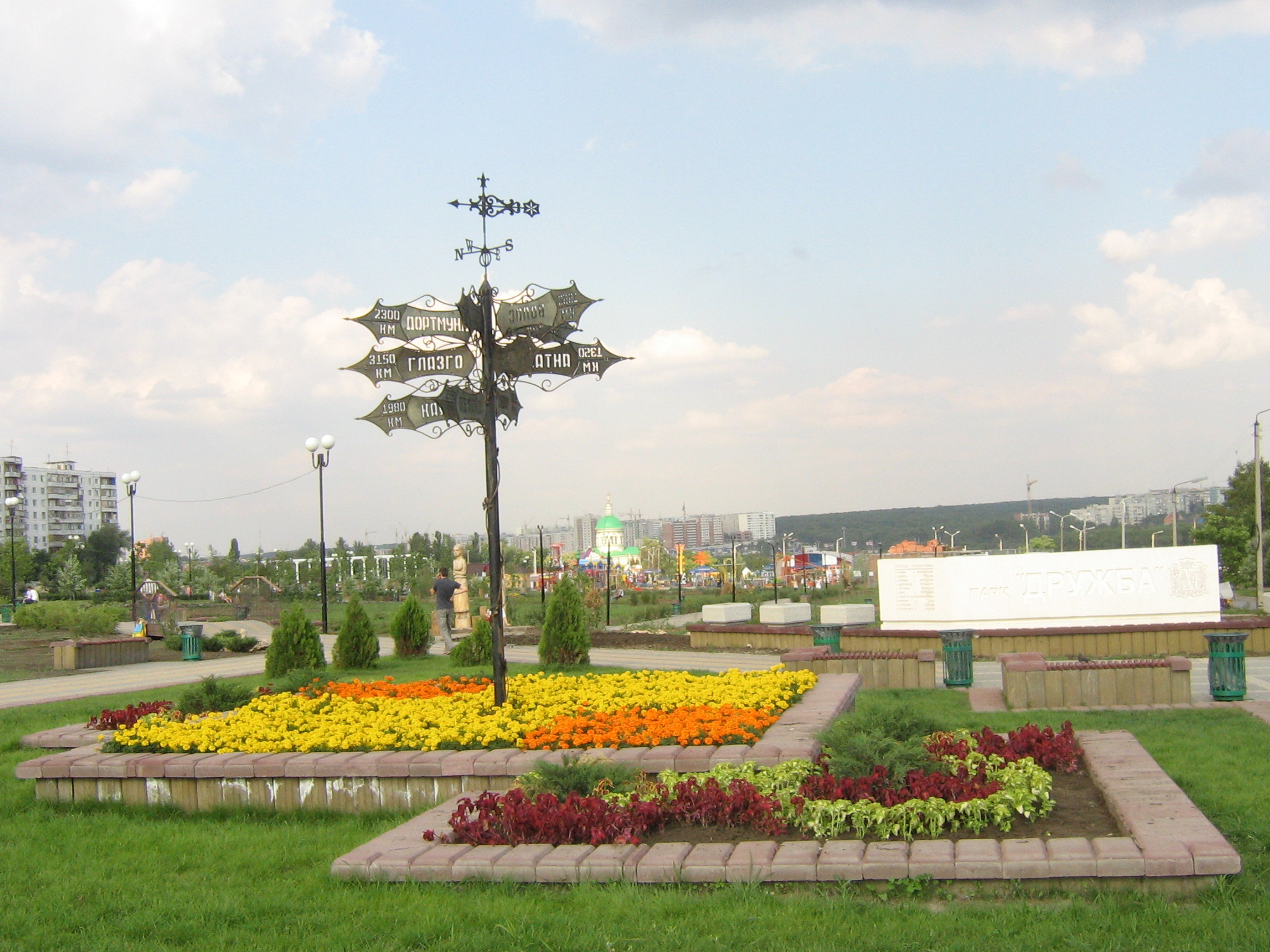
Символический указатель на города-побратимы в парке Дружбы

В 2022 году Глазго прекратил сотрудничество с российским городом Ростов-на-Дону из-за вторжения России на Украину